# Liste der Biografien/Kri
Liste der Biografien |
Portal Biografien |
Personensuche
# |
A |
B |
C |
D |
E |
F |
G |
H |
I |
J |
K |
L |
M |
N |
O |
P |
Q |
R |
S |
T |
U |
V |
W |
X |
Y |
Z |
?
 
Ka |
Kb |
Kc |
Kd |
Ke |
Kf |
Kg |
Kh |
Ki |
Kj |
Kl |
Km |
Kn |
Ko |
Kp |
Kr |
Ks |
Kt |
Ku |
Kv |
Kw |
Ky |
Kx |
Kz
 
Kra |
Krb |
Krc |
Kre |
Krg |
Krh |
Kri |
Krj |
Krk |
Krl |
Krm |
Krn |
Kro |
Krp |
Krs |
Krt |
Kru |
Kry |
Krz
Die Liste der Biografien führt alle Personen auf, die in der deutschsprachigen Wikipedia einen Artikel haben. Dieses ist eine Teilliste mit 1071 Einträgen von Personen, deren Namen mit den Buchstaben „Kri“ beginnt.

## Kri

### Kria
- Kriangkrai Chasang (* 1988), thailändischer Fußballspieler
- Kriangkrai Pimrat (* 1987), thailändischer Fußballspieler
- Kriangsak Chomanan (1917–2003), thailändischer Politiker, Premierminister von Thailand (1977–1980)
- Kriar, Johann (* 1952), deutscher Fußballspieler
- Kriaras, Emmanuel (1906–2014), griechischer Philologe und Lexikograf
- Kriat, Maxim (* 1984), ukrainischer Triathlet
- Kriaučiūnas, Jonas (1920–1986), sowjetlitauischer Agronom, Gartenbauwissenschaftler und Politiker, Vizeminister
- Kriauza, Vytautas (* 1955), litauischer Neurochirurg und Politiker

### Krib
- Kribben, Ernst (1898–1976), deutscher Landrat
- Kribben, Klaus (* 1937), deutscher Politiker (CDU), MdL
- Kribben, Matthias (* 1960), deutscher Fernschach-Großmeister und Schachfunktionär
- Kribbs, George Frederic (1846–1938), US-amerikanischer Politiker
- Kribic, Alexander (1910–1987), deutscher Turner

### Kric
- Kricfalusi, John (* 1955), kanadischer KünstlerJohn Kricfalusi (* 1955)

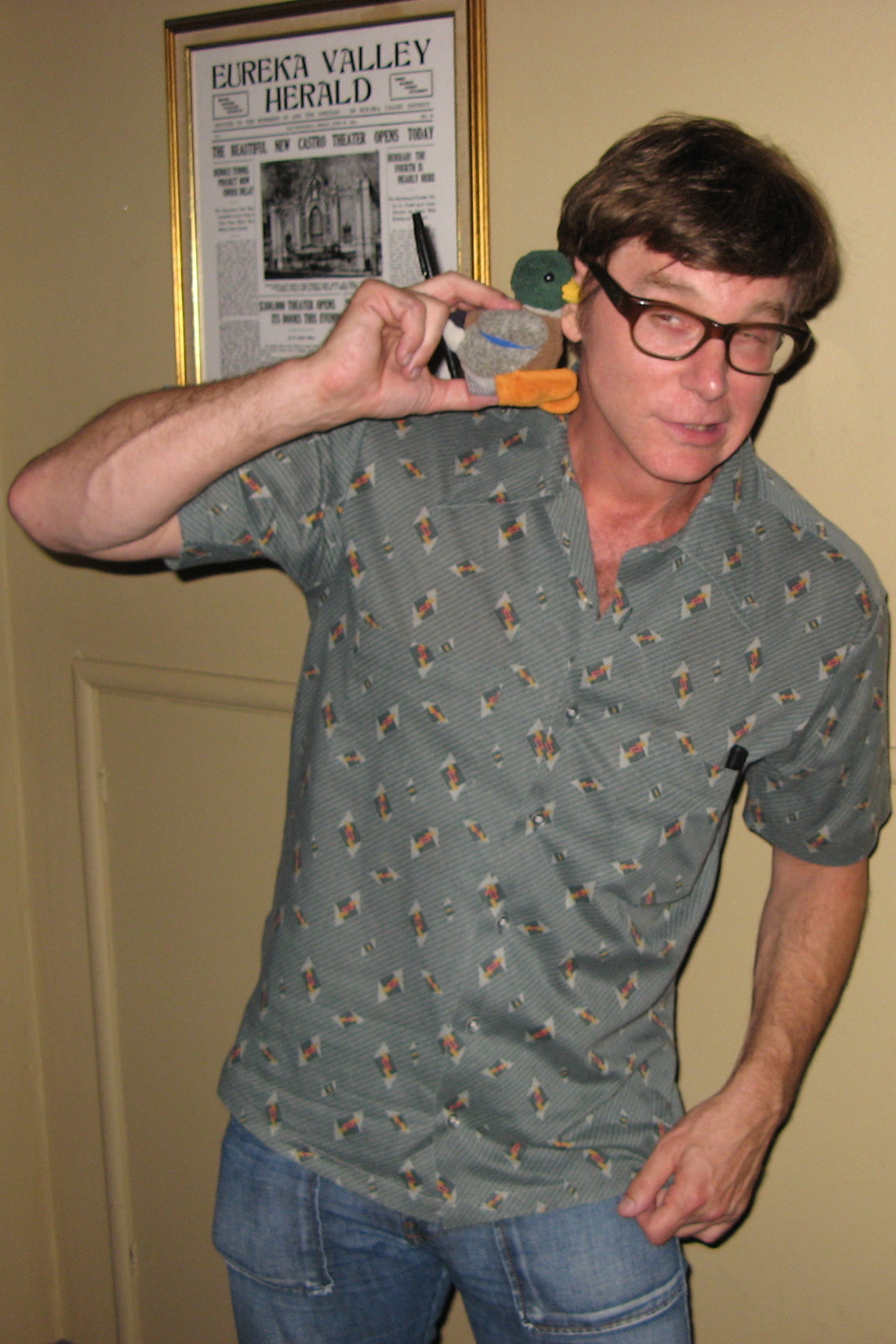
John Kricfalusi (* 1955)

- Krich, Rochelle Majer (* 1947), US-amerikanische Schriftstellerin
- Krichauff, Friedrich Eduard (1824–1904), deutsch-australischer Botaniker und Politiker
- Krichbaum, Gunther (* 1964), deutscher Politiker (CDU), MdB
- Krichbaum, Jörg (1945–2002), deutscher Schriftsteller und Fotograf
- Krichbaum, Karl (1899–1971), deutscher Politiker (NSDAP), MdR
- Krichbaum, Wilhelm (1896–1957), deutscher Geheimagent und SS-Oberführer
- Krichel, Alexander (* 1989), deutscher Pianist
- Kricheldorf, Carl (1863–1934), deutscher Maler
- Kricheldorf, Rebekka (* 1974), deutsche Dramatikerin
- Kricheldorff, Herrmann (1868–1928), deutscher Stummfilmkameramann
- Kricheldorff, Julius (1830–1910), deutscher (Militär-)Fotograf
- Kricheldorff, Max (1851–1925), deutscher Verwaltungsjurist
- Kricheldorff, Wilhelm (1865–1945), deutscher Maler
- Kricheli, Josif (1931–1988), georgischer Großmeister der Schachkomposition
- Krick, Manfred (* 1956), deutscher Politiker (SPD), MdL
- Krick, Margret (1926–2016), deutsche Verlegerin
- Krick, Peter (* 1944), deutscher Eiskunstläufer
- Krick, Robert (1922–2017), deutscher Verleger
- Krick, Tobias (* 1998), deutscher VolleyballspielerTobias Krick (* 1998)

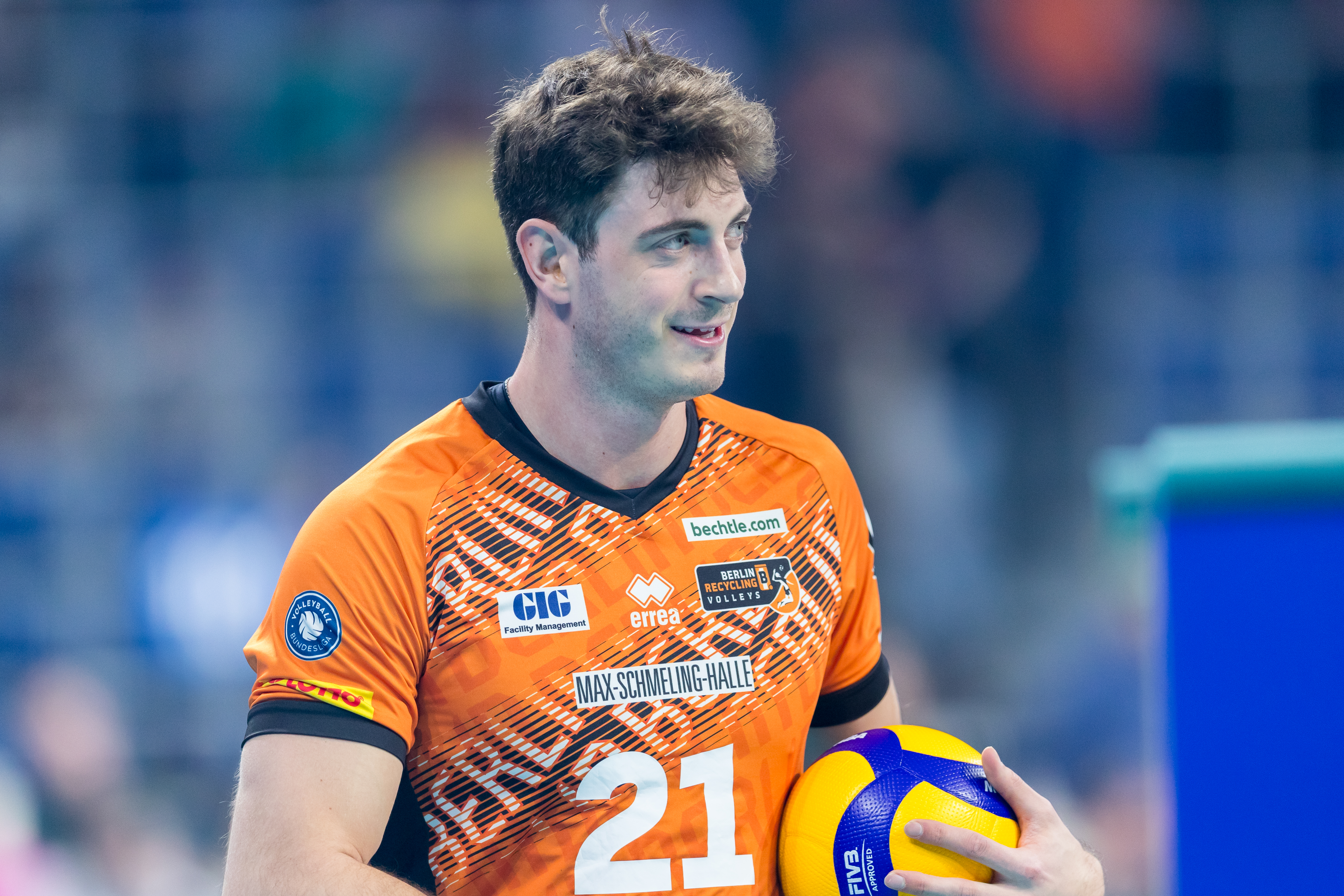
Tobias Krick (* 1998)

- Křička, Jaroslav (1882–1969), tschechoslowakischer Komponist
- Křička, Petr (1884–1949), tschechischer Gelehrter, Bibliothekar, Dichter, Kinderbuchautor und Übersetzer
- Krickau, Joachim Georg, deutscher Arzt, Kupferstecher, Feuerwerk und Autor
- Krickau, Nicolej (* 1986), dänischer Handballtrainer und -spieler
- Krickau, Walther (1907–1946), deutscher Bratschist, Kammer- und Orchestermusiker
- Kricke, Gordon (* 1962), deutscher Diplomat
- Kricke, Norbert (1922–1984), deutscher Bildhauer und Hochschullehrer
- Krickeberg, Elisabeth (1861–1944), deutsche Schriftstellerin
- Krickeberg, Karl (1867–1944), deutscher Pädagoge, Theaterschauspieler, Theaterleiter, Dramatiker und niederdeutscher Schriftsteller
- Krickeberg, Klaus (* 1929), deutscher Statistiker
- Krickeberg, Sophie Friederike (1770–1842), deutsche Theaterschauspielerin und Übersetzerin
- Krickeberg, Walter (1885–1962), deutscher Amerikanist und Ethnologe
- Kricker, Gottfried (1886–1972), deutscher Philologe und Bibliothekar
- Krickl, Gudrun Maria (* 1968), deutsche Autorin
- Krickl, Josef (1870–1953), österreichischer Komponist, Violinist und Baßflügelhornist aus dem Weinviertel
- Krickl, Michael (1883–1949), niederösterreichischer Schriftsteller und Heimatdichter
- Krickl, Stefan (* 1997), österreichischer Fußballspieler
- Krickler, Kurt (* 1959), österreichischer LGBT-Aktivist, Mitgründer der HOSI Wien, und Mitgründer der Österreichischen Aids-Hilfe
- Krickow, Rolf (1921–2003), deutscher Rundfunkmoderator und Redakteur
- Krickstein, Aaron (* 1967), US-amerikanischer TennisspielerAaron Krickstein (* 1967)

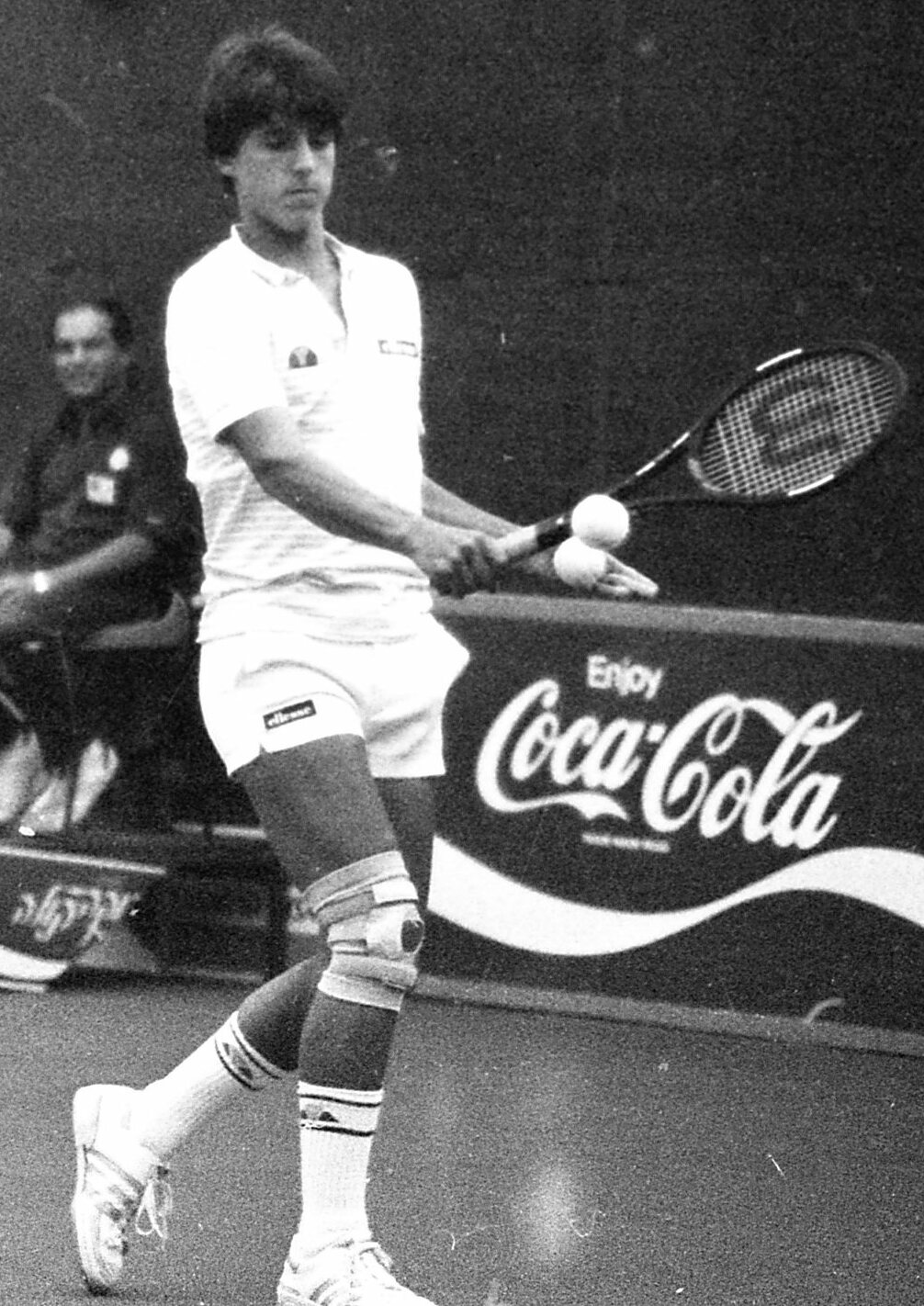
Aaron Krickstein (* 1967)

### Krid
- Kridalaksana, Harimurti (1939–2022), indonesischer Sprachwissenschaftler
- Kridel, Johann Christoph (1672–1733), Organist, Musikpädagoge, Dichter und Komponist
- Kridl, Manfred (1882–1957), polnischer Literaturwissenschaftler
- Kridsada Limseeput (* 2001), thailändischer Fußballspieler
- Kridt, Johannes († 1577), Weihbischof in Münster

### Krie

#### Krieb
- Krieb, Heinz (* 1956), deutscher Brigadegeneral
- Krieb, Steffen (* 1969), deutscher Historiker
- Kriebaum, Ursula (* 1971), österreichische Rechtswissenschafterin
- Kriebel, Bernd (* 1964), deutscher Politiker
- Kriebel, Günter (1925–2024), deutscher Offizier, zuletzt Brigadegeneral der Bundeswehr
- Kriebel, Hermann (1876–1941), deutscher Offizier, Diplomat und Politiker (NSDAP), MdRHermann Kriebel (1876–1941)

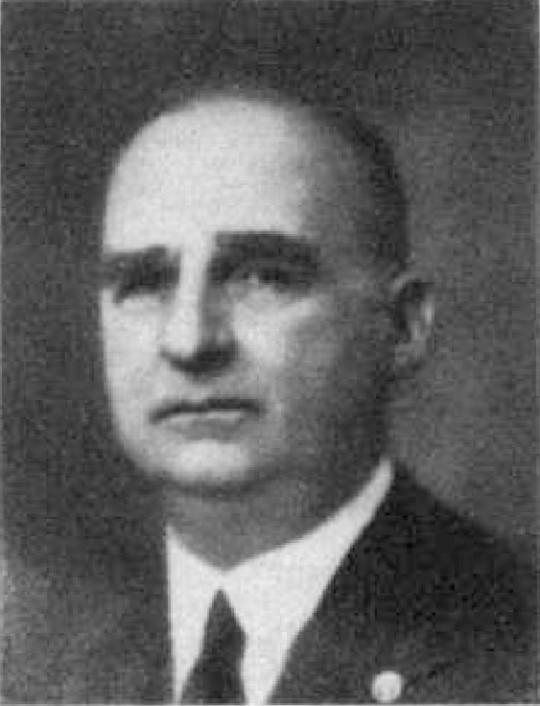
Hermann Kriebel (1876–1941)

- Kriebel, Johann August (1735–1818), evangelisch-lutherischer Theologe, Schuldirektor und Schriftsteller
- Kriebel, Jürgen († 1645), deutscher Bildhauer der Barockzeit
- Kriebel, Jürgen (* 1940), deutscher Politiker (SPD), MdA
- Kriebel, Karl (1888–1961), deutscher General der Infanterie im Zweiten Weltkrieg
- Kriebel, Paul (1917–2015), deutscher Flottillenadmiral (Marine der Bundeswehr)
- Kriebel, Rainer (1908–1989), deutscher Offizier, Diplomat und Nachrichtendienstler
- Kriebitzsch, Johannes (1857–1938), deutscher Glasmaler und Unternehmer

#### Kriec
- Kriechbaum, Georg Friedrich von (1665–1710), österreichischer Offizier
- Kriechbaum, Karoline (1899–1973), deutsche Autorin
- Kriechbaum, Maximiliane (* 1954), deutsche Hochschullehrerin und Rechtswissenschaftlerin
- Kriechbaum, Selina (* 1995), deutsches Model und Schönheitskönigin
- Kriechbaumer, Joseph (1819–1902), deutscher Entomologe
- Kriechbaumer, Robert (1948–2024), österreichischer Historiker
- Kriechle, Ferdinand (1836–1909), deutscher Sparkassenverwalter und Mitglied des Badischen Landtags
- Kriechmayr, Vincent (* 1991), österreichischer SkirennläuferVincent Kriechmayr (* 1991)

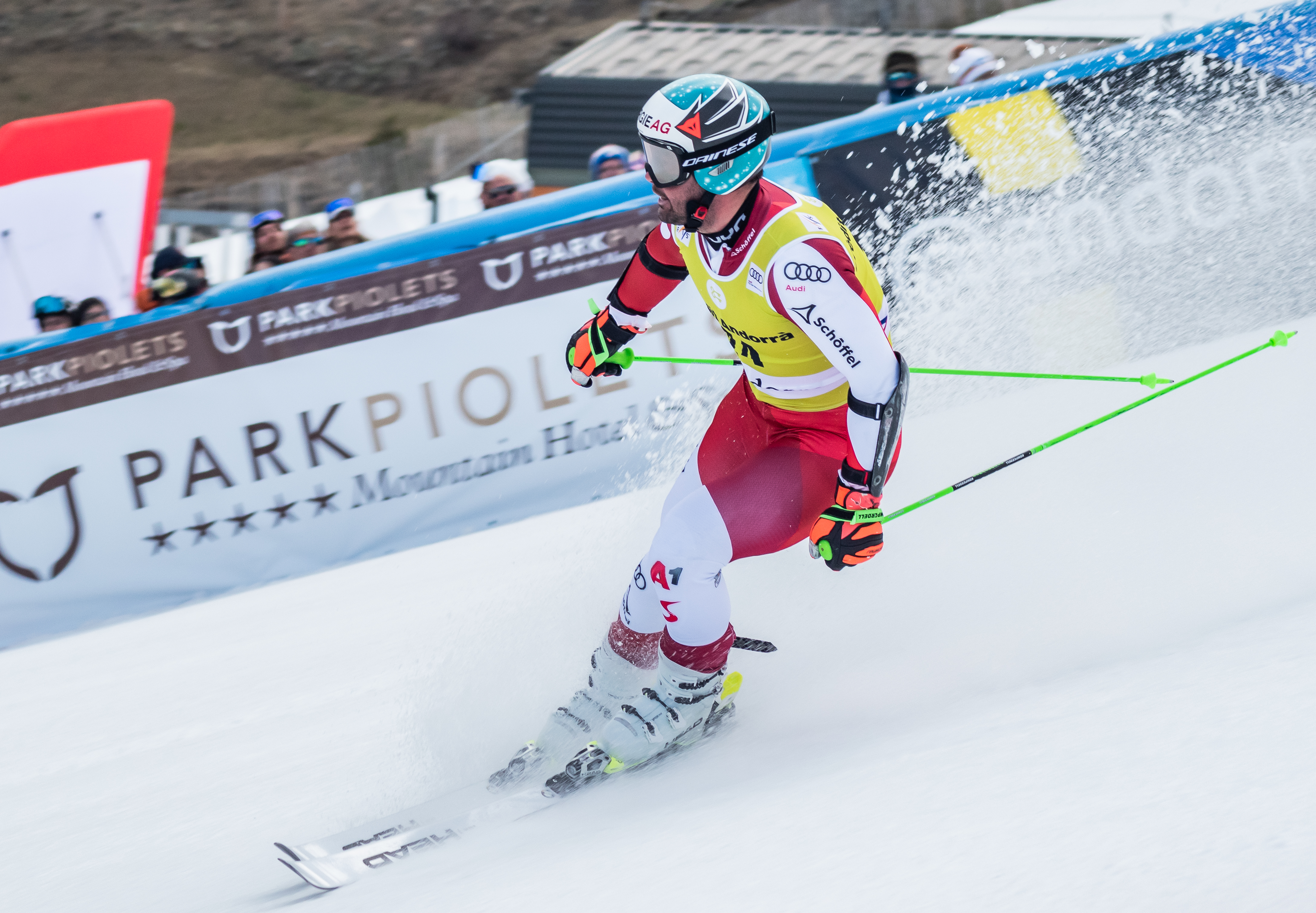
Vincent Kriechmayr (* 1991)

- Krieck, Ernst (1882–1947), deutscher Lehrer, Schriftsteller und Professor

#### Kried
- Kriedemann, Herbert (1903–1977), deutscher Politiker (SPD), MdL, MdEP
- Kriedner, Arnulf (1938–2021), deutscher Politiker (CDU), MdB
- Kriedte, Peter (* 1940), deutscher Historiker

#### Krief
- Krief, Denis, französisch-italienischer Regisseur, Bühnenbildner und Kostümbildner
- Krief, Serge (* 1962), französischer Musiker des Gypsy Jazz (Gitarre, Komposition)
- Krief, Thomas (* 1993), französischer Freestyle-Skisportler

#### Krieg
- Krieg und Freitag (* 1982), deutscher Comiczeichner
- Krieg von Hochfelden, Franz (1776–1856), österreichischer Staatsmann
- Krieg von Hochfelden, Georg Heinrich (1798–1860), badischer Generalmajor und Militärschriftsteller
- Krieg, Aloys (* 1955), deutscher Hochschullehrer und Mathematiker
- Krieg, Bernhard (1868–1943), Konviktsvorsteher in Rottweil, Oberstudiendirektor und Rektor des Gymnasiums in Ehingen a. D., Gründer des Altertumsvereins für den Bezirk Ehingen
- Krieg, Christian August (1740–1814), deutscher Kantor
- Krieg, Christopher (* 1961), deutscher Schauspieler
- Krieg, Cornelius (1838–1911), deutscher katholischer Theologe, Professor für Pastoraltheologie und Pädagogik
- Krieg, Dave (* 1958), US-amerikanischer American Football Quarterback
- Krieg, Dieter (1937–2005), deutscher MalerDieter Krieg (1937–2005)

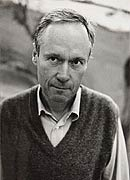
Dieter Krieg (1937–2005)

- Krieg, Elisabeth (* 1961), Schweizer Langstreckenläuferin
- Krieg, Erich (* 1951), deutscher Schauspieler
- Krieg, Frederick (1852–1932), deutschstämmiger Dekorationsmaler, Keramikdesigner und Mosaikkünstler in USA
- Krieg, Gösta (* 1963), deutscher Manager und Geschäftsführer
- Krieg, Gustav Adolf (* 1948), deutscher Kirchenmusiker, Pfarrer und Professor
- Krieg, Hans (1888–1970), deutscher Ethnologe und Zoologe
- Krieg, Heinrich (1835–1900), deutscher Stenograf und Hochschullehrer
- Krieg, Hermann, holländisch-schweizerischer Bildhauer
- Krieg, Isabelle (* 1971), Schweizer Künstlerin
- Krieg, Ivo (* 1949), deutscher Politiker (Bündnis 90/Die Grünen), MdL
- Krieg, Johann-Otto (1919–1999), deutscher Marineoffizier
- Krieg, Julian (* 1987), deutscher Handballspieler
- Krieg, Julius (1882–1941), deutscher römisch-katholischer Kirchenrechtler und Hochschullehrer
- Krieg, Karl († 1711), deutscher Maler
- Krieg, Kerstin (* 1979), deutsche Filmwissenschaftlerin und Filmemacherin
- Krieg, Lena (1901–1981), Nationalökonomin und Soziologin, aktive NS-Gegnerin an der Goethe-Universität in Frankfurt am Main
- Krieg, Lothar (* 1955), deutscher Leichtathlet und Olympiamedaillengewinner
- Krieg, Martin (1892–1962), Historiker und Archivar
- Krieg, Matthias (* 1980), deutscher Basketballspieler
- Krieg, Paul (1869–1938), deutscher Allgemeinmediziner und Hochschullehrer
- Krieg, Peter (1947–2009), deutscher Dokumentarfilmer, Filmproduzent und Autor
- Krieg, Rainer (* 1968), deutscher Fußballspieler und -trainerRainer Krieg (* 1968)

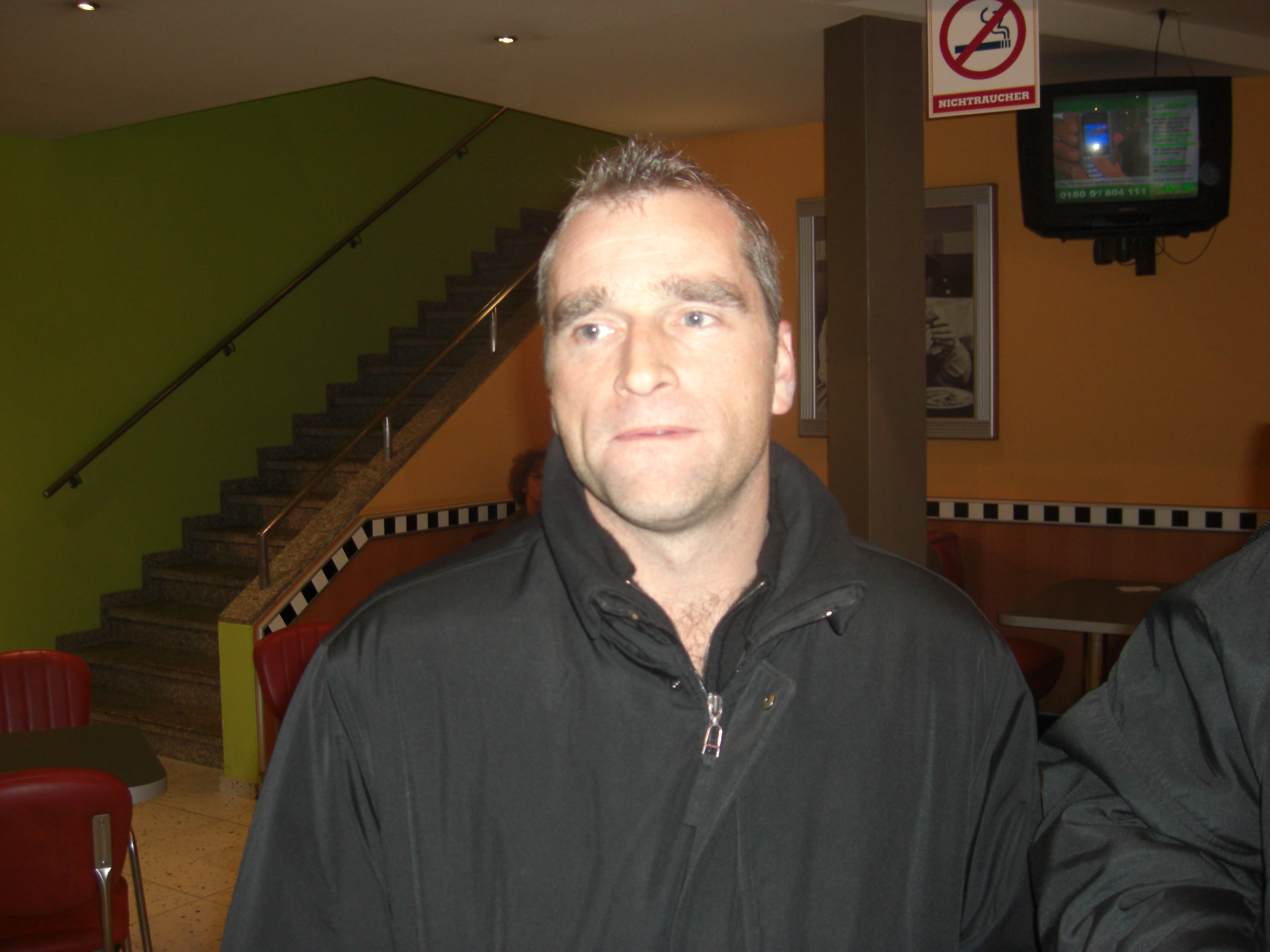
Rainer Krieg (* 1968)

- Krieg, Robert (* 1949), deutscher Dokumentarfilmer
- Krieg, Rudolf (1927–1988), deutscher Theater-, Film- und Fernsehschauspieler und Regisseur
- Krieg, Stefanie (* 1981), deutsche Skispringerin
- Krieg, Tesha Moon (* 2001), deutsche Filmschauspielerin
- Krieg, Tilmann (* 1954), deutscher Künstler, Fotograf und Designer
- Krieg, Ursula (1900–1984), deutsche Schauspielerin und Synchronsprecherin
- Krieg, Werner (1908–1989), deutscher Bibliothekar
- Krieg-Helbig, Michael (* 1945), deutscher Schauspieler
- Krieg-Helbig, Otto (1898–1976), deutscher Schauspieler
- Krieg-Helbig, Peter (1947–1983), deutscher Schauspieler und Hörspielsprecher
- Krieg-Helbig, Ursula (1923–2007), deutsche Schauspielerin und Malerin
- Kriegbaum, Bernhard (1944–2021), deutscher römisch-katholischer Ordensgeistlicher und Theologe
- Kriegbaum, Dieter (* 1945), deutscher Fußballspieler
- Kriegbaum, Friedrich (1901–1943), deutscher Kunsthistoriker
- Kriege, Heinrich (1903–1951), deutscher Gewerkschaftssekretär
- Kriege, Hermann (1820–1850), deutscher Journalist, Mitglied im Bund der Kommunisten
- Kriege, Hermann (1853–1936), deutscher Politiker und Jurist
- Kriege, Johannes (1859–1937), deutscher Jurist, Diplomat und Politiker (DVP)
- Kriege, Walter (1891–1952), deutscher Jurist
- Kriegel, Annie (1926–1995), französische Historikerin und Publizistin
- Kriegel, Benjamin (* 1988), deutscher Koch
- Kriegel, František (1908–1979), tschechoslowakischer Politiker
- Kriegel, Franziska (* 1988), deutsche Fußballspielerin
- Kriegel, Hans-Peter (* 1948), deutscher Informatiker
- Kriegel, Helmut (* 1923), deutscher FDGB-Funktionär
- Kriegel, Volker (1943–2003), deutscher Jazz-Musiker, Schriftsteller und CartoonistVolker Kriegel (1943–2003)

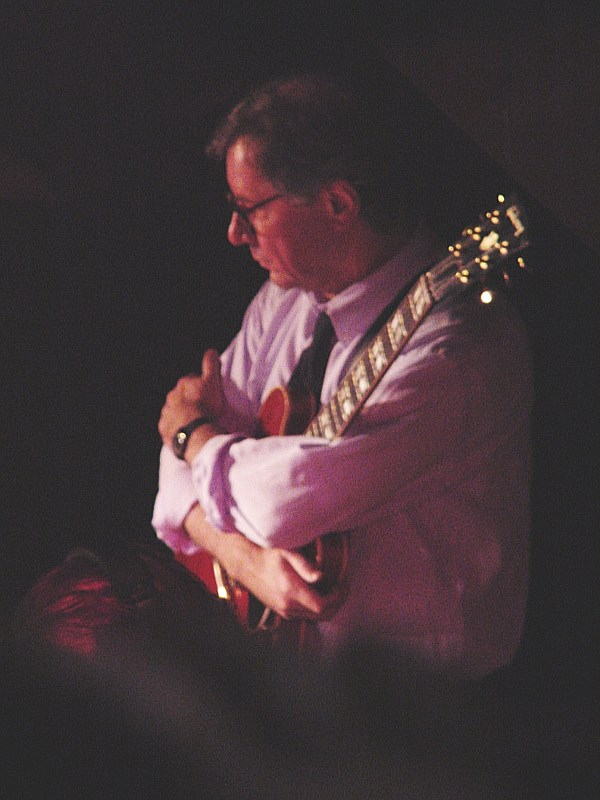
Volker Kriegel (1943–2003)

- Kriegel, Willy (1901–1966), deutscher Maler
- Kriegelstein, Ingrid (1938–2025), deutsche Tischtennisspielerin
- Kriegenburg, Andreas (* 1963), deutscher Theaterregisseur
- Krieger von Kelheim, merowingischer Adliger
- Krieger von Kemathen, germanischer Söldner im Dienste der römischen Armee
- Krieger, Adam (1634–1666), deutscher Komponist und Kirchenmusiker
- Krieger, Albert (1861–1927), deutscher Archivar und Historiker
- Krieger, Albrecht (1663–1726), deutscher Medailleur und Stempelschneider
- Krieger, Alexander (* 1991), deutscher Radrennfahrer
- Krieger, Ali (* 1984), US-amerikanische Fußballspielerin
- Krieger, Andrea (* 1965), deutsche Fußballspielerin
- Krieger, Andreas (* 1965), deutscher KugelstoßerAndreas Krieger (* 1965)

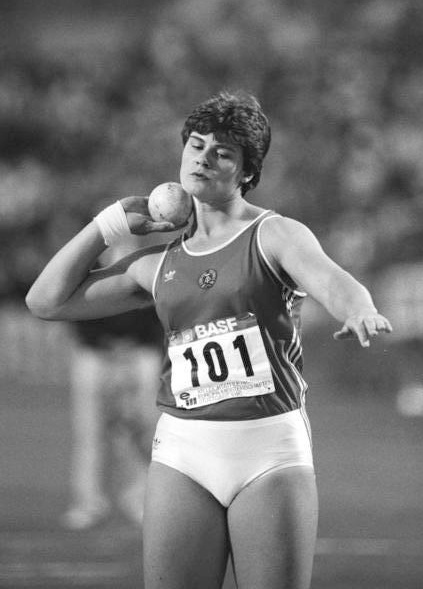
Andreas Krieger (* 1965)

- Krieger, Andreas Frederik (1817–1893), dänischer Jurist und Staatsmann
- Krieger, Arnold (1904–1965), deutscher Schriftsteller
- Krieger, Axel C. (* 1969), deutscher Manager
- Krieger, Bix, US-amerikanische Schauspielerin
- Krieger, Bogdan (1863–1931), deutscher Historiker und Bibliothekar
- Krieger, Cecilia (1894–1974), kanadische Mathematikerin
- Krieger, Christian (* 1964), französischer reformierter Theologe
- Krieger, Claus (* 1971), deutscher Sportpädagoge
- Krieger, David J. (* 1948), US-amerikanischer Religionswissenschaftler
- Krieger, Detlev (1948–2014), deutscher Boulespieler
- Krieger, Dominik (* 1968), deutscher Radrennfahrer
- Krieger, Edino (1928–2022), brasilianischer Geiger, Komponist und Dirigent
- Krieger, Eduard (1946–2019), österreichischer Fußballspieler
- Krieger, Elsa (* 2010), deutsche Kinderdarstellerin
- Krieger, Emil (1902–1979), deutscher Bildhauer und Grafiker
- Krieger, Erasmus Dionys (1738–1792), Weihbischof in Prag
- Krieger, Eric (* 1975), österreichischer Judoka
- Krieger, Ernst (1867–1943), deutscher Schachkomponist
- Krieger, Ernst (1876–1937), deutscher Berufsoffizier, UFA-Abteilungsleiter, Drehbuchautor, Produzent und Regisseur beim Stummfilm
- Krieger, Felix (* 1975), deutscher Dirigent
- Krieger, Ferdinand (1858–1919), deutscher Bauingenieur und Baubeamter
- Krieger, Ferdinand Leopold (1823–1885), deutscher Jurist und Abgeordneter in Ostpreußen
- Krieger, Franz (1914–1993), österreichischer Fotograf
- Krieger, Franz (* 1963), österreichischer Jazzforscher und Jazzmusiker
- Krieger, Frederik Willem (1805–1881), niederländischer Mediziner
- Krieger, Friedrich (1843–1907), Offizier der Bayerischen Armee und Inhaber des Militär-Max-Joseph-Ordens
- Krieger, Friedrich Christian (1774–1832), deutscher Maler
- Krieger, Fritz (1841–1896), deutscher Jurist und Politiker (NLP), MdR
- Kriéger, Georges (1885–1914), französischer Organist und Komponist
- Krieger, Gerhard (1951–2018), deutscher Theologe und Philosoph
- Krieger, Günter (* 1965), deutscher Krimiautor
- Krieger, Hans (1933–2023), deutscher Lyriker, Essayist, Schriftsteller, Journalist und Rundfunkautor
- Krieger, Hans-Joachim (1914–1944), deutscher SS-Funktionär
- Krieger, Heike (* 1968), deutsche Juristin
- Krieger, Heinz (1943–2022), deutscher Fußballspieler
- Krieger, Heinz-Bruno (1920–1999), deutscher Heimatforscher
- Krieger, Henry (* 1945), US-amerikanischer Komponist
- Krieger, Hermann (1866–1943), deutscher Schriftsteller
- Krieger, Isabella (* 1994), deutsch-amerikanische Schauspielerin
- Krieger, Johan Cornelius (1683–1755), dänischer Architekt und Gartenkünstler
- Krieger, Johan Cornelius (1756–1824), dänischer Admiral
- Krieger, Johann (1652–1735), deutscher Komponist
- Krieger, Johann (* 1949), deutscher Kommunalpolitiker (CDU) und Oberbürgermeister von Ehingen (Donau)
- Krieger, Johann Franz (1802–1842), deutscher Theaterschauspieler
- Krieger, Johann Nepomuk (1865–1902), deutscher Zeichner und Selenograph
- Krieger, Johann Philipp (1649–1725), deutscher Komponist, Organist und Kapellmeister
- Krieger, Josef (1848–1914), österreichischer Panoramamaler
- Krieger, Josef (1878–1938), deutscher Verwaltungsjurist und Landrat
- Krieger, Kai Harald (* 1980), deutscher Graffiti-Künstler
- Krieger, Kamil (* 1987), polnischer Handballspieler
- Krieger, Karin (* 1958), deutsche literarische Übersetzerin
- Krieger, Karl-Friedrich (1940–2020), deutscher Historiker
- Krieger, Katharina (* 1959), deutsche Politikerin (Die Linke) und Landesvorsitzende der Linkspartei in Bremen
- Krieger, Kevin (* 1991), deutscher Politiker (REP, PRO NRW und NPD), seit 2016 Bundesvorsitzender
- Krieger, Kristie Macosko (* 1970), US-amerikanische Filmproduzentin
- Krieger, Kuno (1930–2005), deutscher Unternehmer und Orchideenzüchter
- Krieger, Kurt (1920–2007), deutscher Ethnologe, Afrikanist und Museumsdirektor
- Krieger, Kurt (1926–1970), österreichischer Baseballspieler
- Krieger, Kurt (* 1948), deutscher Unternehmer
- Krieger, Leonard (1918–1990), US-amerikanischer Neuzeithistoriker
- Krieger, Ludwig (1887–1974), deutscher Stenograph
- Krieger, Lukas (* 1987), deutscher Politiker (CDU)
- Krieger, Margarethe (1936–2010), deutsche Kunsthistorikerin, Grafikerin und Illustratorin
- Krieger, Martin (* 1967), deutscher Historiker
- Krieger, Martin Theo (* 1953), deutscher Filmregisseur und Autor
- Krieger, Matthias (* 1984), deutscher Judoka
- Krieger, Maximilian Alfred von (1824–1898), königlich preußischer Generalleutnant und zuletzt Kommandeur der 7. Feld-Artilleriebrigade
- Krieger, Mike (* 1986), brasilianischer Unternehmer und Software-EntwicklerMike Krieger (* 1986)

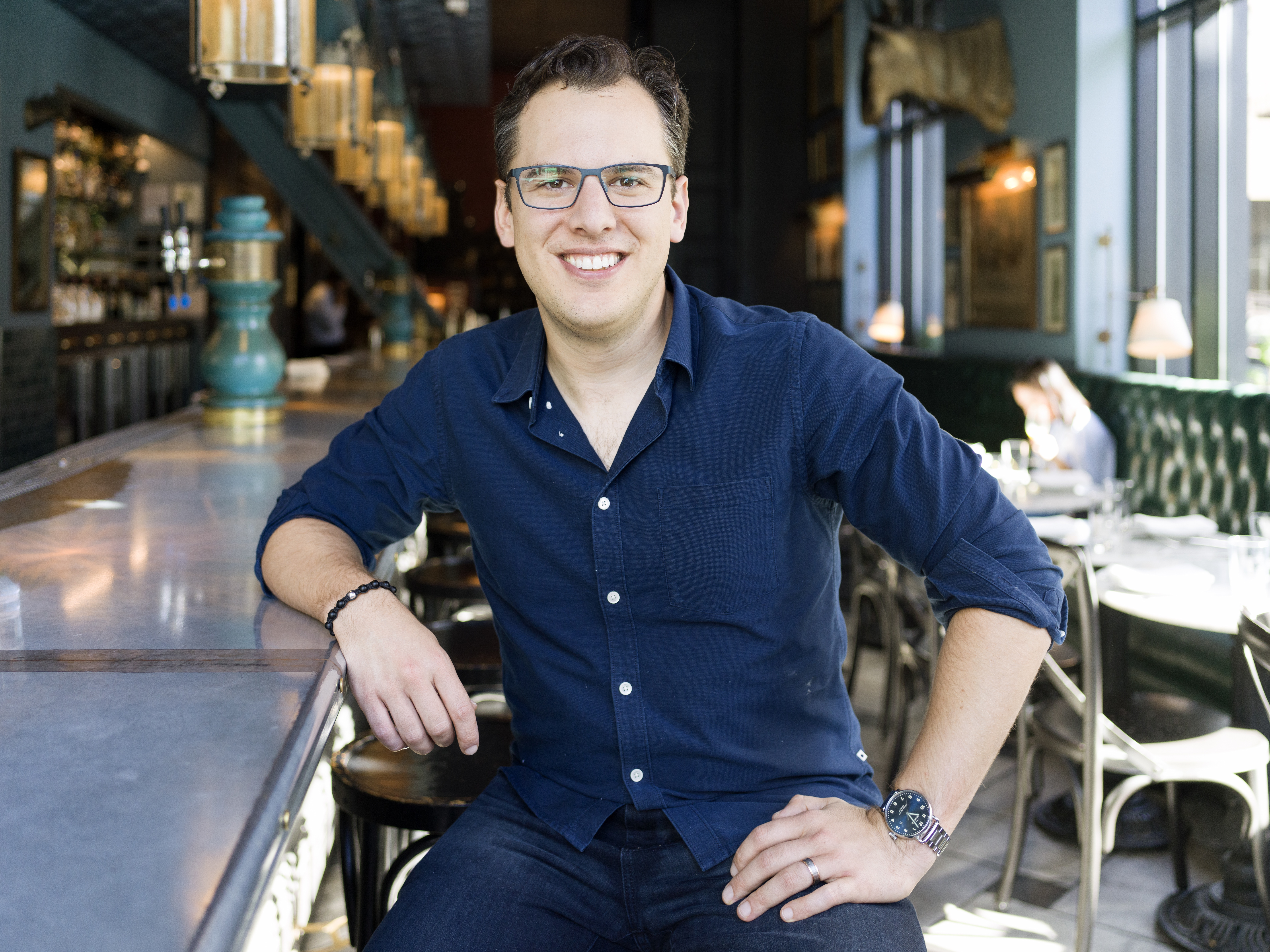
Mike Krieger (* 1986)

- Krieger, Murilo Sebastião Ramos (* 1943), brasilianischer Ordensgeistlicher und emeritierter römisch-katholischer Erzbischof von São Salvador da Bahia sowie Primas von Brasilien
- Krieger, Nicole (* 1975), deutsche Fernsehmoderatorin, Journalistin und Filmemacherin
- Krieger, Norbert (* 1931), deutscher Orgelbauer
- Krieger, Otto (1880–1968), Lehrer, Biologe, Sexualpädagoge und Schriftsteller
- Krieger, Peter (1929–1981), saarländisch-deutscher Fußballspieler
- Krieger, Ralph (* 1969), deutscher Fernsehmoderator und Musiker
- Krieger, Richard (1818–1906), deutscher Jurist, Finanzbeamter und Politiker (NLP), MdR
- Krieger, Richard (1856–1920), deutscher Zoologe
- Krieger, Richard (1876–1960), deutscher KZ-Arzt
- Krieger, Robby (* 1946), US-amerikanischer Musiker (The Doors)Robby Krieger (* 1946)

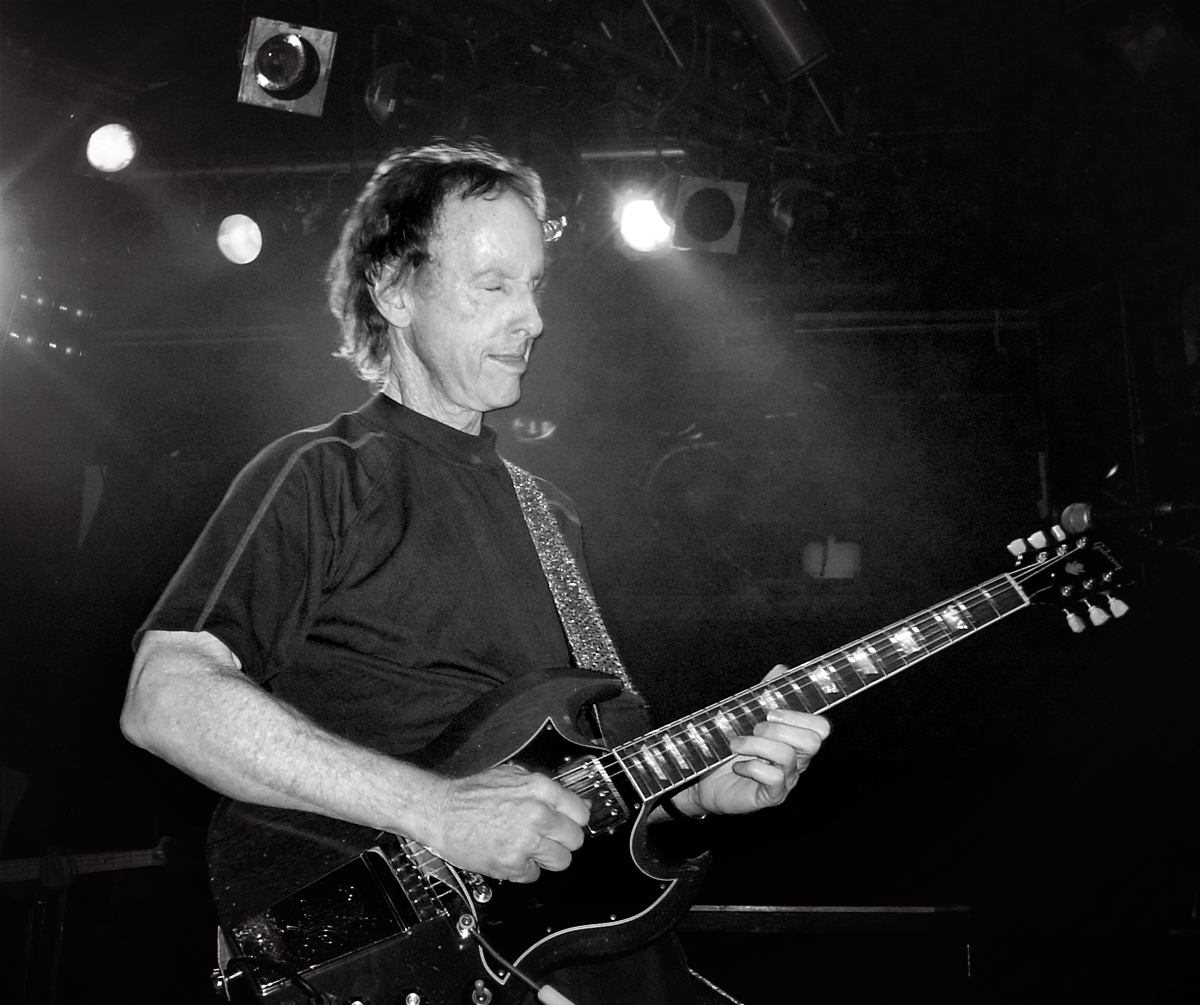
Robby Krieger (* 1946)

- Krieger, Rolf (* 1940), deutscher Politiker (CDU), MdL
- Krieger, Solly (1909–1964), US-amerikanischer Boxer und Weltmeister im Mittelgewicht NBA
- Krieger, Uwe Harald (* 1980), deutscher Graffiti-Künstler
- Krieger, Verena (* 1961), deutsche Kunsthistorikerin und Politikerin (Die Grünen)
- Krieger, Viktor (* 1959), deutscher Historiker
- Krieger, Werner (1916–2005), deutscher Offizier
- Krieger, Wilhelm (1850–1928), deutscher Ökonomierat und lippischer Landtagsabgeordneter
- Krieger, Wilhelm (1877–1945), deutscher Bildhauer
- Krieger, Willi (* 1942), deutscher Fußballspieler
- Krieger, Willibald (1685–1769), deutscher Jesuit, Theologe, Philosoph und Physiker
- Krieger, Wolfgang (1716–1788), deutscher Benediktiner und Abt
- Krieger, Wolfgang (* 1940), deutscher Mathematiker
- Krieger, Wolfgang (* 1947), deutscher Historiker
- Kriegerstein, Steffi (* 1992), deutsche Kanutin
- Kriegeskotte, Hedi (* 1949), deutsche Schauspielerin und HörspielsprecherinHedi Kriegeskotte (* 1949)

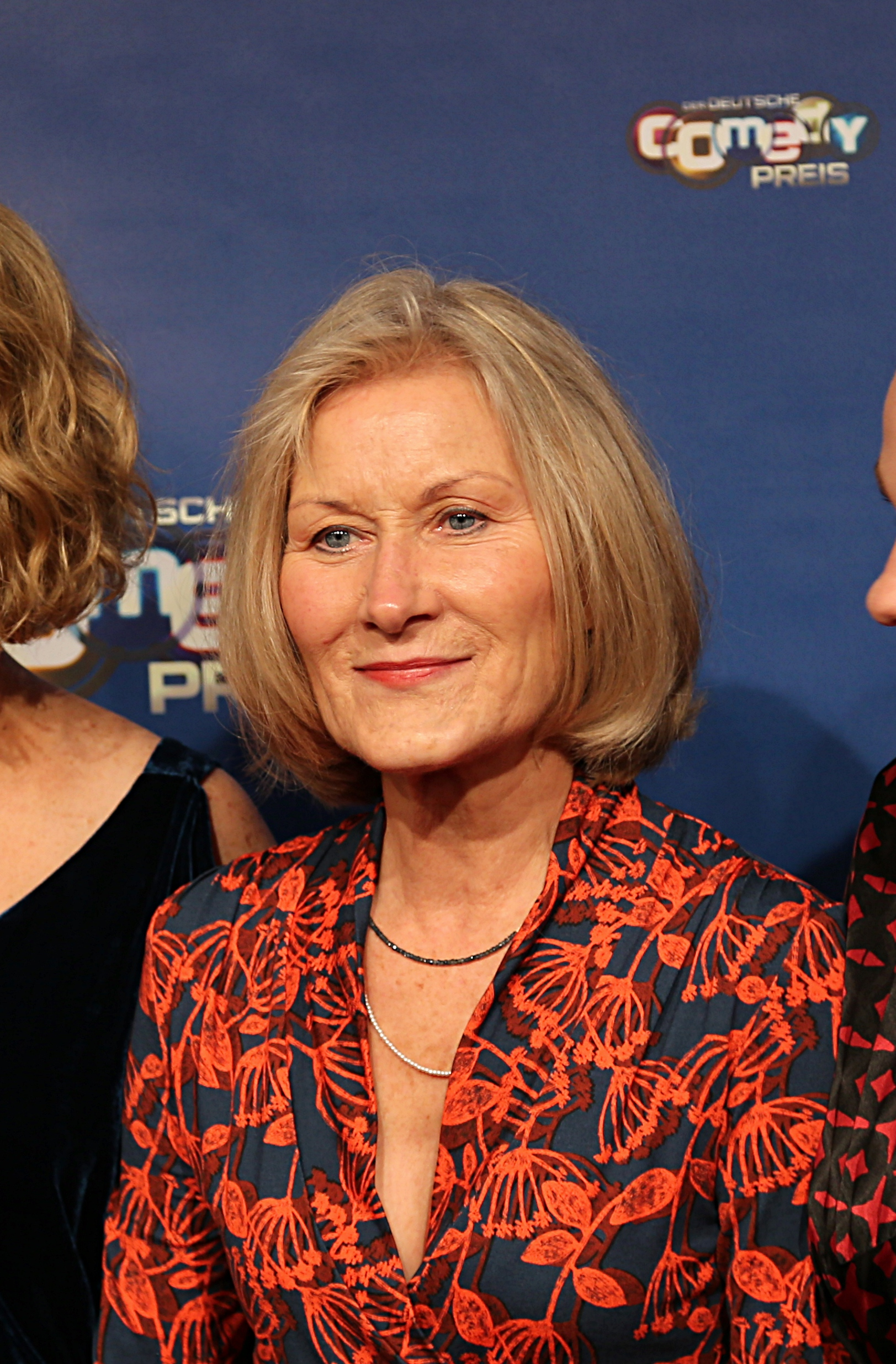
Hedi Kriegeskotte (* 1949)

- Kriegesmann, Bernd (* 1963), deutscher Wirtschaftswissenschaftler und Hochschullehrer
- Krieghammer, Edmund von (1832–1906), österreichischer General der Kavallerie und Reichskriegsminister
- Krieghammer, Olga (1867–1948), österreichische Künstlerin
- Krieghofer, Gerald (* 1953), österreichischer Zitatforscher
- Krieghofer, Helmut (* 1951), österreichischer Politiker (ÖVP), Landtagsabgeordneter in Tirol
- Krieghoff, Cornelius David (1815–1872), kanadischer Maler
- Krieghoff, Jürgen (1943–2019), deutscher Diplomat
- Krieghoff, Karl (1905–1984), deutscher Schriftsteller
- Krieghoff, Theodor Ludwig Karl (1879–1946), deutscher Musiker und Komponist
- Kriegisch, Herbert (1930–2011), deutscher Architekt und Hochschullehrer
- Kriegisch, Josef (1923–1984), deutscher Jurist und Kommunalpolitiker (SPD), Bürgermeister von Waldkraiburg, Abgeordneter im Bayerischen Landtag
- Kriegk, Georg Ludwig (1805–1878), deutscher Historiker und Archivar
- Kriegk, Georg Nicolaus (1675–1730), deutscher Philologe und Pädagoge
- Kriegk, Otto (* 1892), deutscher Journalist und Schriftsteller
- Kriegleder, David (* 1984), österreichischer Journalist
- Kriegleder, Wynfrid (* 1958), österreichischer Literaturwissenschaftler, Germanist und Hochschullehrer
- Kriegler, Elmar (* 1971), deutscher Physiker und Hochschullehrer
- Kriegler, Hans (1905–1978), deutscher Architekt und NS-Rundfunkfunktionär
- Kriegler, Johann (* 1932), südafrikanischer Jurist, Richter am Verfassungsgericht der Republik Südafrika
- Kriegler, Ulrike (* 1975), österreichische Schauspielerin und KabarettistinUlrike Kriegler (* 1975)

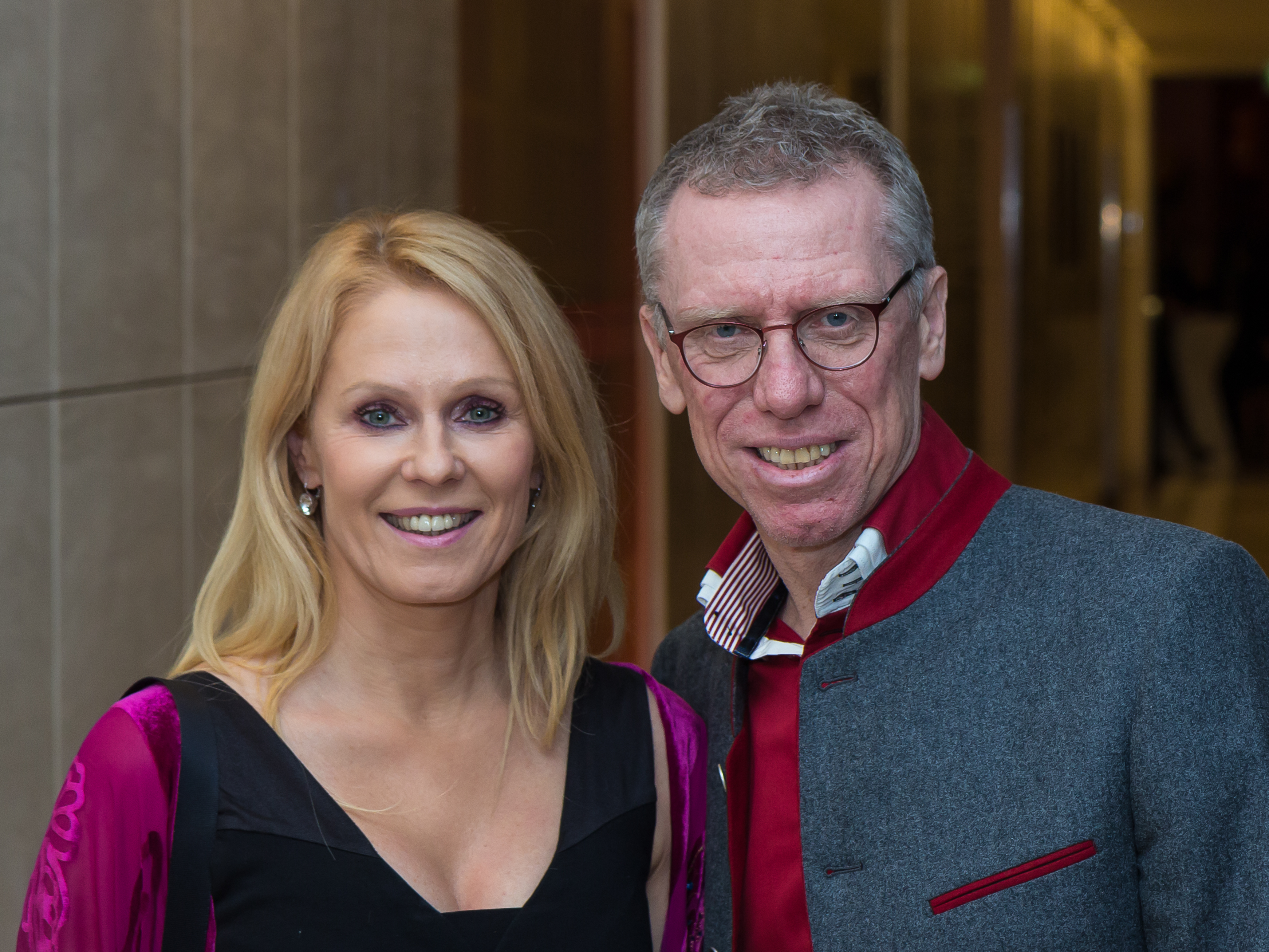
Ulrike Kriegler (* 1975)

- Kriegler, Werner (* 1946), deutscher Fußballspieler
- Krieglmeier, Christian (* 1979), deutscher Fußballtorhüter
- Krieglstein, Franz Binder von (1774–1855), österreichischer Diplomat
- Krieglstein, Josef (* 1938), deutscher Pharmakologe, Toxikologe
- Krieglstein, Kerstin (* 1963), deutsche Neurowissenschaftlerin und Hochschullehrerin, Universitätsrektorin
- Krieglstein, Werner (* 1937), deutscher Künstler und Kunsterzieher
- Krieglsteiner, German Josef (1937–2001), deutscher Mykologe
- Krieglsteiner, Lothar (* 1965), deutscher Mykologe
- Kriegmair, Martin (* 1959), deutscher Urologe und Lehrbeauftragter
- Kriegner, Matthias (1873–1922), österreichischer Politiker (SDAP) und Gewerkschaftssekretär
- Kriegs, Maurice (* 1991), deutscher Koch
- Kriegs, Robert (* 1984), deutscher Radrennfahrer
- Kriegs-Au, Franziskus (* 1985), österreichischer JuwelierFranziskus Kriegs-Au (* 1985)

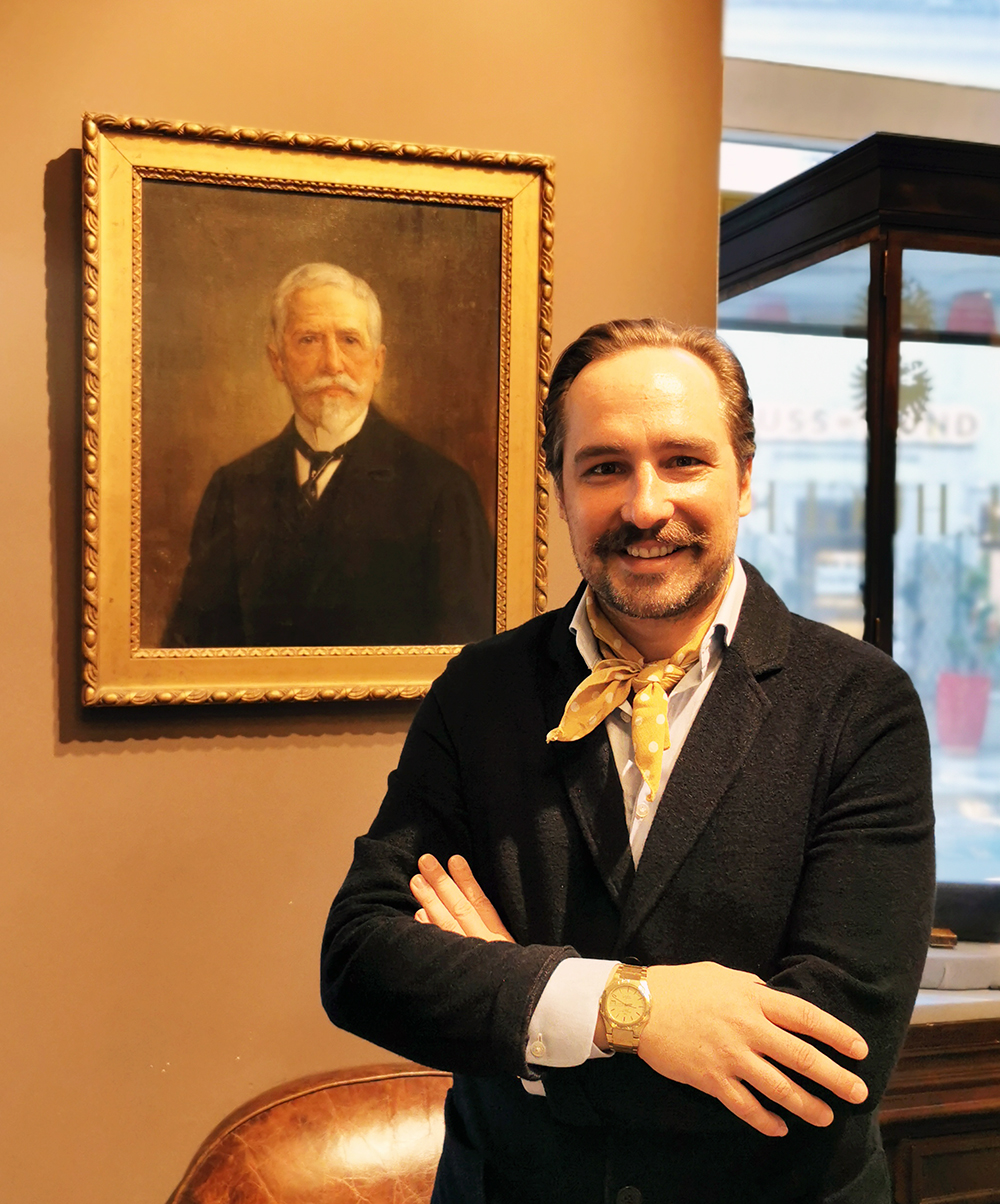
Franziskus Kriegs-Au (* 1985)

- Kriegseis, Jakob (1885–1968), deutscher Politiker (SPD), MdL
- Kriegsheim, Adolf von (1862–1917), Rittergutsbesitzer
- Kriegsheim, Arno (* 1880), deutscher Offizier und Direktor des Reichslandbundes
- Kriegsman, Alan M. (1928–2012), US-amerikanischer Tanz-Kritiker und Pulitzer-Preisträger
- Kriegsmann, Joseph (1796–1867), deutscher Optiker
- Kriegsmann, Julia (* 1988), deutsche Jazzmusikerin (Saxophon, Saxophon)
- Kriegsmann, Wilhelm Christoph (1633–1679), deutscher Pietist und Hermetiker
- Kriegsmannová, Lucie (* 1985), tschechische Tennisspielerin

#### Krieh
- Kriehuber, Friedrich (1834–1871), österreichischer Zeichner, Lithograph und Holzstecher
- Kriehuber, Josef (1800–1876), österreichischer Lithograf und MalerJosef Kriehuber (1800–1876)

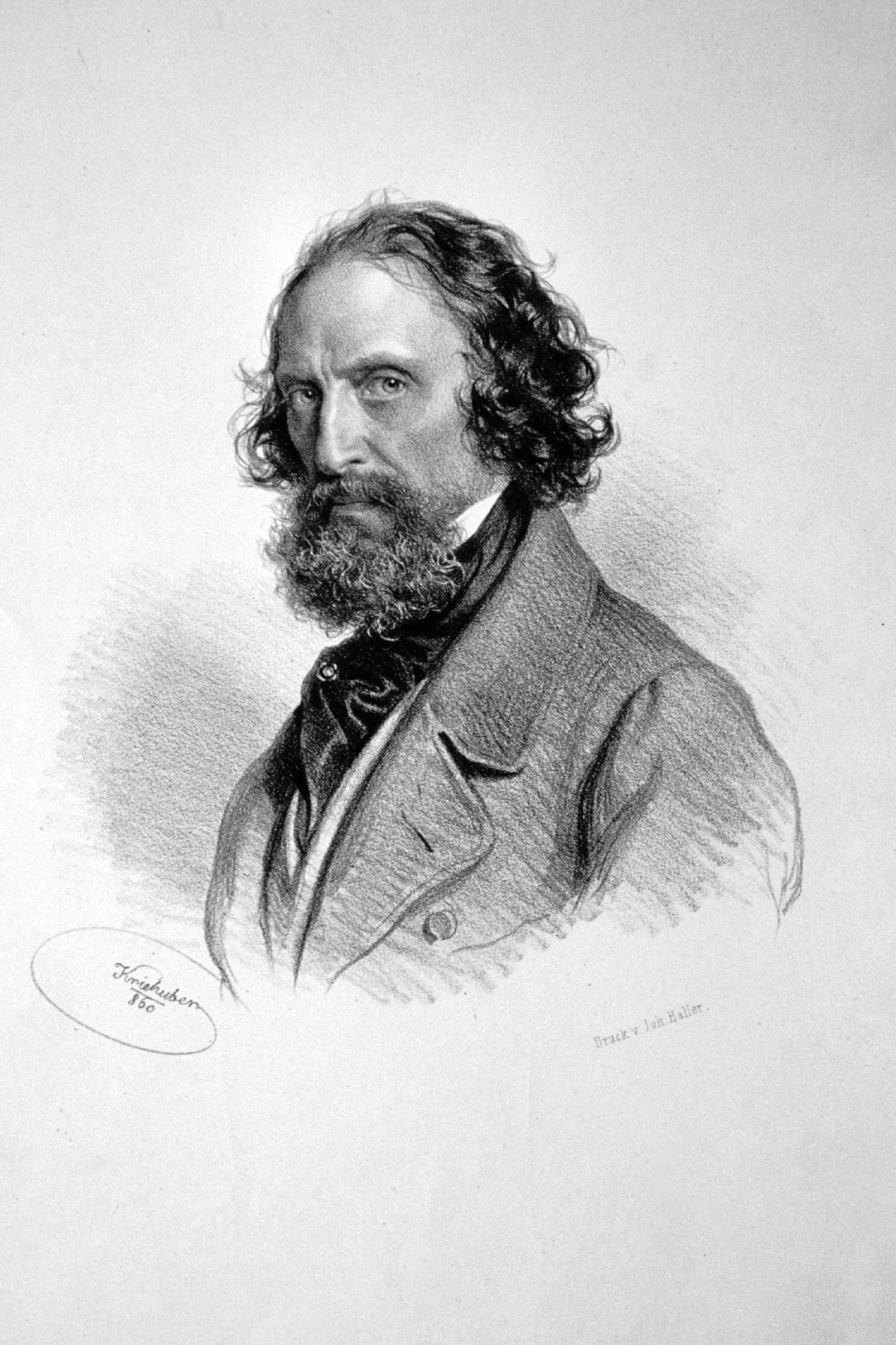
Josef Kriehuber (1800–1876)

#### Kriek
- Kriek, Greg, südafrikanischer Schauspieler und Filmproduktion
- Kriek, Johan (* 1958), südafrikanischer Tennisspieler
- Kriek, Marjolein (* 1973), niederländische Humangenetikerin
- Kriekoukis, Anastasios (* 1948), griechischer Diplomat

#### Kriel
- Kriel, Anton (* 1964), südafrikanischer Badmintonspieler
- Kriel, Bianca (* 1985), südafrikanisch-schweizerische Schauspielerin
- Kriel, Deejay (* 1995), südafrikanischer Boxer im Strohgewicht
- Kriel, Hermanus Jacobus (1941–2015), südafrikanischer Jurist und Politiker
- Kriel, Marianne (* 1971), südafrikanische Schwimmerin
- Kriele, Alexa (* 1961), deutsche Autorin
- Kriele, Martin (1931–2020), deutscher Staatsrechtslehrer
- Kriele, Rudolf (1900–1973), deutscher Verwaltungsjurist und preußischer Landrat

#### Kriem
- Kriemann, Hans-Peter (* 1977), deutscher Offizier und Historiker
- Kriemann, Susanne (* 1972), deutsche Künstlerin und Professorin
- Kriemer, Erich (1926–1998), deutscher Schriftsteller
- Kriemler, Albert (* 1960), Schweizer Designer und Creative Director bei dem Schweizer Modelabel Akris
- Kriemler, Karl (1865–1936), deutscher Bauingenieur

#### Krien
- Krien, Daniela (* 1975), deutsche Schriftstellerin und FilmemacherinDaniela Krien (* 1975)

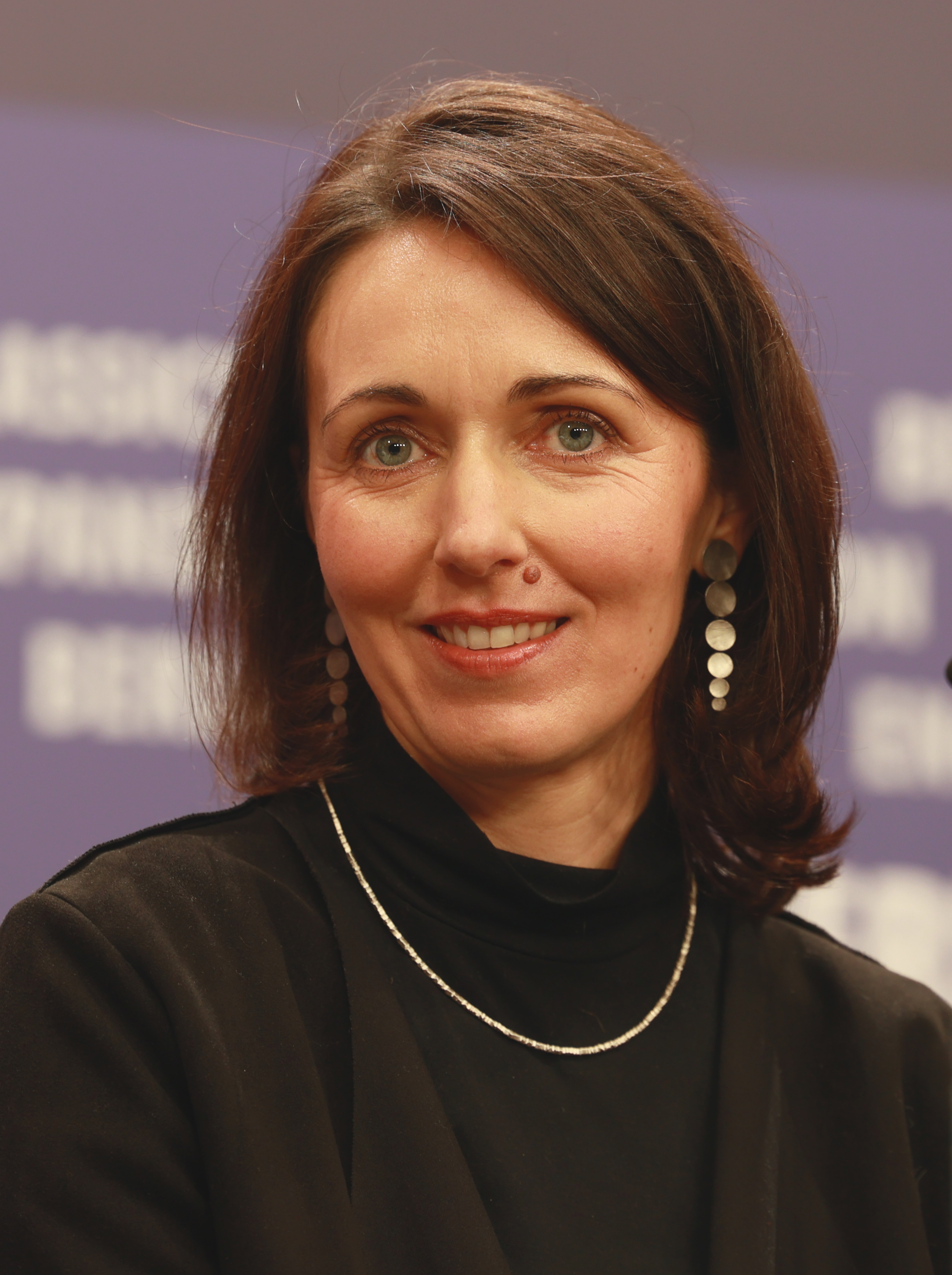
Daniela Krien (* 1975)

- Krien, Ferdinand (1850–1924), deutscher Generalkonsul
- Krien, Paul (1873–1935), deutscher Kameramann, Spezialgebiet Natur- und Wildaufnahmen
- Krien, Werner (1912–1975), deutscher Kameramann
- Krienbühl, Franz (1929–2002), Schweizer Eisschnellläufer
- Kriener, Daniel (* 1960), deutscher Diplomat
- Kriener, Manfred (* 1953), deutscher Journalist und Autor
- Kriener, Stefanie (* 1963), deutsche Richterin am Bundespatentgericht
- Kriener, Ulrike (* 1954), deutsche Schauspielerin
- Kriengsak Chumpornpong (* 1986), thailändischer Fußballspieler
- Krienitz, Walter (1876–1943), deutscher Mediziner
- Krienitz, Willy (1882–1954), deutscher Musikschriftsteller und Musikkritiker
- Krienke, Hartmut (1943–2023), deutscher theoretischer Physiker und Hochschullehrer
- Krienke, Markus (* 1978), deutscher Theologe (römisch-katholisch)
- Krienke, Rainer (* 1963), deutscher Informatiker
- Krienke, Tanja (* 1972), deutsche Eiskunstläuferin
- Kriens, Otto (1930–2014), deutscher Mediziner
- Kriens, Otto Gustav Adolf (1873–1930), niederländischer Landschafts- und Genremaler sowie Zeichner und Radierer
- Krienzer, Martin (* 2000), österreichischer Fußballspieler

#### Kriep
- Krieps, Robert (1922–1990), luxemburgischer Rechtsanwalt und Politiker (LSAP), Mitglied der Chambre, MdEP
- Krieps, Vicky (* 1983), luxemburgisch-deutsche SchauspielerinVicky Krieps (* 1983)

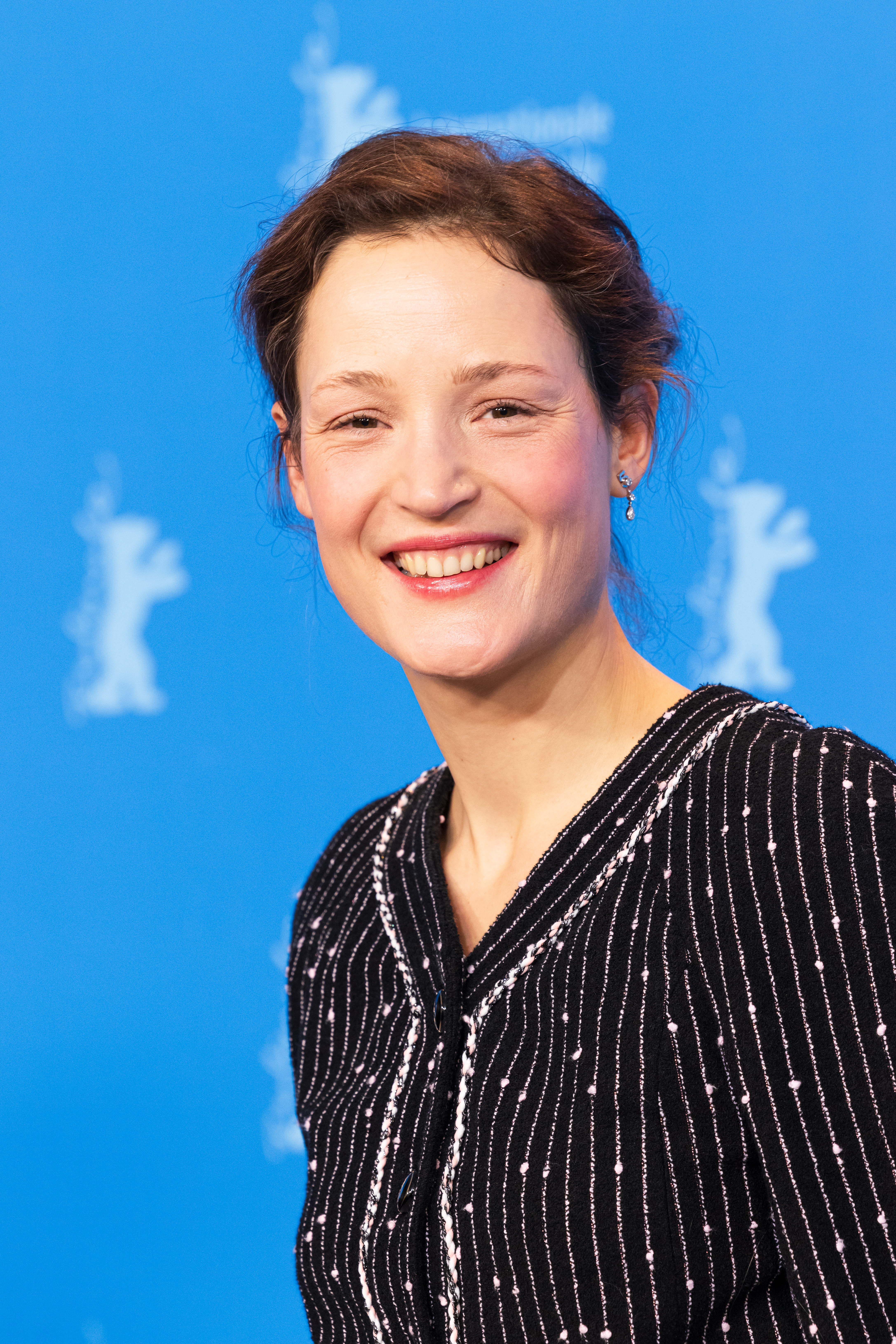
Vicky Krieps (* 1983)

#### Krier
- Krier, Cathy (* 1985), luxemburgische Konzertpianistin
- Krier, Charles (1902–1942), luxemburgischer Radrennfahrer
- Krier, Hubert (1905–1994), deutscher Bankier und Diplomat, Botschafter in Paraguay
- Krier, Jean (1949–2013), luxemburgischer deutschsprachiger Schriftsteller
- Krier, Léon (1946–2025), luxemburgischer Architekt und StadtplanerLéon Krier (1946–2025)

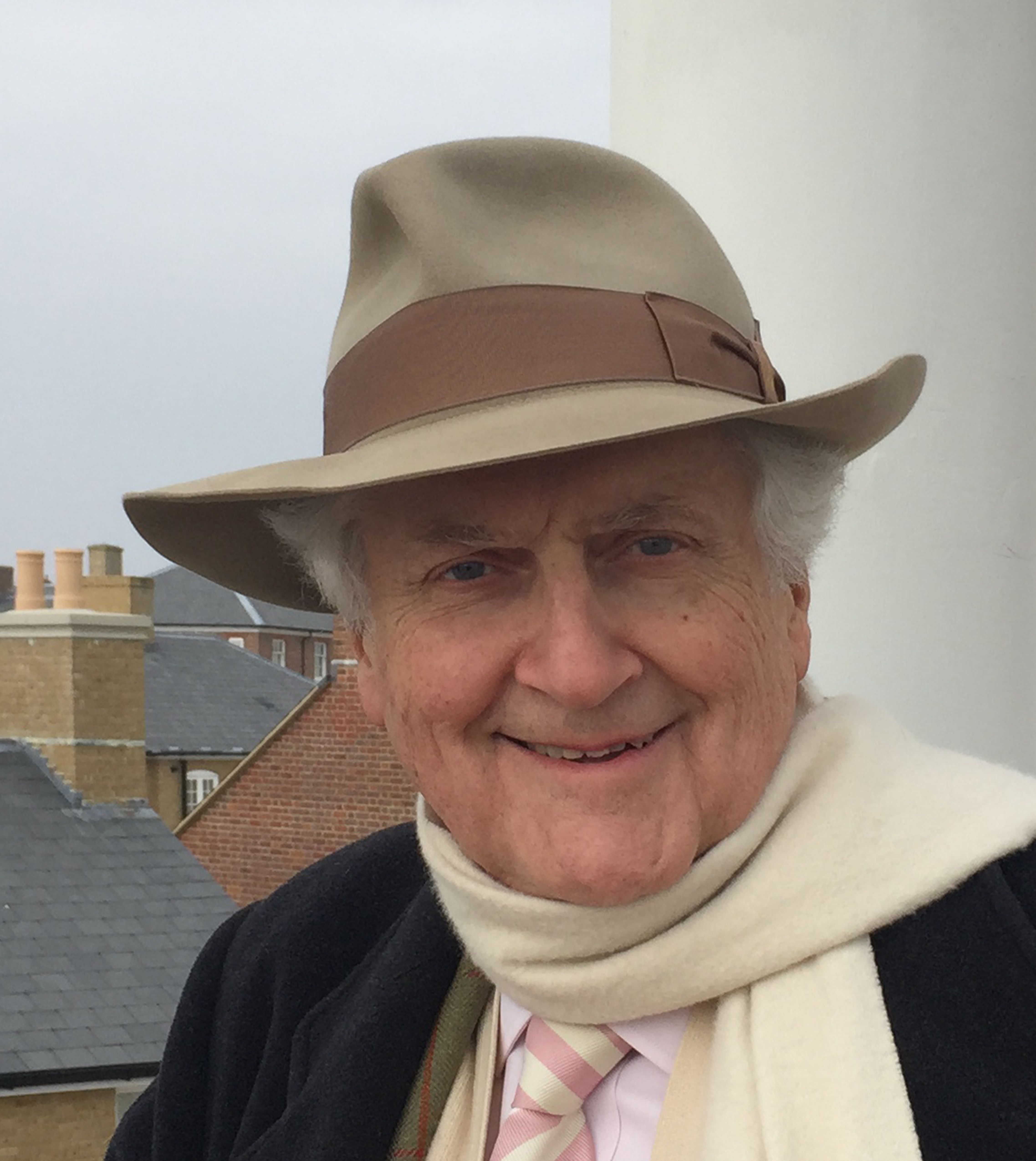
Léon Krier (1946–2025)

- Krier, Peter (1935–2024), geschäftsführender Bundesvorsitzender der Landsmannschaft der Banater Schwaben
- Krier, Pierre (1885–1947), luxemburgischer Politiker
- Krier, Rob (1938–2023), luxemburgischer Architekt und Stadtplaner
- Krier, Stephan (* 1945), deutscher Diplomat

#### Kries
- Kries, Adolf von (1850–1942), preußischer Generalleutnant
- Kries, Eduard Moritz von (1802–1889), preußischer Verwaltungsjurist und Regierungspräsident von Gumbinnen in der Provinz Ostpreußen
- Kries, Friedrich Christian (1768–1849), deutscher klassischer Philologe, Mathematiker und Physiker
- Kries, Georg von (1863–1922), königlich preußischer Oberförster und Politiker
- Kries, Gerda von (1901–1972), deutsche Schriftstellerin
- Kries, Gustav von (1815–1858), deutscher Historiker und Politiker
- Kries, Johannes von (1853–1928), deutscher Psychologe und Physiologe
- Kries, Kurt von (1848–1929), preußischer Landschaftsrat und Politiker
- Kries, Mateo (* 1974), deutscher Kunsthistoriker, Kurator und Autor
- Kries, Nathanael (1772–1852), preußischer Rittergutsbesitzer und Politiker
- Kries, Wilhelm (1887–1953), deutscher Tierarzt, Generalveterinär der Polizei
- Kries, Wilhelm von (1886–1943), deutscher Journalist und Pressefunktionär
- Kries, Wolfgang von (1868–1945), deutscher Verwaltungsbeamter und Politiker (DNVP), MdL
- Kriesa, Christopher (* 1947), US-amerikanischer Schauspieler
- Kriesberg, Louis (* 1926), US-amerikanischer Soziologe und Hochschullehrer
- Kriesch, Rudolf (1904–1992), österreichischer Maler
- Kriesche, Alma (1844–1923), deutsche Schriftstellerin und Frauenrechtlerin
- Kriesche, Ernst (1849–1935), deutscher Architekt in Weimar
- Kriesche, Johann David (1715–1790), deutscher Stück- und Glockengießer
- Kriesche, Klaus (1932–2011), deutscher Pädagoge und Kommunalpolitiker
- Kriesche, Louis († 1918), deutscher Eisenbahnbeamter
- Kriesche, Richard (* 1940), österreichischer Künstler, Kunst- und Medientheoretiker
- Kriese, Delle (* 1958), deutscher Rockmusiker und BuchautorDelle Kriese (* 1958)

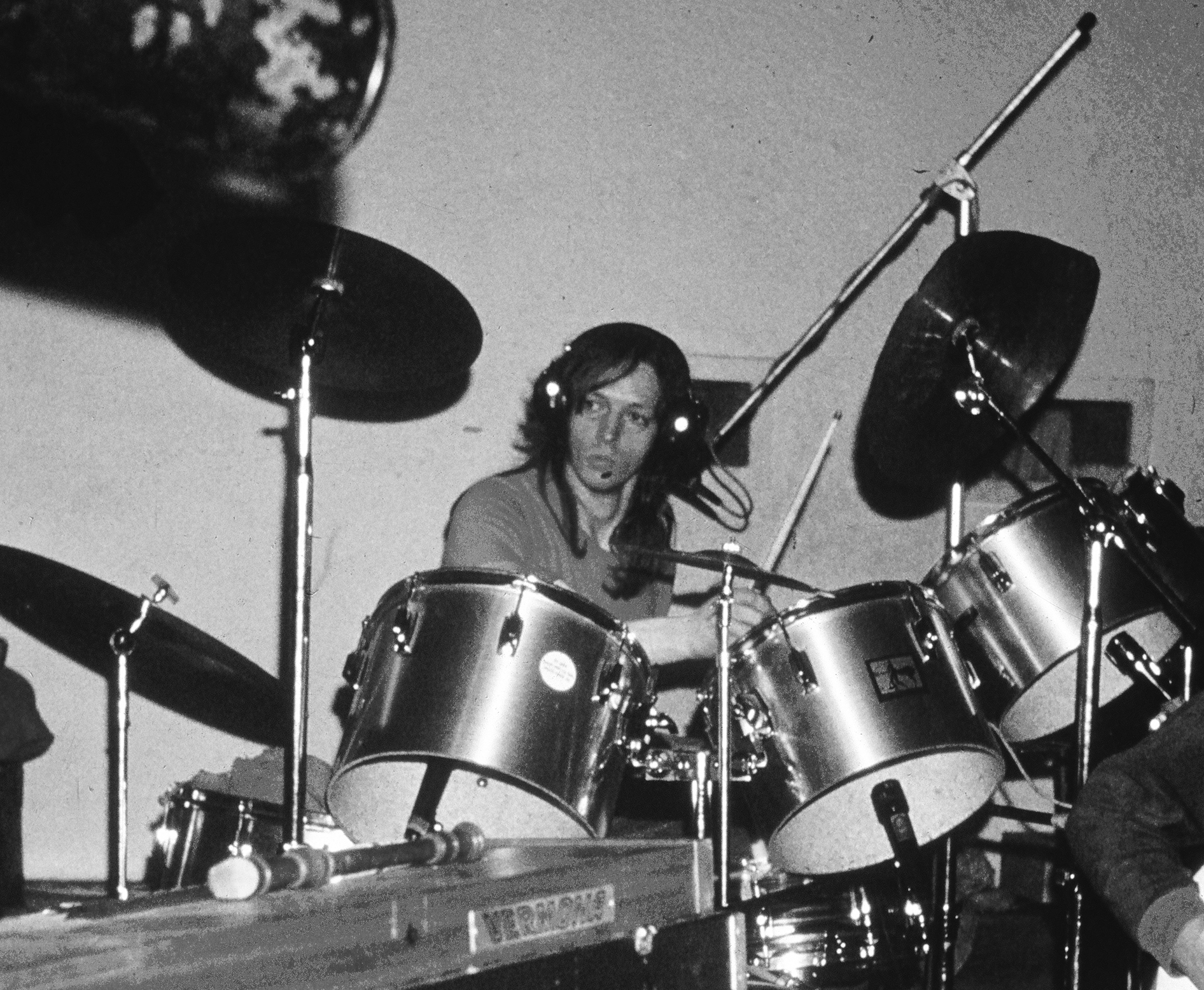
Delle Kriese (* 1958)

- Kriese, Reinhard (* 1954), deutscher Science-Fiction-Autor
- Kriese, Richard (1925–2019), deutscher Evangelist
- Kriese, Theophil Ernst (1785–1848), deutscher Schriftsteller und Pädagoge
- Kriesel, David (* 1984), deutscher Informatiker und Data Scientist
- Kriesel, Friedrich-Wilhelm (* 1948), deutscher Brigadegeneral
- Kriesel, Werner (1941–2022), deutscher Ingenieur und Hochschullehrer
- Kriesel, Wolf-Dietrich (1950–2022), deutscher General
- Kriesi, Hans (1891–1984), Schweizer Lehrer und Bühnenautor
- Kriesi, Hanspeter (* 1949), Schweizer Politikwissenschaftler und Hochschullehrer
- Kriesi, Rolf (1937–2000), schweizerischer Weinkritiker, Autor und Herausgeber
- Kriesi, Werner (1932–2023), Schweizer Pfarrer
- Krieß, Friedrich (1796–1872), preußischer Generalleutnant
- Kriess, Werner (* 1947), österreichischer Fußballspieler
- Kriester, Rainer (1935–2002), deutscher Maler und Bildhauer

#### Kriet
- Kriete, Carlo (1924–1989), deutscher Maler und Grafiker
- Kriete, Karl (1887–1968), deutscher Maler und Hochschullehrer
- Kriete, Roberto, salvadorianischer Unternehmer
- Krieter, Michael (* 1963), deutscher Handballtorwart
- Krieter, Moritz (* 1994), deutscher Handballspieler
- Krietsch, Hansjoachim (1936–2010), deutscher Schauspieler und Sprecher
- Krietsch-Matzura, Eveline (1928–2012), deutsche Schauspielerin
- Krietsch-Matzura, Oliver (1969–2016), deutscher Schauspieler, Regisseur, Sprecher und Dozent

#### Kriev
- Krievāne, Evita (* 1987), lettische Shorttrackerin

#### Kriew
- Kriewitz, Jamie-Lee (* 1998), deutsche PopsängerinJamie-Lee Kriewitz (* 1998)

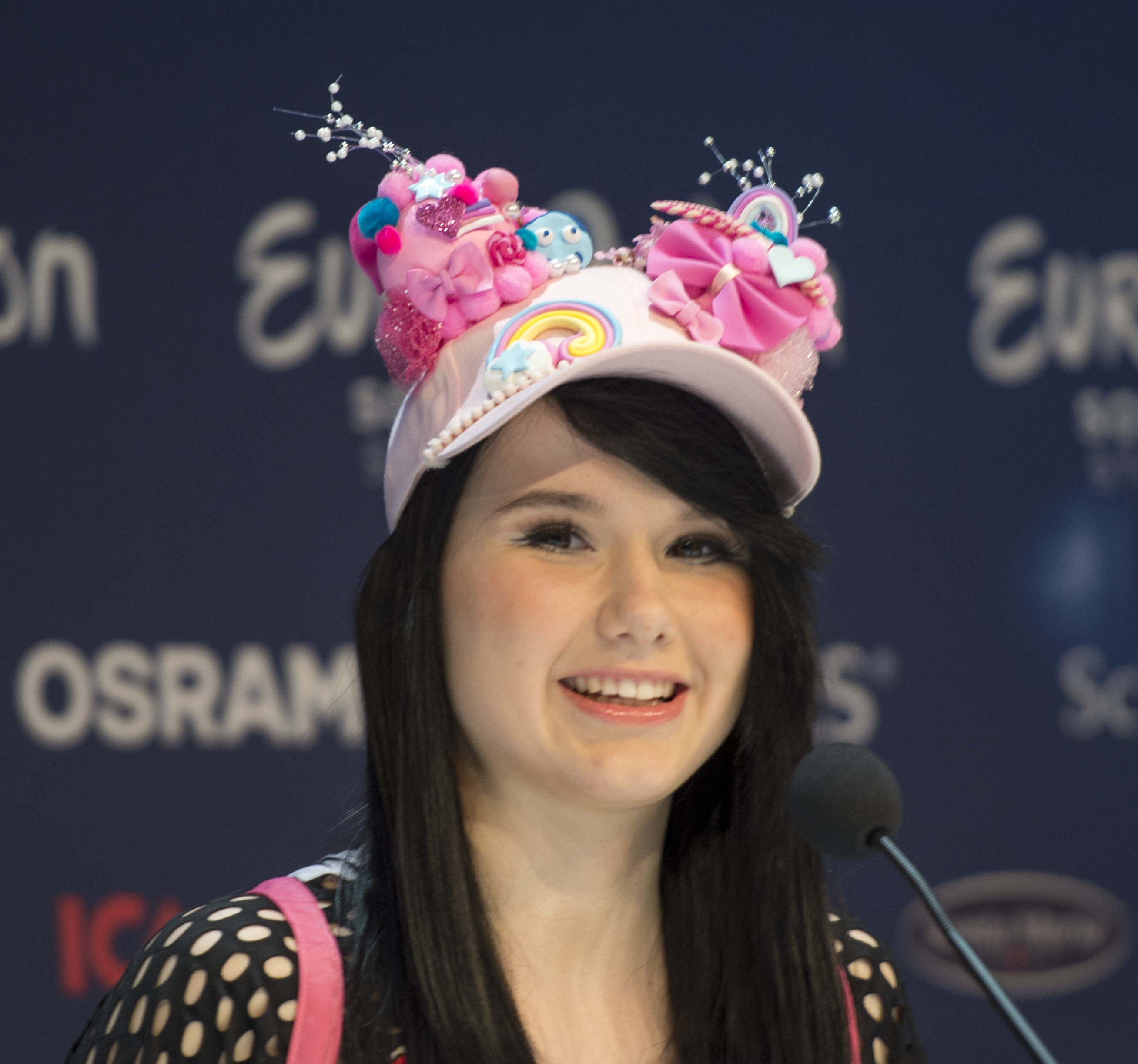
Jamie-Lee Kriewitz (* 1998)

- Kriewitz, Jutta, deutsche Architektin und Bauhistorikerin

#### Kriez
- Kriezis, Antonios (1796–1865), griechischer Marineoffizier, Politiker und Ministerpräsident
- Krieziu, Naim (1918–2010), albanischer Fußballspieler

### Krif
- Krifka, Christiane (* 2006), österreichische Leichtathletin

### Krig
- Krigar, André (* 1952), deutscher Maler
- Krigar, Heinrich (1806–1838), deutscher Maler
- Krigar, Hermann (1819–1880), deutscher Komponist und Dirigent
- Krigar, Johann Friedrich (1774–1852), deutscher Ingenieur, erster deutscher Lokomotivbauer
- Krigar, Kurt (1921–2009), deutscher Kameramann und Filmemacher
- Krigar, Thilo Thomas (* 1961), deutscher Komponist und Cellist
- Krigas, Valteris, litauischer Fußballspieler
- Krigbaum, Mathias (* 1995), dänischer Bahnradsportler
- Krige, Alice (* 1954), südafrikanische SchauspielerinAlice Krige (* 1954)

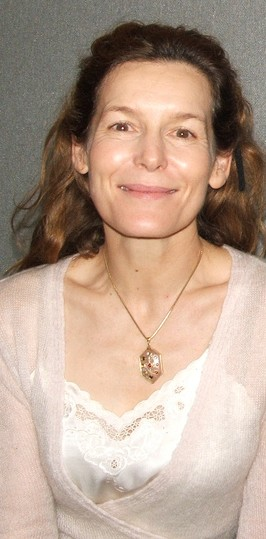
Alice Krige (* 1954)

- Krige, Danie G. (1919–2013), südafrikanischer Geostatistiker
- Krige, Eileen Jensen (1905–1995), südafrikanische Sozialanthropologin und Hochschullehrerin
- Krige, John (* 1941), südafrikanischer Wissenschaftshistoriker
- Krige, Uys (1910–1987), südafrikanischer Schriftsteller und Übersetzer
- Kriger, Kathy (1946–2018), US-amerikanische Diplomatin und Restaurantbesitzerin
- Krīgers, Kristens (* 1996), lettischer Radrennfahrer

### Krii
- Kriis, Elisha (* 1992), indische Schauspielerin
- Kriisa, Jaan (1882–1942), estnischer Jurist und Politiker, Mitglied des Riigikogu
- Kriit, Kalle (* 1983), estnischer Radrennfahrer

### Krij
- Krija, Rhani (* 1971), marokkanischer Musiker und Percussionist
- Krîjanovski, Serghei (* 1996), moldauischer Billardspieler
- Krijgh, Harriet (* 1991), niederländische Cellistin
- Krijnsen, Jelte (* 2001), niederländischer Radrennfahrer

### Krik
- Krikaljow, Sergei Konstantinowitsch (* 1958), russischer KosmonautSergei Konstantinowitsch Krikaljow (* 1958)

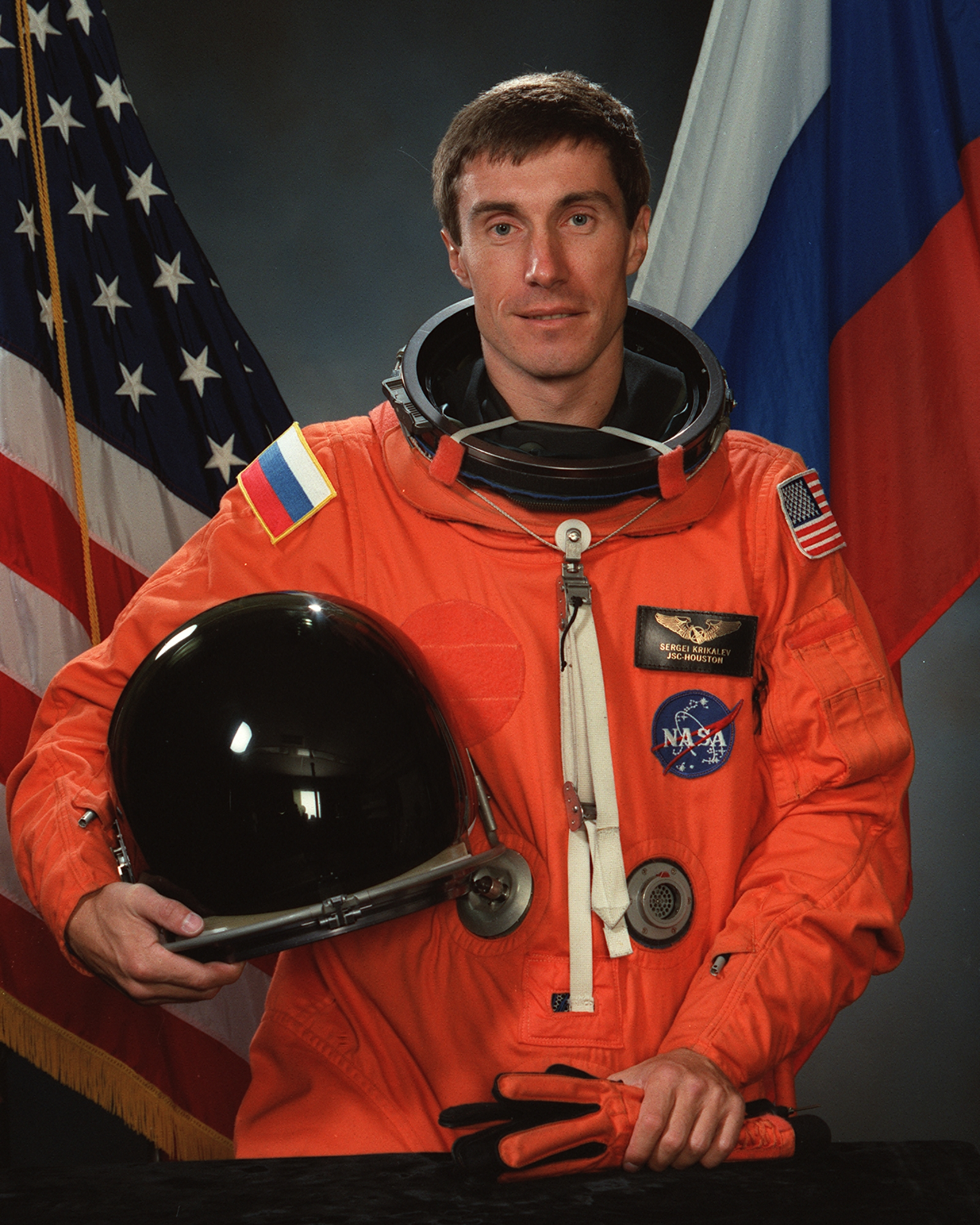
Sergei Konstantinowitsch Krikaljow (* 1958)

- Křikava, Louis (1873–1920), tschechischer Schriftsteller
- Krikellis, Chris (* 1965), griechisch-deutscher Regisseur, Drehbuchautor und Produzent
- Kriki (* 1950), deutscher Cartoonist
- Krikke, Pauline (* 1961), niederländische Politikerin
- Krikl, Stefan (* 1936), US-amerikanischer Künstler, Vertreter des Expressionismus
- Krikler, Karl (1915–1986), österreichischer Politiker (SPÖ), Landtagspräsident im Burgenland
- Krikontschuk, Switlana (* 1984), ukrainische Sommerbiathletin
- Krikorian, Raphaël, französischer Mathematiker
- Krikorian, Zaven (* 1941), armenischer Schriftsteller, Pädagoge und Journalist
- Krikščiūnas, Romualdas (1930–2010), litauischer Geistlicher, römisch-katholischer Bischof in Panevėžys
- Krikštolaitis, Juozas (* 1954), litauischer Politiker
- Krikun, Anatoli (* 1948), sowjetischer Basketballspieler und -trainer
- Krikunow, Ilja Olegowitsch (* 1984), russischer Eishockeyspieler
- Krikunow, Wladimir Wassiljewitsch (* 1950), russischer Eishockeyspieler

### Kril
- Krilanovich, Steve (1909–1967), US-amerikanischer Techniker und Erfinder
- Krilenko, Galina (* 1952), belarussische Trainerin
- Krill, Natalie (* 1983), kanadische SchauspielerinNatalie Krill (* 1983)

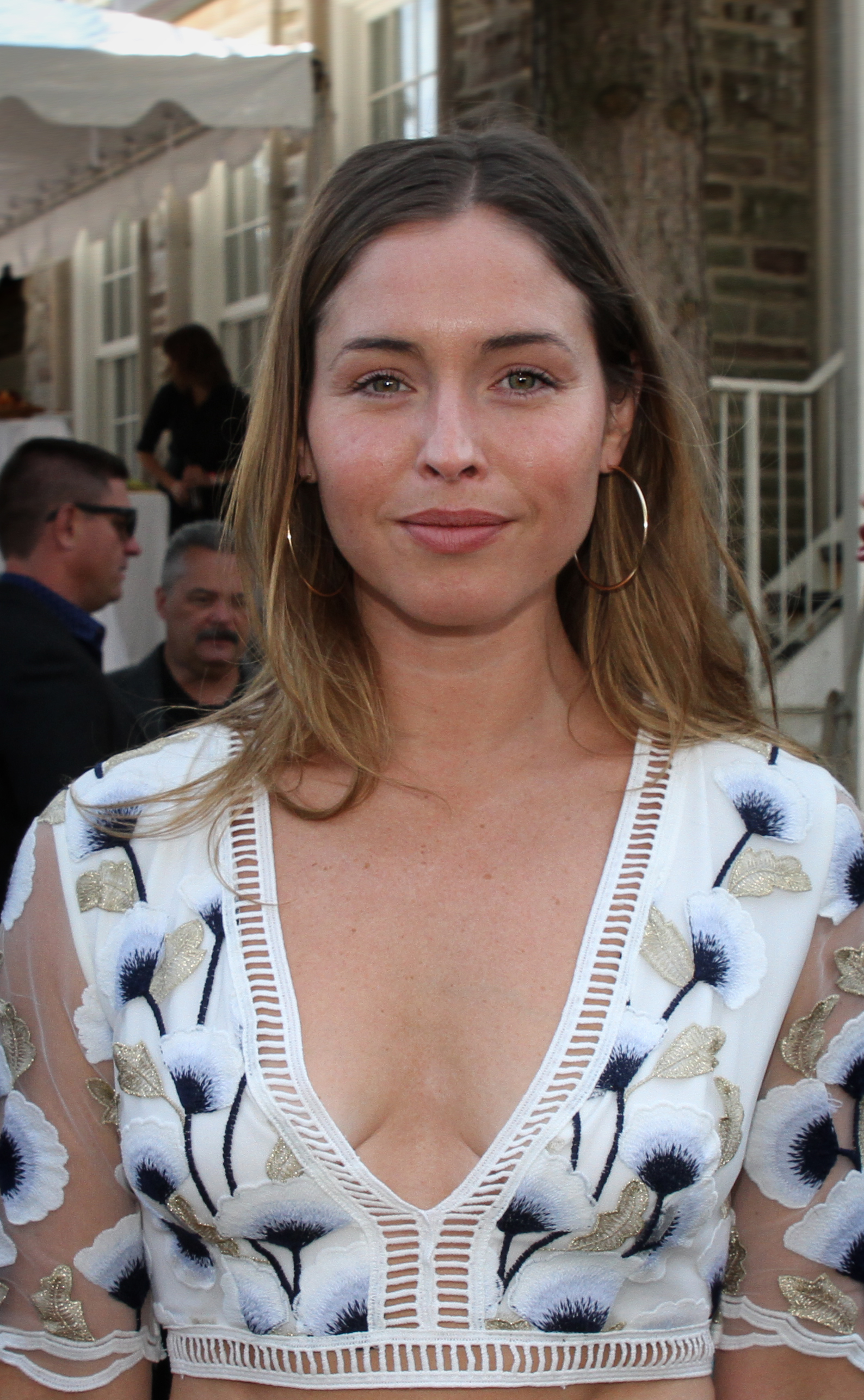
Natalie Krill (* 1983)

- Krill, Torsten (* 1971), deutscher Jazzmusiker und Komponist
- Krille, Gottlob August (1779–1813), deutscher Komponist, Kreuzkantor
- Krille, Herbert (1903–1988), deutscher Jurist und Verwaltungsbeamter
- Krille, Hugo (1850–1933), sächsischer Generalmajor
- Krillé, Jean (1923–1991), Schweizer Maler, Grafiker, Zeichner, Illustrator und Architekt
- Krille, Otto (1878–1954), deutscher Schriftsteller
- Krillo, Eron (* 1991), estnischer Fußballspieler

### Krim
- Krim, Arthur B. (1910–1994), US-amerikanischer Filmproduzent, Rechtsanwalt und Manager
- Krim, Mathilde (1926–2018), israelische Gründungsvorsitzende von amfAR
- Krimer, María Inés (* 1951), argentinische Schriftstellerin
- Krimer, Rostislav (* 1980), deutsch-belarussicher Pianist und Dirigent
- Krimer, Wenzel (1795–1834), deutscher Arzt und Anatom
- Krimeris, Julijonas (* 1932), litauischer Schachspieler
- Krimke, Isaak Jakob (1824–1886), deutscher Rabbiner
- Krimm, Herbert (1905–2002), deutscher evangelischer Theologe
- Krimm, Kaarel (1863–1894), estnischer Schriftsteller
- Krimm, Konrad (* 1946), deutscher Historiker und Archivar
- Krimmel, Bernd (1926–2020), deutscher Kulturpolitiker, Maler und Zeichner
- Krimmel, Gérard (* 1944), deutscher Maler
- Krimmel, Konstantin (* 1993), deutscher Opern-, Konzert- und Liedsänger in der Stimmlage Bariton
- Krimmel, Maria-Stella (* 1965), österreichische Ordensfrau, Äbtissin der Abtei Mariastern-Gwiggen
- Krimmel, OA (* 1967), deutscher Gestalter, Buchautor und Art-Director
- Krimmer, Heiko (1943–2015), deutscher evangelikaler Theologe und Autor
- Krimmer, Heinz (* 1960), deutscher Journalist und Buchautor
- Krimmer, Michael (* 1974), deutscher Journalist, Autor, Dozent und Verlagslektor
- Krimmer, Moritz (* 2000), deutscher Basketballspieler
- Krimmer, Sebastian (* 1990), deutscher Kunstturner
- Krimpen, Jan van (1892–1958), niederländischer Schriftentwerfer, Kalligraf, Typograf, Buchgestalter, Grafikdesigner, Buchbinder und Autor
- Krims, Adalbert (* 1948), österreichischer Journalist
- Krims, Les (* 1942), US-amerikanischer Fotograf
- Krimsky, Katrina (* 1938), US-amerikanische Musikerin

### Krin
- Krine, Michel (* 1953), französischer Unternehmer und Autorennfahrer
- Krinetzki, Günter (1929–1986), deutscher Theologe und Bibelwissenschaftler
- Kring, Thorn (* 1973), deutscher Ökonom und Hochschulprofessor
- Kring, Tim (* 1957), US-amerikanischer TV-Producer und Drehbuchautor
- Kringe, Florian (* 1982), deutscher FußballspielerFlorian Kringe (* 1982)

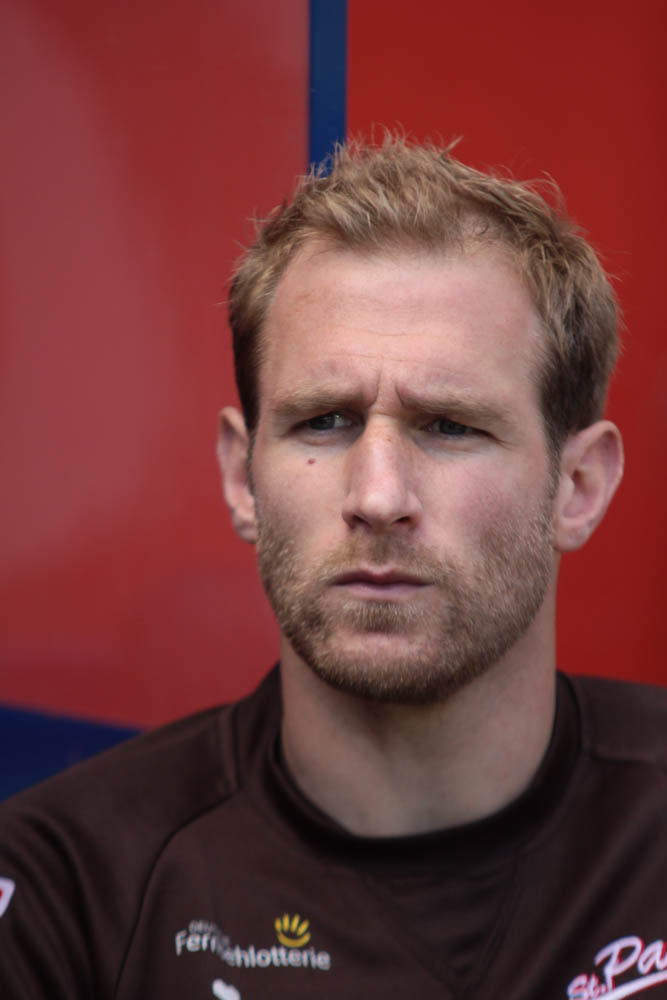
Florian Kringe (* 1982)

- Kringe, Matthias (* 1961), deutscher Autor und Cartoonist
- Kringe, Verena (* 1978), deutsche Schauspielerin, Filmregisseurin und Model
- Kringelbach, Morten (* 1970), dänischer Neurowissenschaftler
- Kringen, Gøril (* 1972), norwegische Fußballspielerin
- Kringlebotn, Solveig (* 1963), norwegische Opernsängerin (Sopran)
- Krings, Armin (* 1962), deutsch-luxemburgischer Fußballspieler
- Krings, Cluse (* 1959), deutscher Autor, Theatermann und Journalist
- Krings, Doresia (* 1977), österreichische Snowboarderin
- Krings, Elise (1807–1860), deutsche Harfenistin
- Krings, Franz (1897–1963), deutscher Politiker (CDU), MdL
- Krings, Franz Josef (1886–1968), deutscher Architekt
- Krings, Günter (* 1969), deutscher Politiker (CDU), MdBGünter Krings (* 1969)

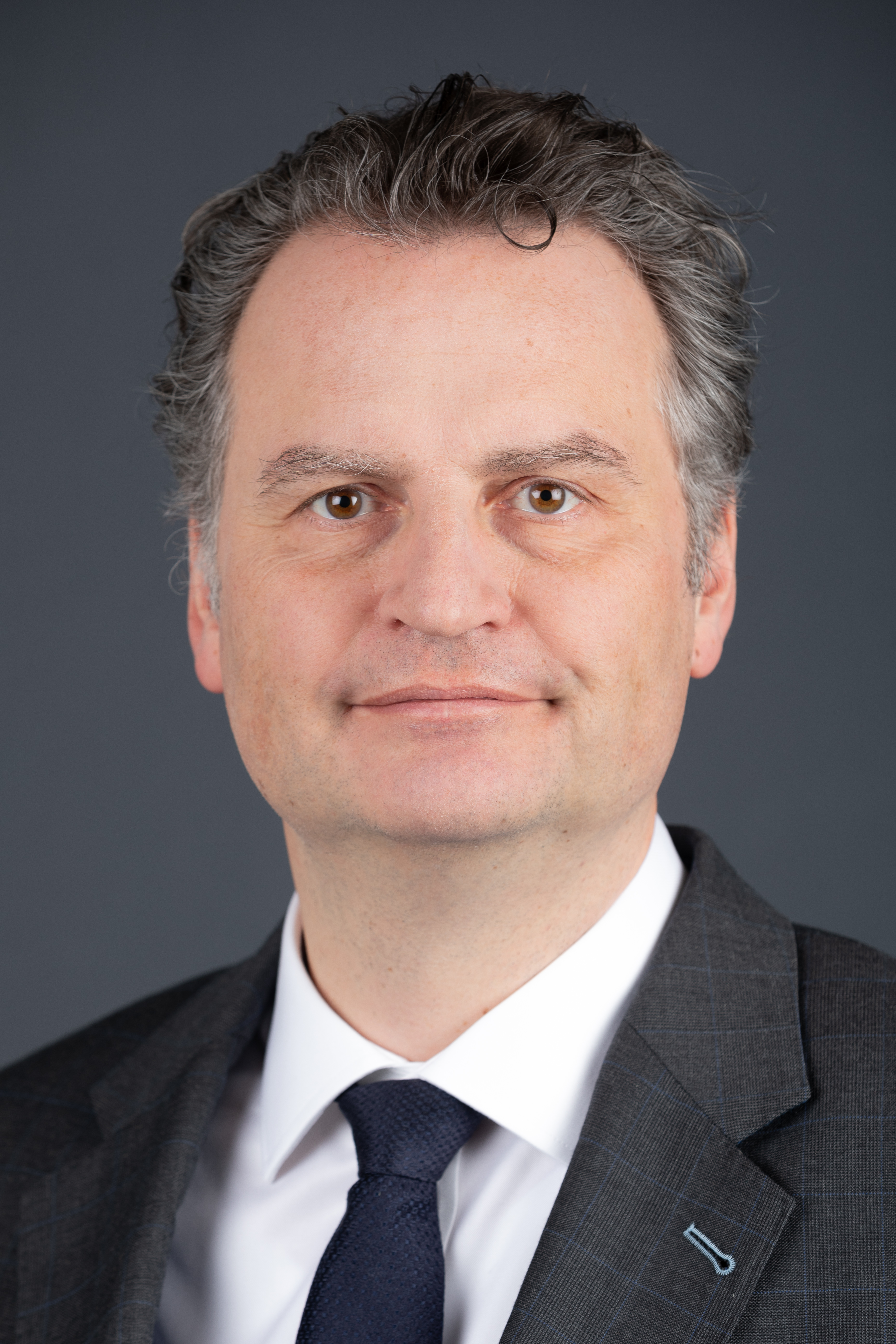
Günter Krings (* 1969)

- Krings, Hans (* 1942), deutscher Politiker (SPD), MdL und Staatssekretär
- Krings, Hans Peter (* 1954), deutscher Geistes- und Sozialwissenschaftler
- Krings, Heidi (* 1983), österreichische Snowboarderin
- Krings, Heinrich (1857–1925), deutscher Architekt
- Krings, Hermann (1913–2004), deutscher Philosoph
- Krings, Josef (1926–2019), deutscher Pädagoge und Politiker (SPD), MdL, Oberbürgermeister von DuisburgJosef Krings (1926–2019)

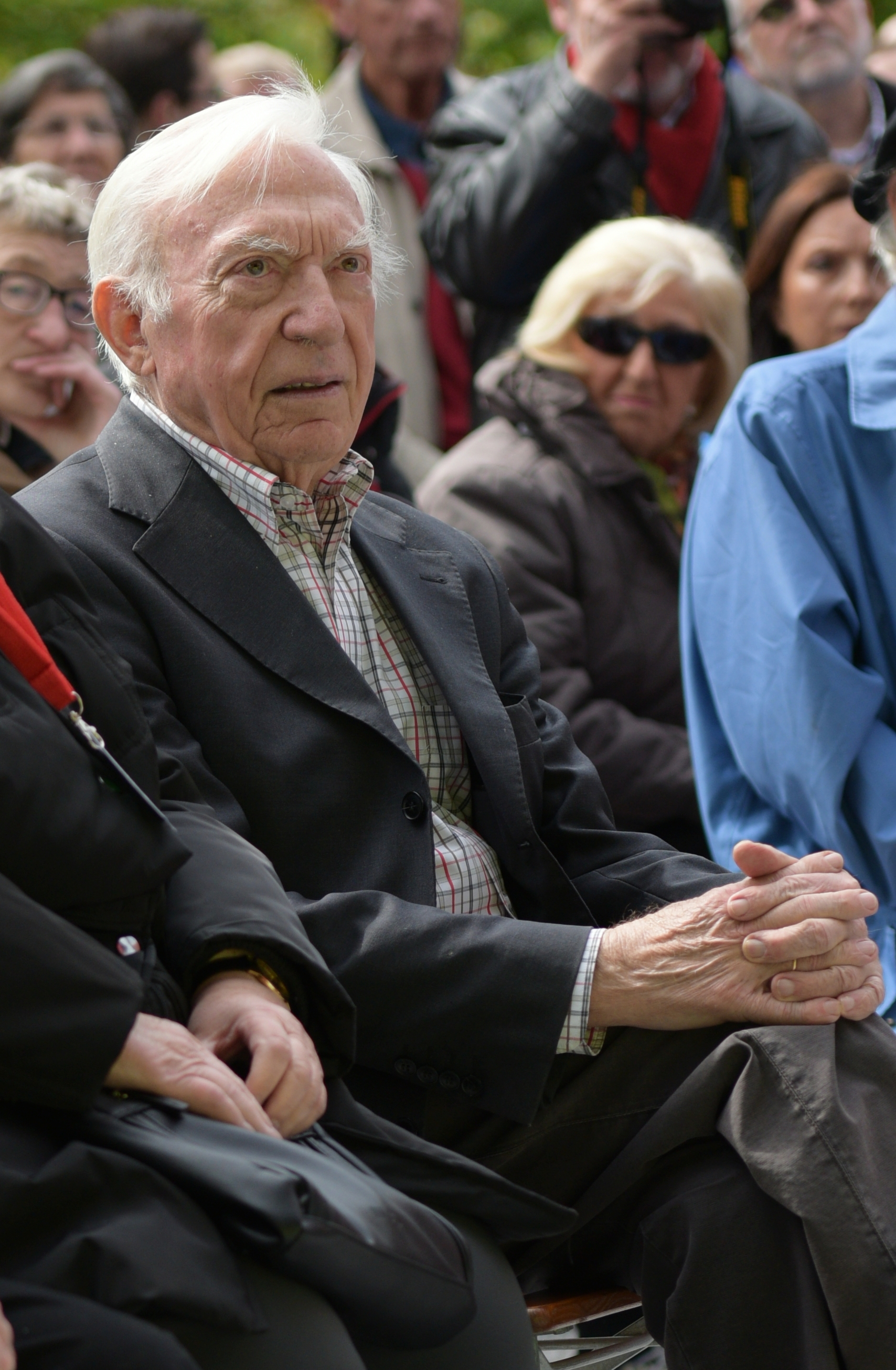
Josef Krings (1926–2019)

- Krings, Joseph (* 1976), US-amerikanischer Filmeditor
- Krings, Matthias (* 1943), deutscher Fernsehmoderator, Sänger, Schauspieler und Produzent
- Krings, Michael (1861–1939), deutscher Unternehmer und Politiker (Zentrum), MdR
- Krings, Michael (* 1968), deutscher Paläobotaniker
- Krings, Paul (1917–1985), deutscher Politiker (SPD), MdL
- Krings, Thomas (* 1949), deutscher Geograph und Hochschullehrer
- Krings, Thorsten (* 1968), deutscher Hochschullehrer
- Krings, Ulrich (* 1942), deutscher Kunsthistoriker und Denkmalpfleger, Stadtkonservator in Köln
- Krings-Ernst, Thomas (* 1947), deutscher Unternehmer und Kunsthändler
- Kringstad, Annichen (* 1960), schwedische Orientierungsläuferin
- Kringsteiner, Ferdinand (1775–1810), österreichischer Beamter und Schriftsteller
- Krinickas, Dalius, litauischer Politiker, Umwelt-Vizeminister
- Krinitz, Elise (1825–1896), deutsche Autorin
- Krink, Alfred (1933–2022), deutscher Pädagoge und Hörspielregisseur
- Krinke Susmelj, Marcela (1965–2024), Schweizer Dressurreiterin
- Krinner, Anton (1967–2017), deutscher Eishockeyspieler und -trainer
- Krinner, Ida (1926–2001), deutsche Landwirtin und Politikerin (CSU), MdL, Mitglied des Bayerischen Senats
- Krinner, Johann Matthias (1700–1784), österreichischer Baumeister in Linz an der Donau
- Krinner, Klaus (* 1938), deutscher Erfinder und Unternehmer
- Krinner, Michaela (1915–2006), deutsche Malerin des magischen Realismus
- Krinninger, Franz (1844–1899), österreichischer Komponist und Chorleiter
- Krinski, Wladimir Fjodorowitsch (1890–1971), sowjetischer Architekt
- Krinsky, Scott (* 1968), US-amerikanischer Schauspieler und Comedian
- Krinzinger, Friedrich (* 1940), österreichischer Klassischer Archäologe
- Krinzinger, Jakob (1934–2012), österreichischer Ordenspriester, Lehrer und Autor
- Krinzinger, Ursula (* 1940), österreichische Galeristin und Kunsthändlerin

### Krio
- Krioukov, Andrei (* 1959), russisch-deutscher Maler und Grafikdesigner

### Krip
- Kripgans, Hans (1910–1996), deutscher Architektur- und Kunstfotograf
- Kripke, Britta (* 1977), deutsche Sportlerin im Rollstuhlrugby
- Kripke, Eric (* 1974), US-amerikanischer Regisseur, Produzent und DrehbuchautorEric Kripke (* 1974)

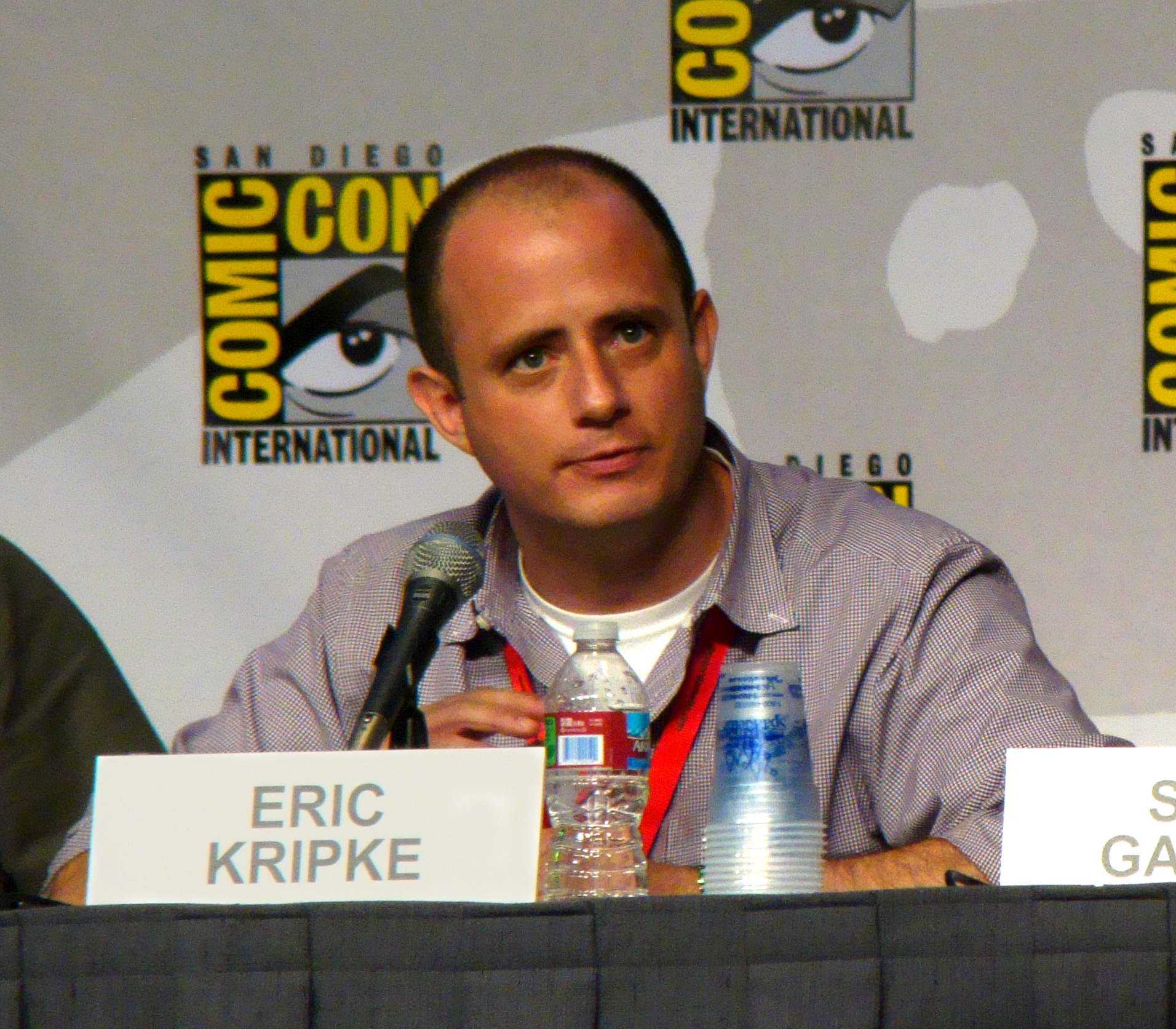
Eric Kripke (* 1974)

- Kripke, Saul (1940–2022), amerikanischer Philosoph und Logiker
- Kripner, Johann Sigismund (1710–1750), deutscher evangelischer Theologe und Orientalist
- Kripp, Bernhard Joseph (1896–1980), österreichischer Diplomat
- Kripp, Sigmund (* 1928), österreichischer Sozialpädagoge
- Krippel, Adelgunde (1900–1986), österreichische Kunstkeramikerin
- Krippel, Elisabeth (1901–1995), österreichische Kunstkeramikerin
- Krippel, Heinrich (1883–1945), österreichischer Bildhauer
- Krippendorf, Gotthold (1886–1914), deutscher Maler, Holzschneider und Zeichner
- Krippendorf, Jost (1938–2003), Schweizer Ökonom und Tourismusforscher
- Krippendorff, David (* 1967), deutsch-US-amerikanischer Künstler und Filmemacher
- Krippendorff, Ekkehart (1934–2018), deutscher Politikwissenschaftler
- Krippendorff, Klaus (1932–2022), deutsch-amerikanischer Kybernetiker
- Krippendorff, Leonie (* 1985), deutsche Filmregisseurin und Drehbuchautorin
- Krippendorff, Walter (1896–1983), deutscher Unternehmer, Werksdirektor und Kommunalpolitiker
- Krippes, Alexander (* 1991), deutscher Volleyball- und Beachvolleyballspieler
- Krippl, Wolfgang (* 1950), deutscher Brigadegeneral des Heeres
- Krippner, Eri, deutsche Schriftstellerin und Malerin
- Krippner, Franz (1896–1982), österreichischer Kaufmann und Politiker (ÖVP), Abgeordneter zum Nationalrat
- Krippner, Martin (1817–1894), K.-u.-k.-Hauptmann in Österreich, Stadtgründer in Neuseeland
- Krippner, Reinhard (1862–1942), deutscher Briefmarkenfälscher
- Krippner, Roland (* 1960), deutscher Architekt, Autor und Hochschullehrer
- Krippner, Ronny (* 1980), deutsch-britischer Kirchenmusiker
- Krippner, Stanley (* 1932), US-amerikanischer Psychologe, Parapsychologe und Professor der Psychologie an der Saybrook Universität in Oakland, Kalifornien
- Kripps, Justin (* 1987), kanadischer Bobfahrer
- Krippschock, Axel (* 1962), deutscher Leichtathlet
- Krips, Josef (1902–1974), österreichischer Dirigent und ViolinistJosef Krips (1902–1974)

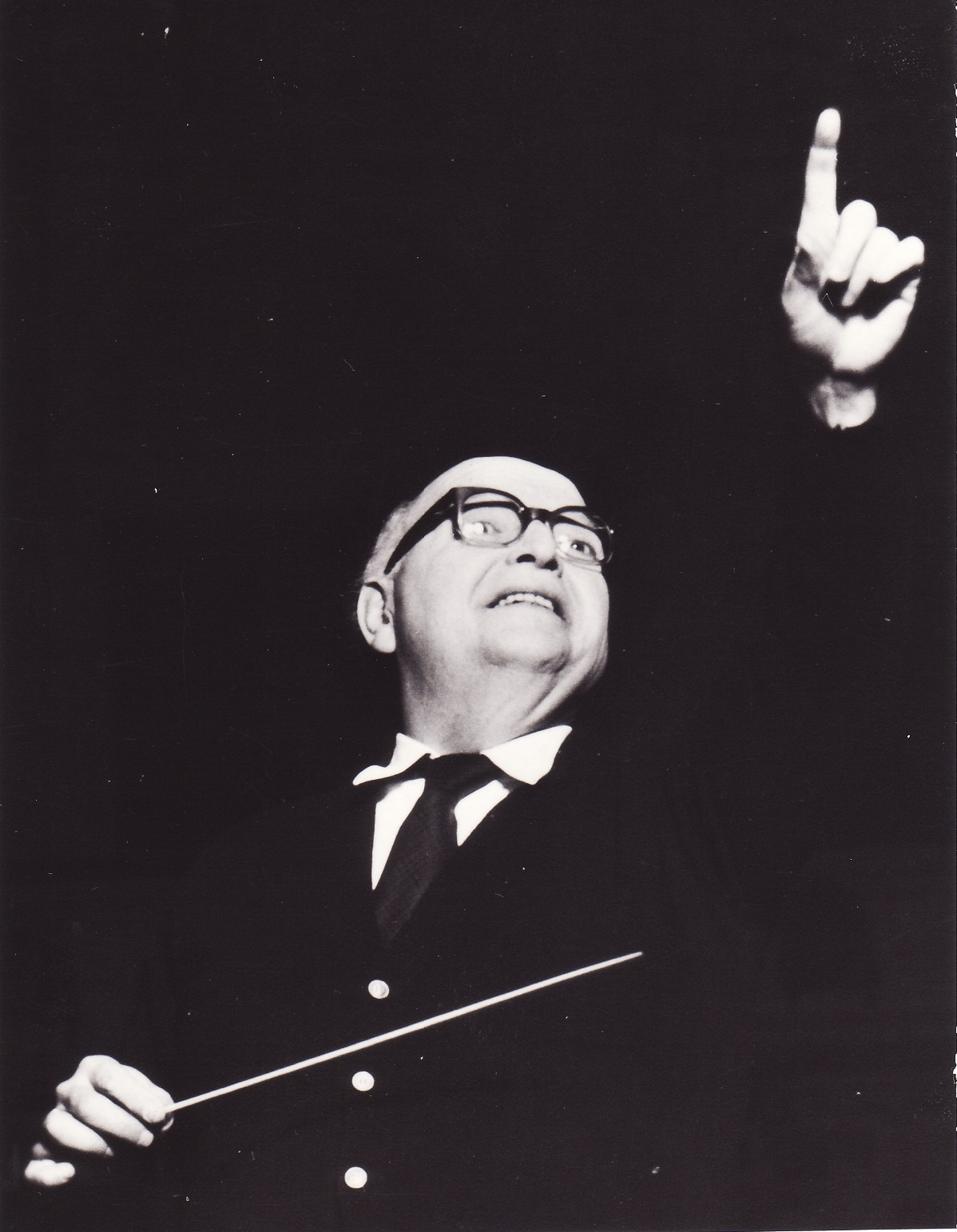
Josef Krips (1902–1974)

- Krips, Ursula (1933–2020), deutsche Politikerin (SPD), MdB
- Kripsch, Josef (* 1912), österreichischer SS-Obersturmführer, Leiter der SD-Außenstelle Scheibbs

### Kris
- Kris, Ernst (1900–1957), österreichisch-US-amerikanischer Kunsthistoriker und Psychoanalytiker
- Kris, Marianne (1900–1980), austroamerikanische Psychoanalytikerin

#### Krisa
- Krisai, Paul (* 1994), österreichischer Journalist
- Krisam, Peter (1901–1985), deutscher Maler und Kunstlehrer
- Krisawat Kongkot (* 1999), thailändischer Fußballspieler

#### Krisc
- Krisch, Dizzy (* 1954), deutscher Jazzmusiker
- Krisch, Johannes (* 1966), österreichischer Schauspieler, Mitglied des BurgtheatersJohannes Krisch (* 1966)

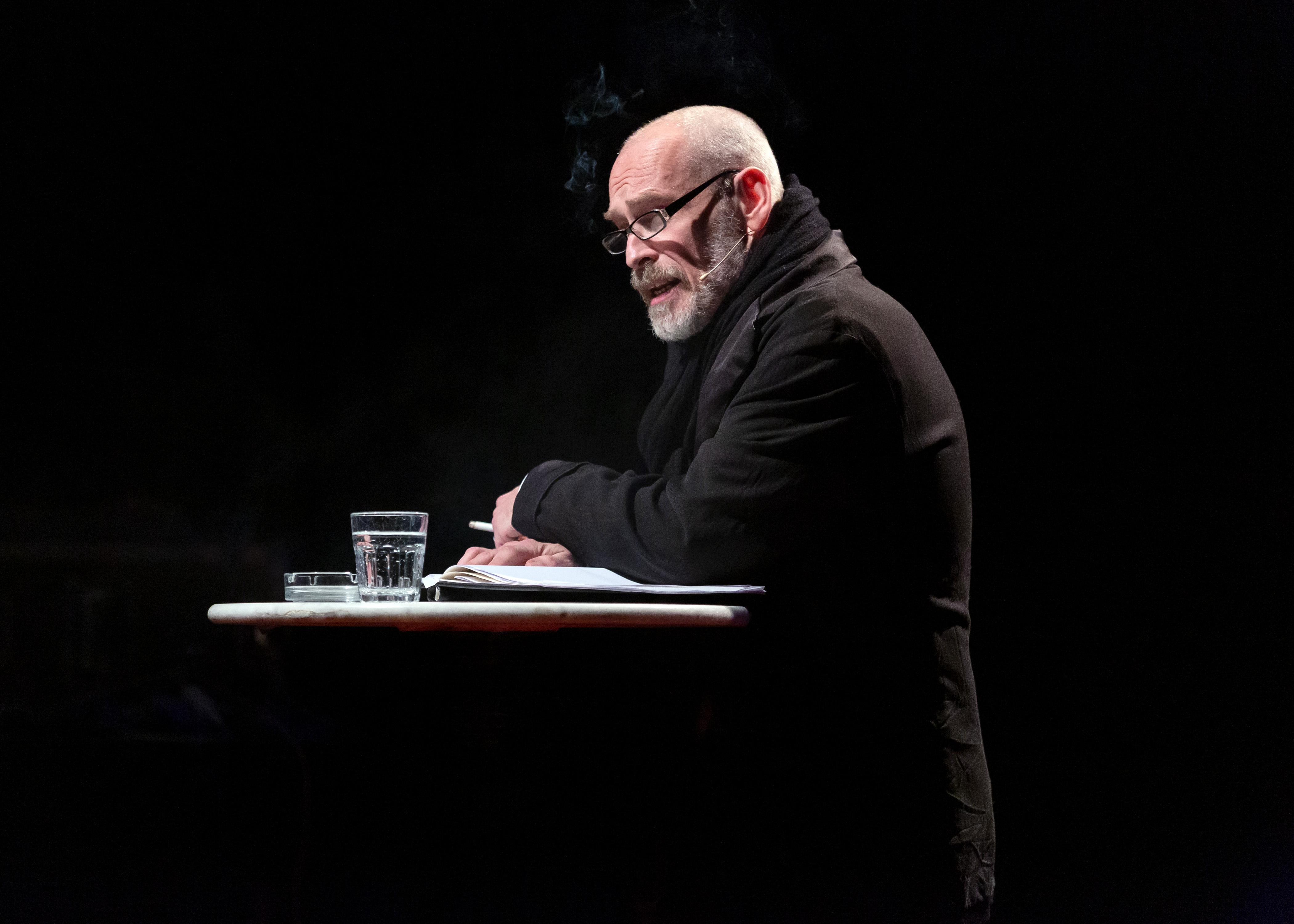
Johannes Krisch (* 1966)

- Krisch, Karl (1891–1959), österreichischer Gewerkschafter und Politiker (SPÖ), Abgeordneter zum Nationalrat
- Krisch, Kevin (* 1991), österreichischer Fußballspieler
- Krisch, Lars (* 1974), deutscher Ruderer
- Krisch, Otto (1845–1874), österreichischer Polarforscher
- Krisch, Wenzel († 1803), böhmischer Berg- und Gerichtsschreiber, Stadtrichter, Kämmerer, Schullehrer, Kantor und Mesner
- Krisch, Winfried (1936–1995), deutscher Tänzer
- Krisch, Wolf (* 1934), deutscher Politiker (REP), MdL
- Krischan, Alexander (1921–2009), deutscher Historiker und Bibliograph
- Krischan, Jakob (1894–1970), österreichischer Politiker, Landtagsabgeordneter
- Krischanitz, Adolf (* 1946), österreichischer Architekt
- Krische, Maria (1880–1945), deutsche Lehrerin, Publizistin und Sexualreformerin
- Krische, Michael (* 1947), deutscher Journalist und Autor
- Krische, Paul (1878–1956), deutscher Agrikulturchemiker und Agrargeograph
- Krische, Siegfried (* 1963), österreichischer Polizeioberstleutnant und darstellender Künstler
- Krische, Wilhelm (1859–1909), deutscher Erfinder und Unternehmer
- Krischek, Boris (1972–2021), deutscher Neurochirurg und Hochschullehrer
- Krischel, Roland (* 1961), deutscher Kunsthistoriker und Museumskurator
- Krischen, Fritz (1881–1949), deutscher Bauforscher und Archäologe
- Krischer, André (* 1974), deutscher Historiker
- Krischer, Katharina (* 1963), deutsche Physikochemikerin
- Krischer, Oliver (* 1969), deutscher Politiker (Bündnis 90/Die Grünen), MdBOliver Krischer (* 1969)

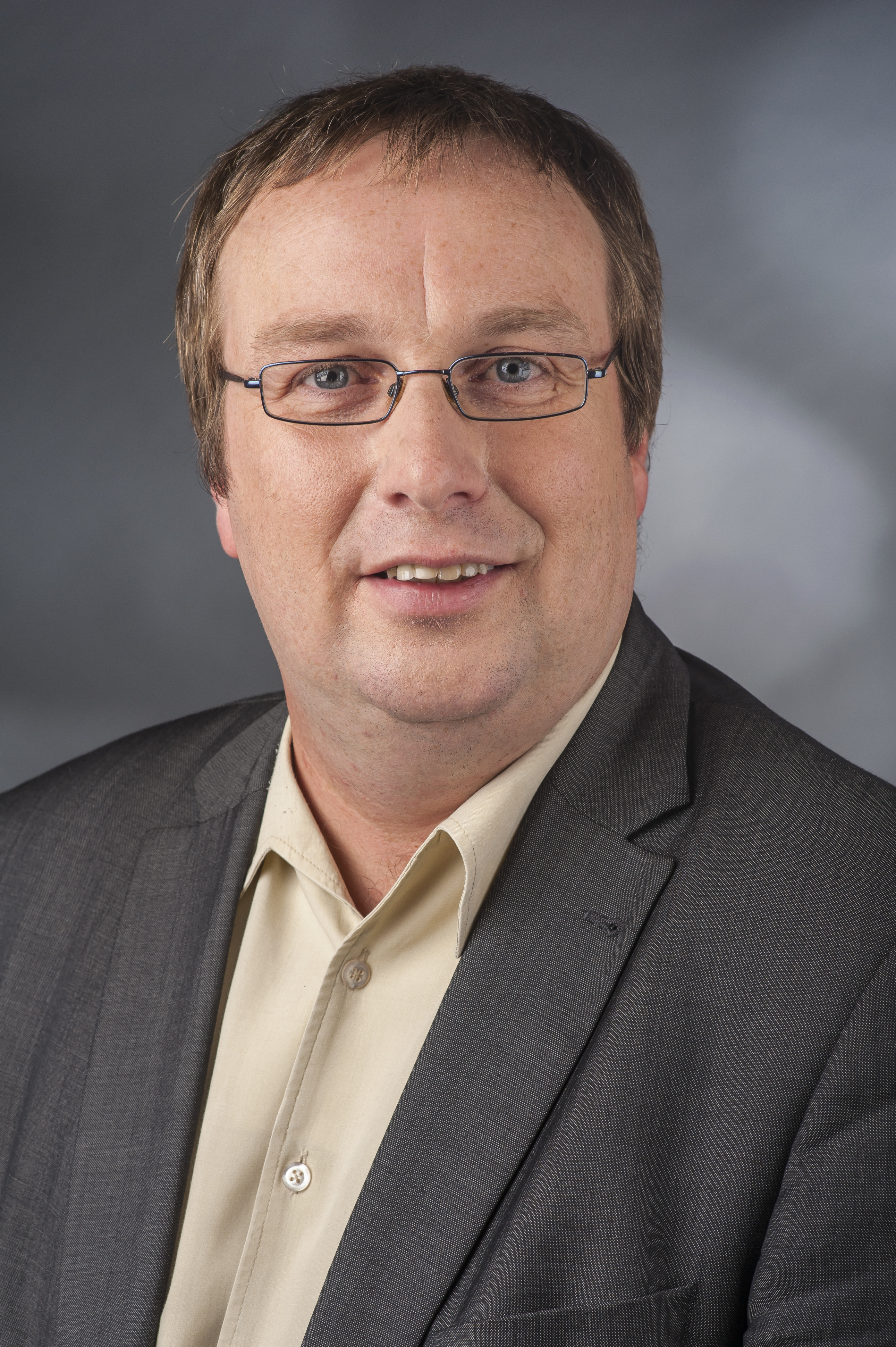
Oliver Krischer (* 1969)

- Krischer, Tilman (1931–2013), deutscher Klassischer Philologe
- Krischick, Johann (1886–1958), deutscher Landwirt Politiker (DNVP), MdL
- Krischke, Alois (1936–2023), österreichischer Sachbuchautor, Nachrichtentechniker und Funkamateur
- Krischke, Dominik (* 1998), österreichischer Fußballspieler
- Krischke, Elias (* 1996), deutscher SchauspielerElias Krischke (* 1996)

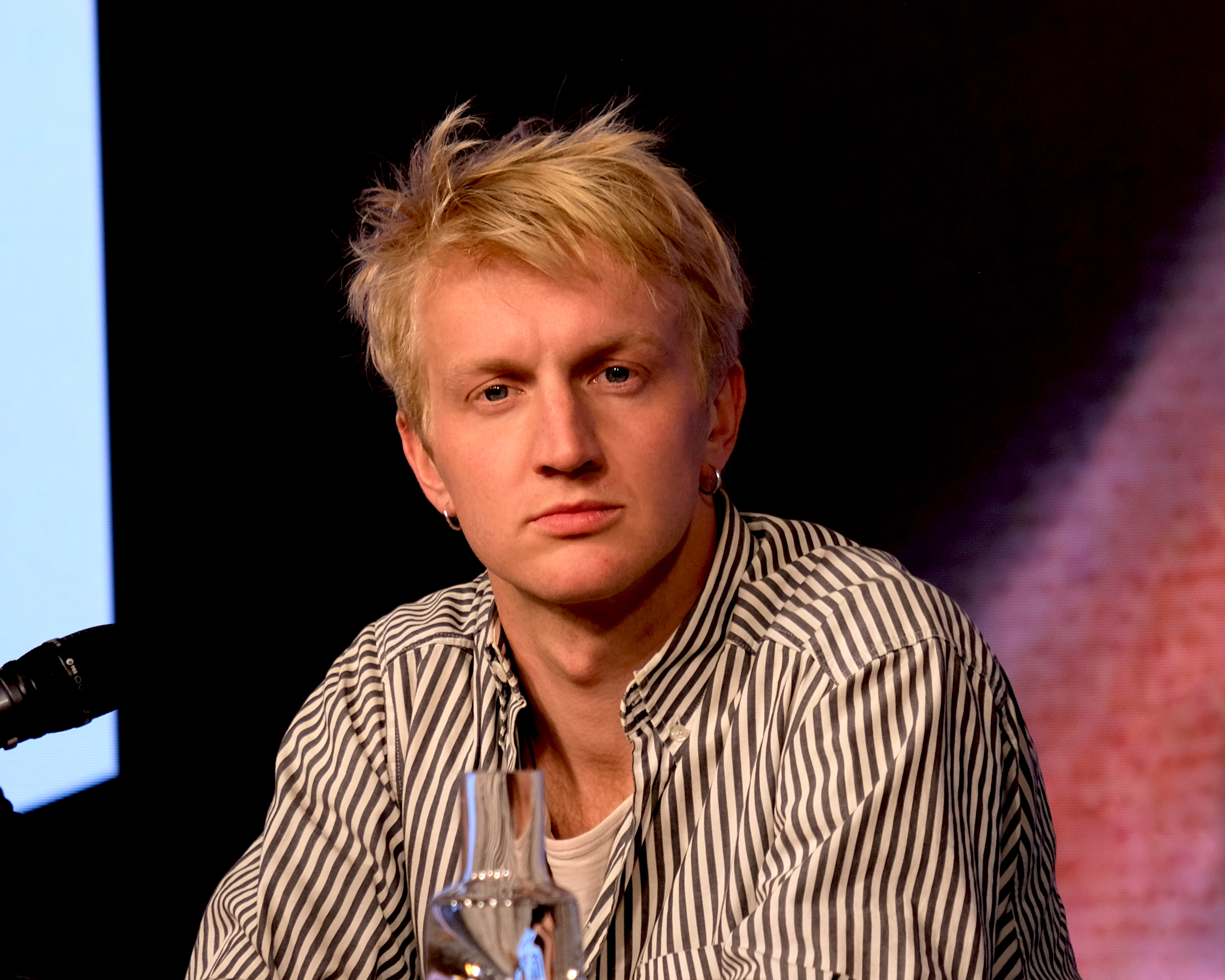
Elias Krischke (* 1996)

- Krischke, Roland (* 1967), deutscher Literaturwissenschaftler
- Krischker, Gerhard C. (* 1947), deutscher Lektor, Schriftsteller, Verleger sowie Mundartpoet
- Krischkowsky, Christian (* 1970), deutscher Jazzmusiker (Schlagzeug, Komposition)
- Krischok, Annegret (* 1955), deutsche Politikerin (SPD), MdHB
- Krischtop, Olga Fjodorowna (* 1957), russische Geherin
- Kriščiukaitis, Antanas (1864–1933), litauischer Autor, Schriftsteller, Professor, Gerichtspräsident von Vyriausiasis Tribunolas
- Kriščiūnas, Jonas (1888–1973), sowjetisch-litauischer Agronom, Imker und sowjetischer Politiker
- Kriščiūnas, Juozas (* 1938), litauischer Badmintonspieler
- Kriščiūnas, Kęstutis (* 1969), litauischer Politiker (Seimas)
- Kriščiūnas, Rolandas (* 1970), litauischer Diplomat und Politiker
- Kriščiūnas, Vytautas (1908–1991), litauischer Bauingenieur, sowjetlitauischer Politiker und Hochschullehrer

#### Krise
- Kriseleit, Irmgard († 2017), deutsche Klassische Archäologin
- Krisement, Otto (1920–2013), deutscher Theoretischer Physiker und Hochschullehrer
- Kriseová, Eda (* 1940), tschechische Journalistin und Schriftstellerin

#### Krish
- Krishan, Mircea (1924–2013), rumänisch-deutscher SchauspielerMircea Krishan (1924–2013)

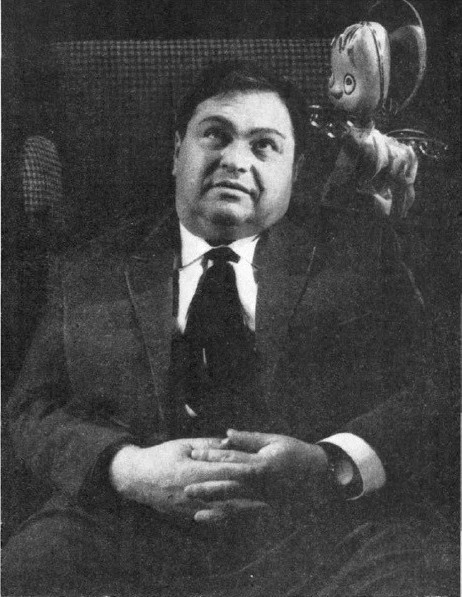
Mircea Krishan (1924–2013)

- Krishan, Nalini (* 1977), fidschianische Schauspielerin und Model
- Krishen, Pradip (* 1949), indischer Filmregisseur und Umweltaktivist
- Krisher, Bernard (1931–2019), US-amerikanischer Journalist
- Krishna Das (* 1947), US-amerikanischer Kirtansänger
- Krishna, Amalendu, indischer Mathematiker
- Krishna, Arvind (* 1962), US-amerikanisch-indischer Manager
- Krishna, Gopi (1903–1984), indischer Yogi, Mystiker, Gelehrter und Autor
- Krishna, M. R. (* 1924), indischer Politiker
- Krishna, Prasidh (* 1996), indischer Cricketspieler
- Krishna, Roy (* 1987), fidschianischer Fußballspieler
- Krishna, S. M. (1932–2024), indischer Politiker
- Krishna, V. R. Raghava (* 1987), indischer Sänger
- Krishnakumar, Hariysh (* 2002), singapurischer Fußballspieler
- Krishnamachari, T. T. (1899–1974), indischer Politiker
- Krishnamacharya, T. (1888–1989), indischer Yoga-Lehrer
- Krishnamoorthi, Raja (* 1973), US-amerikanischer Politiker
- Krishnamurthy, Jana (1928–2007), indischer Politiker
- Krishnamurti, Jiddu (1895–1986), spiritueller Lehrer indisch-brahmanischer HerkunftJiddu Krishnamurti (1895–1986)

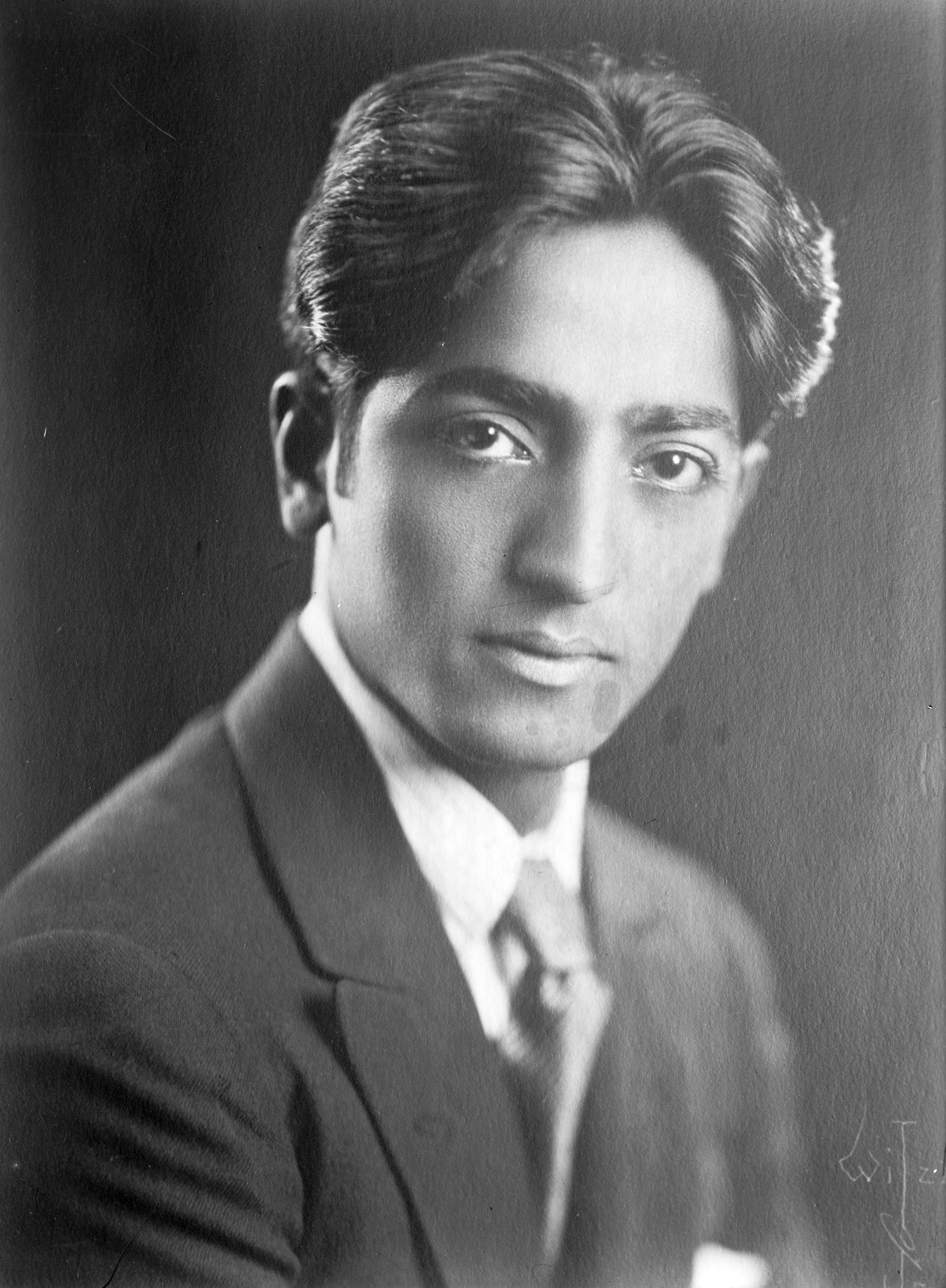
Jiddu Krishnamurti (1895–1986)

- Krishnamurti, Kavita (* 1958), indische Bollywood-Playback-Sängerin
- Krishnamurti, Mathoor (1928–2011), indischer Schulleiter
- Krishnamurti, U. G. (1918–2007), indischer Anti-Guru
- Krishnan, Ananda (1938–2024), malaysischer Unternehmer
- Krishnan, M. S. (1898–1970), indischer Geologe
- Krishnan, Prabudass (* 1990), malaysischer Langstreckenläufer
- Krishnan, Rajam († 2014), tamilische indische Schriftstellerin und Übersetzerin
- Krishnan, Ramesh (* 1961), indischer Tennisspieler
- Krishnan, Sunitha (* 1972), indische Menschenrechtlerin
- Krishnan, Yogendran (* 1982), malaysischer Badmintonspieler
- Krishnaprem († 1965), Yogalehrer und Autor
- Krishnaraja Wadiyar IV. (1884–1940), indischer Maharadja von Mysore

#### Krisj
- Krišjānis, Dimants (* 1960), sowjetischer Ruderer
- Krišjānis, Dzintars (1958–2014), sowjetischer Ruderer

#### Krisk
- Kriško, Michal (* 1988), tschechischer Volleyballspieler
- Kriško, Tomáš (* 1988), slowakischer Volleyballspieler

#### Krisl
- Krislinzki, Angela, indisch-polnische Schauspielerin

#### Krism
- Krismanic, Gideon von (1817–1876), österreichischer Generalmajor
- Krismanich, Elfriede (* 1940), österreichische Lehrerin und Politikerin (SPÖ), Abgeordnete zum Nationalrat
- Krismann, Ferdinand (1852–1933), deutscher Mediziner und Lokalpolitiker
- Krismann, Franz Xaver (1726–1795), österreichischer Orgelbauer
- Krismayr, Falko (* 1979), österreichischer Skispringer
- Krismer, Samuel (* 1994), österreichischer Fußballspieler und -trainer
- Krismer, Stephan (1777–1869), Priester, Freiheitskämpfer, Klostergründer
- Krismer-Huber, Helga (* 1972), österreichische Politikerin (GRÜNE), Landtagsabgeordnete

#### Kriso
- Kriso, Karl (1887–1972), österreichischer Mechaniker

#### Krisp
- Krisp, Herbert (1935–2008), deutscher Fußballspieler
- Krisp, Peter, deutscher Illustrator und Autor
- Krisp, Thomas (* 1961), deutscher Fußballspieler
- Krisper, Nepomuk (* 2003), österreichischer Schauspieler
- Krisper, Nina (* 2001), österreichische Basketballspielerin
- Krisper, Stephanie (* 1980), österreichische Juristin und Politikerin (NEOS), Abgeordnete zum NationalratStephanie Krisper (* 1980)

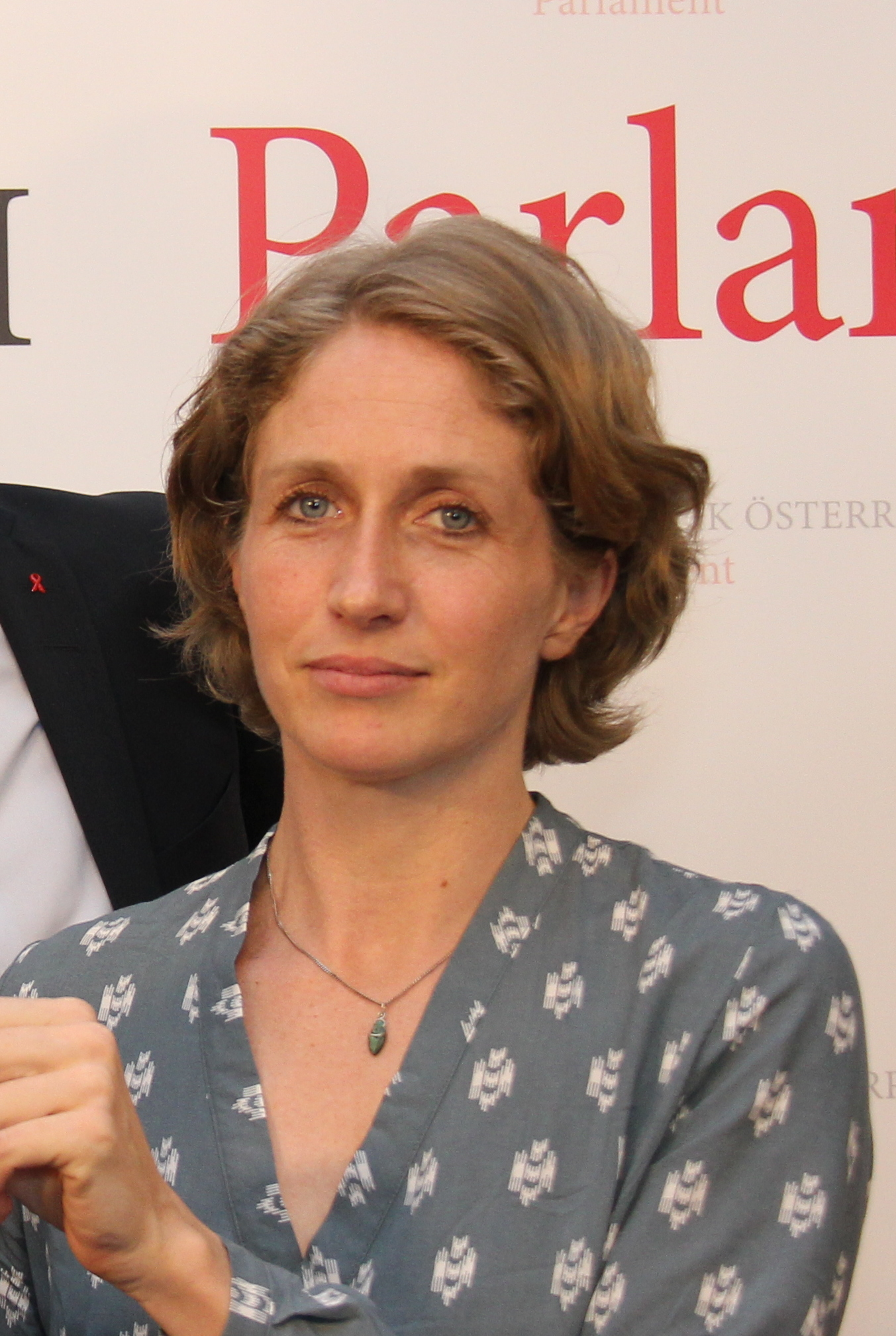
Stephanie Krisper (* 1980)

- Krisper-Beslic, Annette (* 1949), deutsche Graphikerin, Malerin und Hochschullehrerin
- Krispus, Synagogenvorsteher in Korinth

#### Kriss
- Kriss, Hryhorij (* 1940), sowjetischer Fechter
- Kriss, Itai, israelischer Jazzmusiker
- Kriß, Rudolf (1903–1973), deutscher Volkskundler
- Kriss-Rettenbeck, Lenz (1923–2005), deutscher Volkskundler und Museumsdirektor
- Krissadee Prakobkong (* 1984), thailändischer Fußballspieler
- Krissana Nontharak (* 1992), thailändischer Fußballspieler
- Krissanasuwan, Samaisuk (* 1943), thailändischer Radrennfahrer
- Krisse, Fritz (* 1957), deutscher Kontrabassist und Komponist
- Krissler, Jan, deutscher Informatiker und Wissenschaftler

#### Krist
- Krist, Augustin (1894–1964), böhmischer bzw. tschechoslowakischer Fußballschiedsrichter und Sportfunktionär
- Krist, Beate (* 1980), deutsche Schauspielerin und Regisseurin
- Krist, Gustav (1894–1937), österreichischer Reiseschriftsteller
- Krist, Hermann (* 1959), österreichischer Politiker (SPÖ) und Abgeordneter zum Nationalrat
- Krist, Hetty (* 1942), deutsch-niederländische KünstlerinHetty Krist (* 1942)

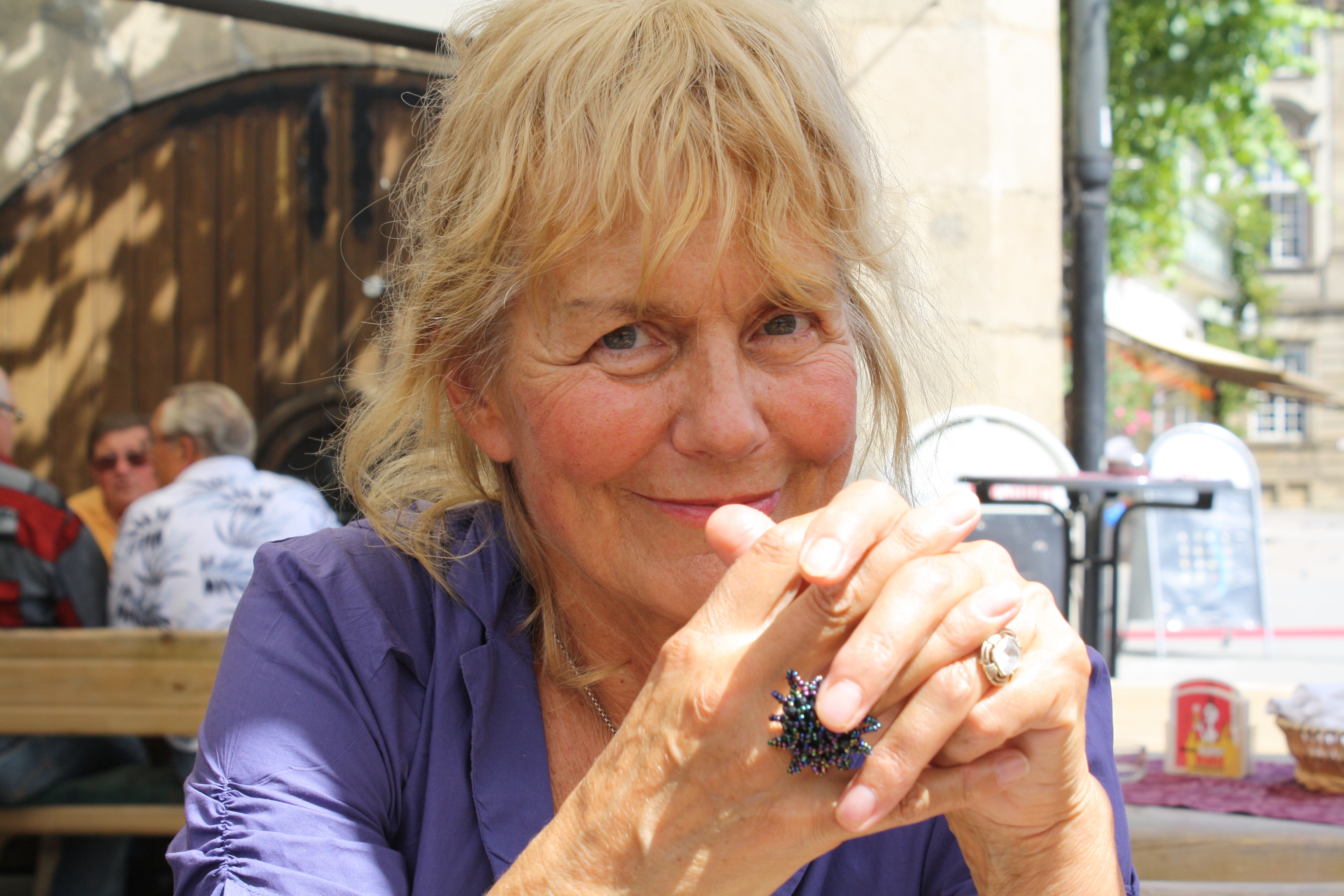
Hetty Krist (* 1942)

- Krist, Johann (1869–1935), österreichischer Politiker
- Krist, Karl (1883–1941), österreichischer Architekt
- Krist, Lothar (* 1951), deutscher Jazzmusiker, Komponist, Orchesterleiter und Musikjournalist
- Krist, Michael (* 1946), österreichischer Pianist und Universitätsprofessor
- Krist, Uwe (* 1941), deutscher Journalist, Fernseh-Reporter und Autor
- Kristal, Hilly (1931–2007), US-amerikanischer Club-Besitzer und Musiker
- Kristal, Israel (1903–2017), polnisch-israelischer Holocaustüberlebender
- Kristal, Marko (* 1973), estnischer Fußballspieler und -trainer
- Kristalinskaja, Maja Wladimirowna (1932–1985), sowjetische Popsängerin
- Kristalleon (* 1956), deutscher Künstler
- Kristan von Luppin, deutscher Minnesänger
- Kristan, Alex (* 1972), österreichischer Stimmenimitator und Kabarettist
- Kristan, Markus (* 1957), österreichischer Kunsthistoriker
- Kristan, Robert (* 1983), slowenischer Eishockeytorwart
- Kristan-Tollmann, Edith (1934–1995), österreichische Geologin und Paläontologin
- Kristejn, Lukáš (* 1989), tschechischer Biathlet
- Kristek, Jaroslav (* 1980), tschechischer Eishockeyspieler
- Kristek, Lubo (* 1943), tschechischer Maler und Bildhauer
- Kristel, Karl Heinz (* 1954), deutscher Krankenpfleger und Autor
- Kristel, Sylvia (1952–2012), niederländische Schauspielerin und ModelSylvia Kristel (1952–2012)

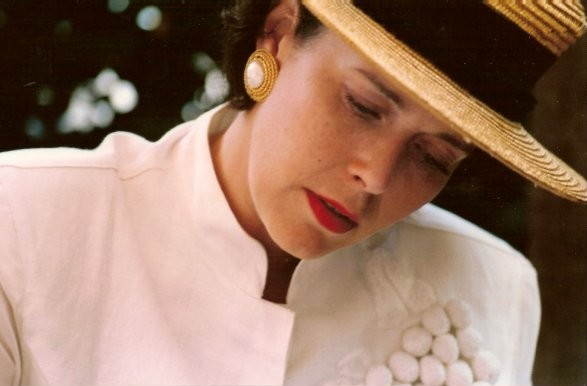
Sylvia Kristel (1952–2012)

- Kristeller, Clara (* 1867), deutsche Violinistin
- Kristeller, Paul (1863–1931), deutscher Kunsthistoriker
- Kristeller, Paul Oskar (1905–1999), deutsch-US-amerikanischer Humanismusforscher
- Kristeller, Samuel (1820–1900), deutscher Gynäkologe
- Kristen, Anne (1937–1996), schottische Schauspielerin
- Kristen, Cornelia (* 1972), deutsche Soziologin
- Kristen, Helmut (1929–2012), deutscher Chemiker, Professor für Landwirtschaftliche Chemie und Biochemie und Professor für Organische Chemie
- Kristen, Josef (* 1960), deutscher Bahnradsportler
- Kristen, Marta (* 1945), US-amerikanische Schauspielerin
- Kristen, Siegfried (1928–2019), deutscher Theaterschauspieler
- Kristen, Theodor (1888–1976), deutscher Bauingenieur
- Kristen, Udo (* 1937), deutscher Biologe
- Kristensen Solås, Monica (* 1950), norwegische Polarforscherin und Schriftstellerin
- Kristensen, Adam (* 1956), grönländischer Politiker (Inuit Ataqatigiit)
- Kristensen, André Bergsholm (* 2000), norwegischer Handballspieler
- Kristensen, Anna (* 2000), dänische Handballspielerin
- Kristensen, Axel (1873–1952), dänischer Sportschütze
- Kristensen, Berit (* 1983), dänische Handballspielerin
- Kristensen, Bjørn Martin (* 2002), philippinisch-norwegischer Fußballspieler
- Kristensen, Finn (* 1936), norwegischer Politiker
- Kristensen, Frank (* 1977), dänischer Fußballspieler
- Kristensen, Frederik (1952–2021), grönländischer Maler, Bildhauer, Musiker und Dichter
- Kristensen, Gunhild (1919–2002), niederländische Glasmalerin und Textilkünstlerin
- Kristensen, Hans M. (* 1961), dänischer Friedensforscher
- Kristensen, Henrik Dam (* 1957), dänischer Politiker, Mitglied des Folketing, MdEP
- Kristensen, Jørgen (* 1946), dänischer Fußballspieler
- Kristensen, Knud (1880–1962), dänischer Politiker, Mitglied des Folketing und Ministerpräsident
- Kristensen, Lennie (* 1968), dänischer Radrennfahrer
- Kristensen, Linda Elvira (* 1966), dänische Schauspielerin
- Kristensen, Lisbeth (* 1972), dänische Triathletin
- Kristensen, Marlene (* 1973), dänische Fußballspielerin
- Kristensen, Mathilde (* 1993), dänische Handballspielerin
- Kristensen, Mirjam (* 1978), norwegische Schriftstellerin
- Kristensen, Naja (* 1968), grönländische Politikerin (Atassut)
- Kristensen, Preben (* 1953), dänischer Schauspieler und Entertainer
- Kristensen, Rasmus (* 1997), dänischer FußballspielerRasmus Kristensen (* 1997)

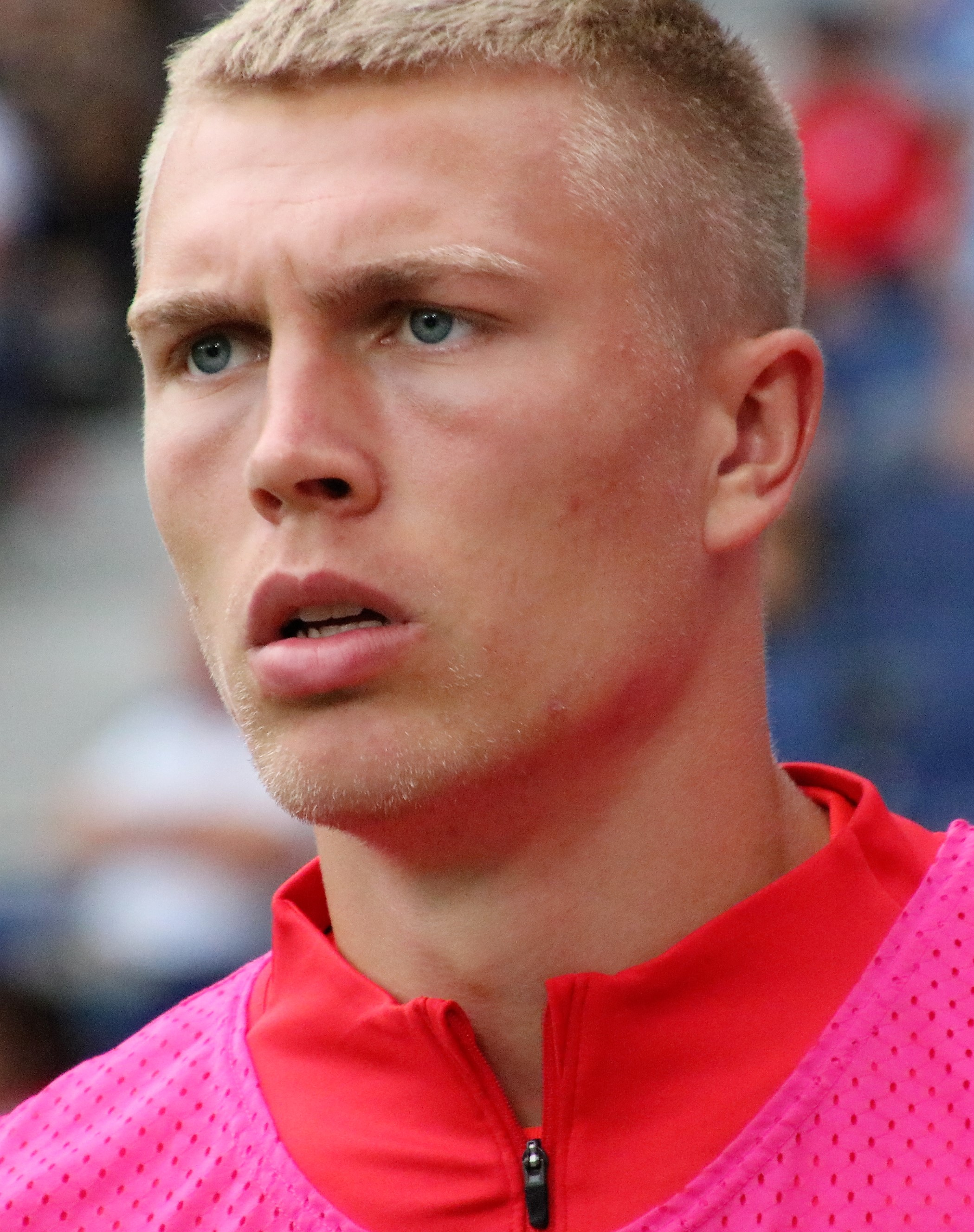
Rasmus Kristensen (* 1997)

- Kristensen, Rasmus Abildgaard, dänischer Diplomat
- Kristensen, Reinhardt (* 1948), dänischer Biologe
- Kristensen, Sigurd (* 1963), dänischer Fußball- und Futsalspieler
- Kristensen, Sören (* 1964), deutscher Politiker (UL)
- Kristensen, Svend Erik (* 1956), dänischer Marathonläufer
- Kristensen, Thomas, dänischer Sportkommentator
- Kristensen, Thomas (* 1990), norwegischer Handballspieler
- Kristensen, Thomas Thiesson (* 2002), dänischer Fußballspieler
- Kristensen, Thor (* 1980), dänischer Ruderer
- Kristensen, Thorkil (1899–1989), dänischer Politiker (Venstre), Mitglied des Folketing
- Kristensen, Tom (1893–1974), dänischer Autor und Literaturkritiker
- Kristensen, Tom (* 1967), dänischer Automobilrennfahrer
- Kristensen, Turid (* 1966), norwegische Politikerin
- Kristensen, William Brede (1867–1953), norwegischer Kirchenhistoriker
- Kristensen-Randers, Nanna (1864–1908), dänische Rechtsanwältin und Schulleiterin
- Kristensson, Krister (1942–2023), schwedischer Fußballspieler
- Kristersson, Ulf (* 1963), schwedischer Politiker (Moderata samlingspartiet) und VolkswirtUlf Kristersson (* 1963)

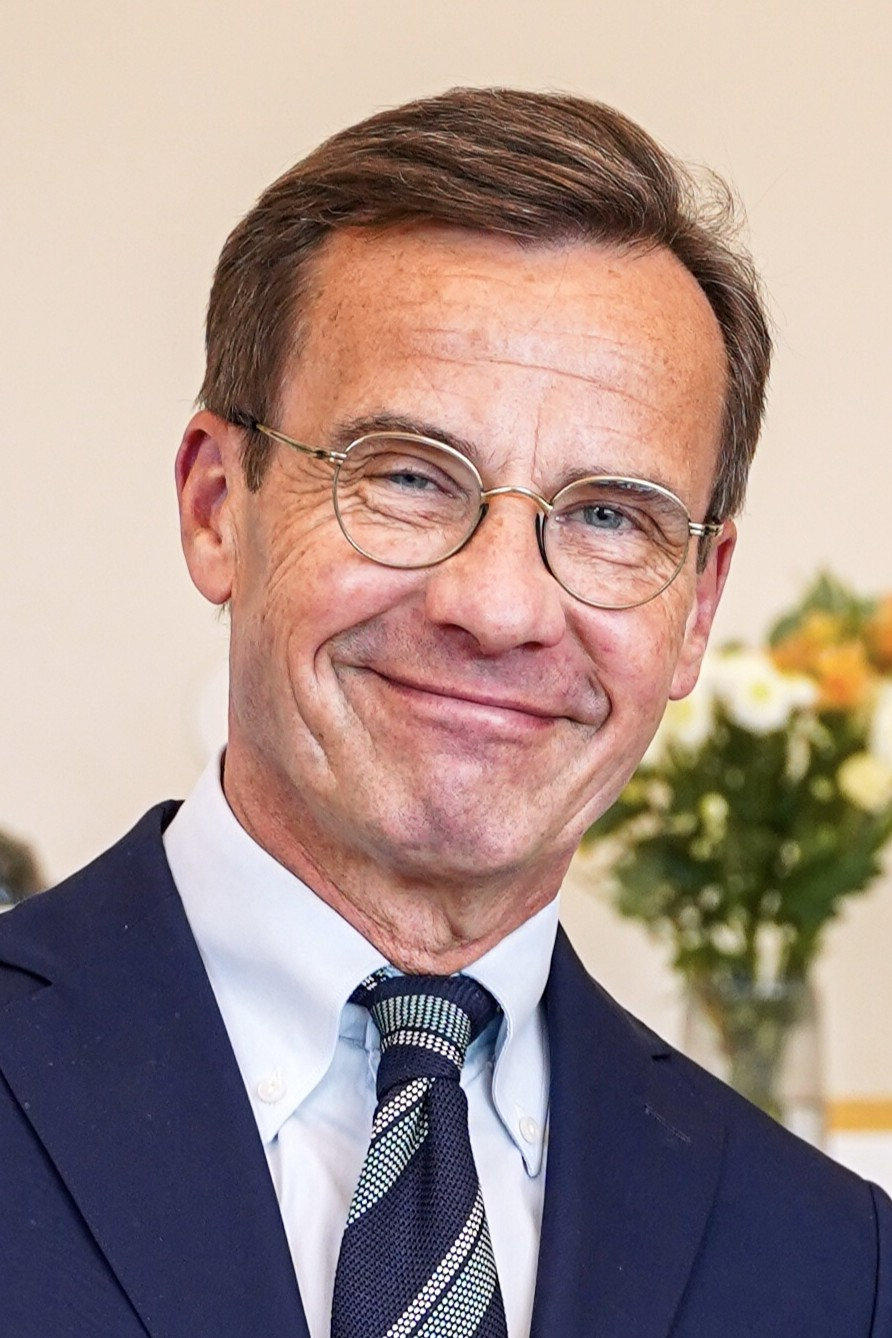
Ulf Kristersson (* 1963)

- Kristeva, Julia (* 1941), bulgarisch-französische Philosophin, Psychoanalytikerin und Autorin
- Kristfeld, Philipp (1796–1874), deutscher Porzellanmaler
- Kristian Hlynsson (* 2004), isländischer Fußballspieler
- Kristian, Jerome (1933–1996), US-amerikanischer theoretischer und beobachtender Kosmologe
- Kristian, Kai (* 1991), deutscher Eishockeytorhüter
- Kristiansdóttir, Vígdis (* 1983), färöische Fußballspielerin
- Kristiansen, Abel (1900–1975), grönländischer Katechet, Dichter, Journalist und Landesrat
- Kristiansen, Anders (* 1979), dänischer Badmintonspieler
- Kristiansen, Astrid (* 1958), norwegische Fußballspielerin und Skilangläuferin
- Kristiansen, Cay (1925–2014), dänischer Schauspieler
- Kristiansen, David (1903–1950), grönländischer Landesrat
- Kristiansen, Egil (* 1966), norwegischer Skilangläufer
- Kristiansen, Elin (* 1968), norwegische Biathletin
- Kristiansen, Emmy (* 2000), norwegische SängerinEmmy Kristiansen (* 2000)

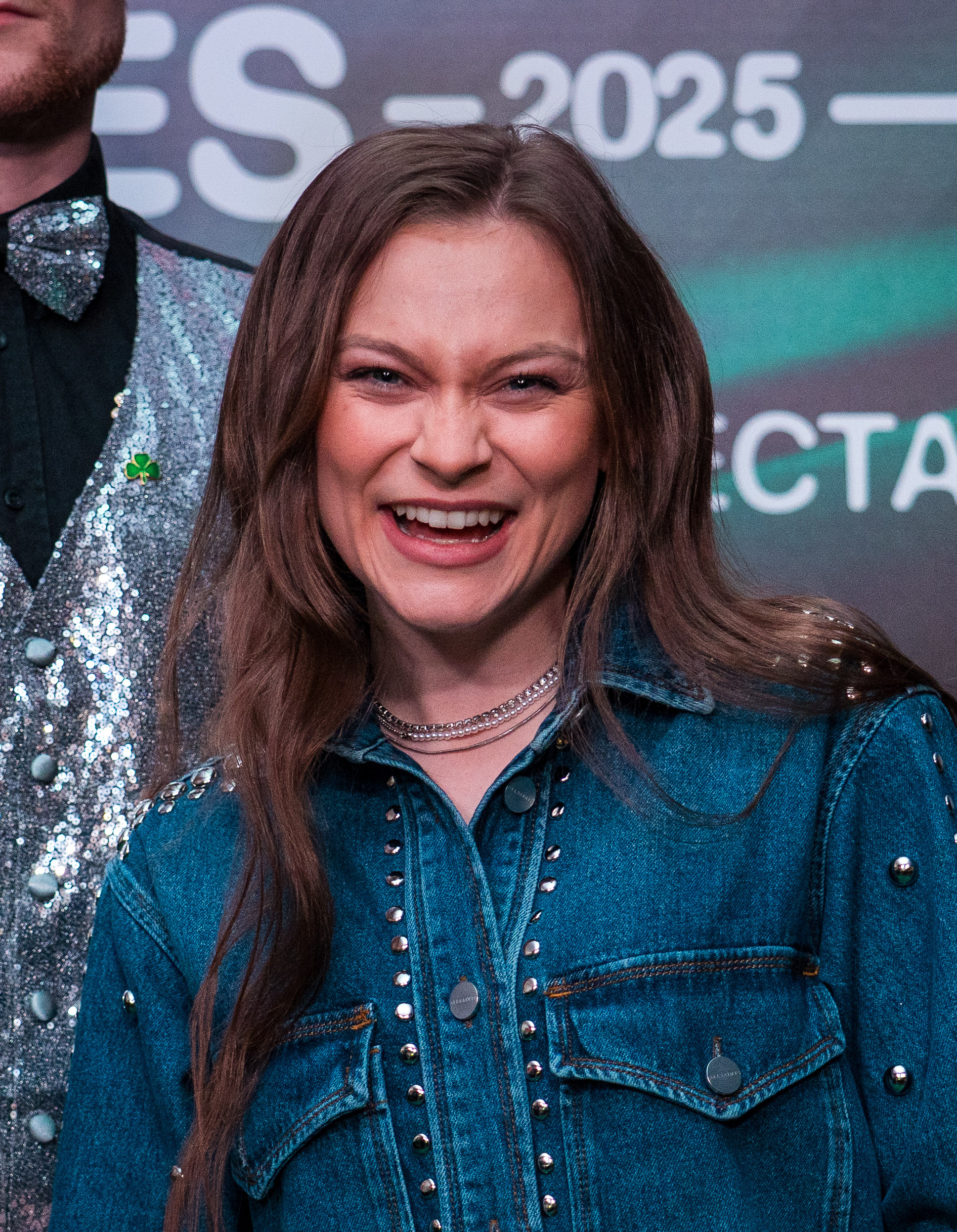
Emmy Kristiansen (* 2000)

- Kristiansen, Enok (1874–1966), grönländischer Missionar
- Kristiansen, Erling (1923–2009), norwegischer Radrennfahrer
- Kristiansen, Gerd (* 1955), norwegische Gewerkschafterin
- Kristiansen, Gustav (1904–1988), norwegischer Radrennfahrer
- Kristiansen, Henning (1927–2006), dänischer Kameramann
- Kristiansen, Henry Wilhelm (1902–1942), norwegischer Widerstandskämpfer, Persönlichkeit der norwegischen Arbeiter- und Widerstandsbewegung
- Kristiansen, Idar (1932–1985), norwegischer Schriftsteller
- Kristiansen, Ingrid (* 1956), norwegische Langstreckenläuferin
- Kristiansen, Jan (1934–2023), norwegischer Eisschnellläufer
- Kristiansen, Jan (* 1981), dänischer Fußballspieler
- Kristiansen, Jeanett (* 1992), norwegische Handballspielerin
- Kristiansen, Jens (* 1952), dänischer Schachspieler
- Kristiansen, Kai (* 1929), dänischer Möbeldesigner
- Kristiansen, Kåre (1920–2005), norwegischer Politiker (Kristelig Folkeparti), Mitglied des Storting
- Kristiansen, K'issúnguaĸ (* 1930), grönländischer Landesrat
- Kristiansen, Kjeld Kirk (* 1947), dänischer IndustriellerKjeld Kirk Kristiansen (* 1947)

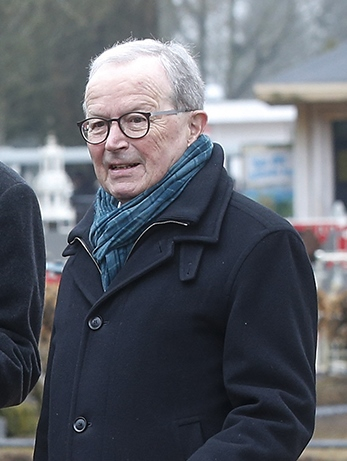
Kjeld Kirk Kristiansen (* 1947)

- Kristiansen, Knud (1918–1989), grönländischer Katechet und Landesrat
- Kristiansen, Knud (1932–1978), grönländischer Künstler und Landesrat
- Kristiansen, Knud (* 1971), grönländischer Politiker und Polizist
- Kristiansen, Knut (* 1946), norwegischer Jazzpianist
- Kristiansen, Kristina (* 1989), dänische Handballspielerin
- Kristiansen, Ole (* 1965), grönländischer Musiker
- Kristiansen, Roy (* 1943), norwegischer Amateurmineraloge
- Kristiansen, Rune (* 1964), norwegischer Freestyle-Skisportler
- Kristiansen, Simon W. (* 1984), dänischer Handballspieler
- Kristiansen, Søren (* 1962), dänischer Jazzmusiker (Piano, Komposition)
- Kristiansen, Stig (* 1970), norwegischer Radrennfahrer
- Kristiansen, Sven Erik (* 1969), norwegischer Metal-Sänger
- Kristiansen, Tommy (* 1989), norwegischer Eishockeyspieler
- Kristiansen, Tor Espen (* 1970), norwegischer Biathlet
- Kristiansen, Ulloriannguaq (1927–1998), grönländischer Journalist, Schriftsteller, Übersetzer und Redakteur
- Kristiansen, Unni, norwegische Biathletin
- Kristiansen, Vegar (* 1971), norwegischer Poolbillardspieler
- Kristiansen, Veronica (* 1990), norwegische Handballspielerin
- Kristiansen, Victor (* 2002), dänischer Fußballspieler
- Kristiansson, Ola (* 1971), schwedischer Tennisspieler
- Kristiansson, Ulf (* 1983), schwedischer Fußballtrainer
- Kristijanović, Ignac (1796–1884), römisch-katholischer Geistlicher und kroatisch-kajkavischer Schriftsteller
- Kristín Aðalbjörg Árnadóttir (* 1957), isländische Diplomatin
- Kristín Auður Sophusdóttir, isländische Schauspielerin
- Kristin Håkonsdatter (1234–1262), norwegische Prinzessin
- Kristín Helga Gunnarsdóttir (* 1963), isländische Kinder- und Jugendbuchautorin
- Kristín Marja Baldursdóttir (* 1949), isländische Schriftstellerin
- Kristín Ómarsdóttir (* 1962), isländische Autorin
- Kristín Steinsdóttir (* 1946), isländische Kinder- und Jugendbuchautorin, Übersetzerin
- Kristin Sverresdatter, Königin von Norwegen
- Kristín Vala Ragnarsdóttir (* 1954), isländische Geowissenschaftlerin
- Kristin, Klara (* 1993), dänisches Model und Schauspielerin
- Kristina, Sonja (* 1949), englische Sängerin
- Kristinaitis, Kęstutis (* 1961), litauischer Politiker
- Kristine W, US-amerikanische Dance-Pop-, House-Sängerin und Songwriterin
- Kristine, Liv (* 1976), norwegische SängerinLiv Kristine (* 1976)

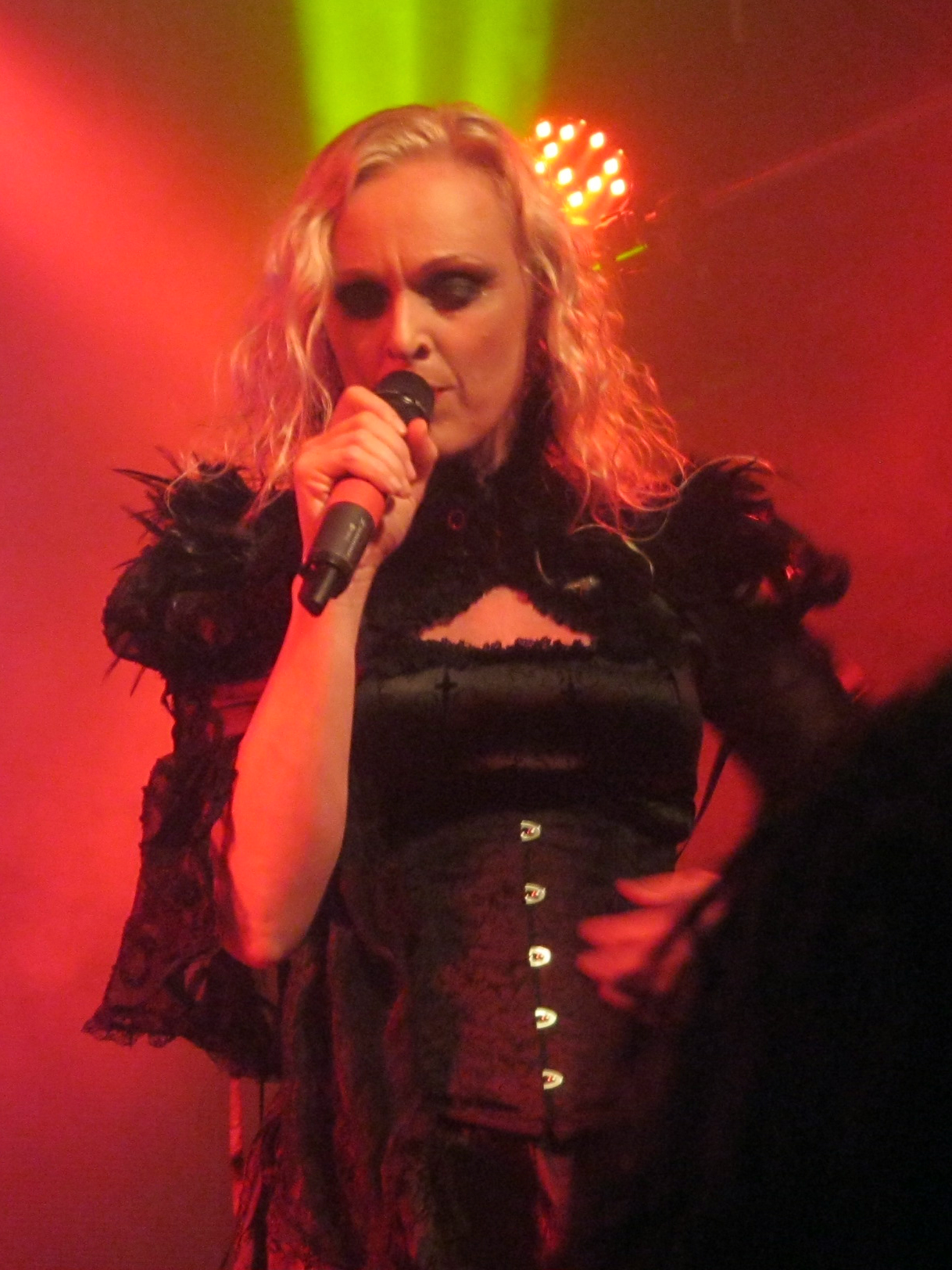
Liv Kristine (* 1976)

- Kristinn Benediktsson (* 1939), isländischer Skirennläufer
- Kristinn Björnsson (* 1972), isländischer Skirennläufer
- Kristinn Eyjólfur Andrésson (1901–1973), isländischer Verleger und Literaturwissenschaftler
- Kristinn Guðmundsson (1897–1982), isländischer Politiker
- Kristinn Hrafnsson (* 1962), isländischer Journalist
- Kristinn Magnússon (* 1981), isländischer Skirennläufer
- Kristinn Steindórsson (* 1990), isländischer Fußballspieler
- Kristinus, Karl Raimund (1843–1904), österreichischer Komponist
- Kristján Andrésson (* 1981), isländischer Handballspieler und -trainer
- Kristján Arason (* 1961), isländischer Handballspieler und -trainer
- Kristján Bender (1915–1975), isländischer Schriftsteller
- Kristján Eldjárn (1916–1982), dritter Präsident Islands
- Kristján frá Djúpalæk (1916–1994), isländischer Schriftsteller
- Kristján Guy Burgess (* 1973), isländischer Politikwissenschaftler, Journalist und früherer Generalsekretär der sozialdemokratischen Partei Allianz
- Kristján Helgason (* 1974), isländischer Snookerspieler
- Kristján Jóhannsson (1929–2013), isländischer Leichtathlet
- Kristján Jónsson (1842–1869), isländischer Dichter
- Kristján Jónsson (1852–1926), isländischer Politiker (parteilos) und Premierminister Islands
- Kristján Kristinsson (* 1998), isländischer Eishockeyspieler
- Kristján L. Möller (* 1953), isländischer Politiker (Allianz)
- Kristján Örn Kristjánsson (* 1997), isländischer Handballspieler
- Kristján Þór Júlíusson (* 1957), isländischer Politiker
- Kristján Vattnes Jónsson (1916–1992), isländischer Leichtathlet
- Kristjanson, Liam (* 2001), kanadischer Volleyballspieler
- Kristjánsson, Mímir (* 1986), norwegischer Journalist, Autor und Politiker
- Kristl, Mario (* 1980), deutscher Schauspieler
- Kristl, Thomas (* 1963), deutscher Fußballspieler und -trainer
- Kristl, Vlado (1923–2004), deutsch-jugoslawischer Maler, Filmkünstler und Autor
- Kristl, Wilhelm Lukas (1903–1985), deutscher Schriftsteller
- Kristler, Andreas (* 1990), österreichischer Eishockeyspieler
- Kristmann Guðmundsson (1901–1983), isländischer Schriftsteller
- Kristo, bulgarischer Schauspieler und Rapper
- Krišto, Borjana (* 1961), bosnische Politikerin, Präsidentin der Föderation Bosnien und HerzegowinaBorjana Krišto (* 1961)

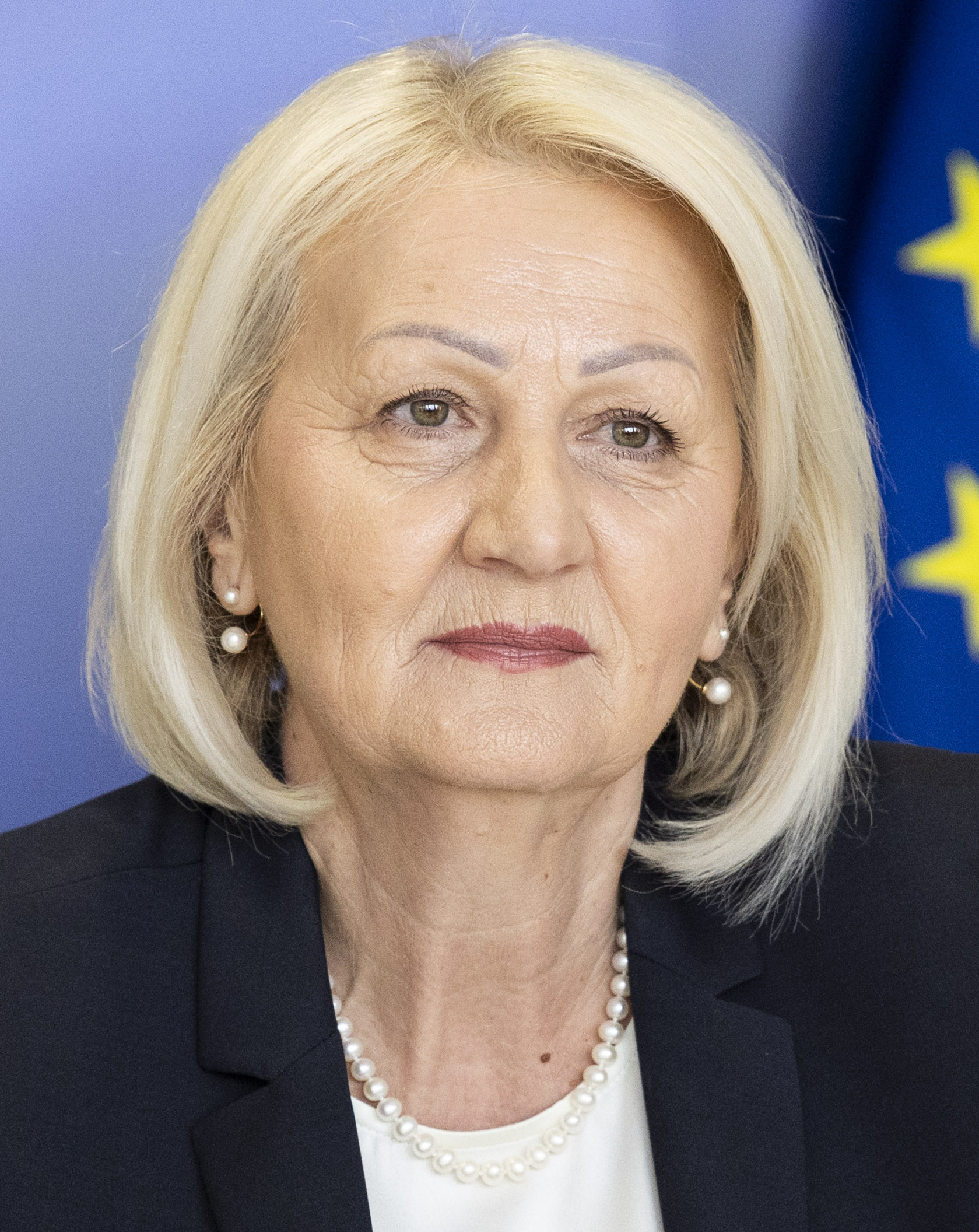
Borjana Krišto (* 1961)

- Kristó, Gyula (1939–2004), ungarischer Historiker
- Kristo, Ivan (* 1980), österreichischer Fußballspieler
- Kristo, Katalin (* 1983), rumänische Shorttrackerin
- Krišto, Katarina (* 2002), kroatische Judoka
- Kristo, Robert (* 1993), bosnisch-US-amerikanischer Fußballspieler
- Kristo, Spiro (1936–2011), albanischer Maler
- Kristóf, Ágota (1935–2011), ungarisch-schweizerische Schriftstellerin
- Krištof, Emil (* 1957), österreichischer Jazzmusiker (Schlagzeuger, Komponist)
- Kristóf, István (1912–1979), ungarischer kommunistischer Politiker, Mitglied des Parlaments
- Kristof, Nicholas D. (* 1959), US-amerikanischer Journalist, Autor und Kolumnist
- Kristof, Nicolas (* 1999), österreichischer Fußballspieler
- Kristófer Kristinsson (* 1999), isländischer Fußballspieler
- Kristoff, Alexander (* 1987), norwegischer RadrennfahrerAlexander Kristoff (* 1987)

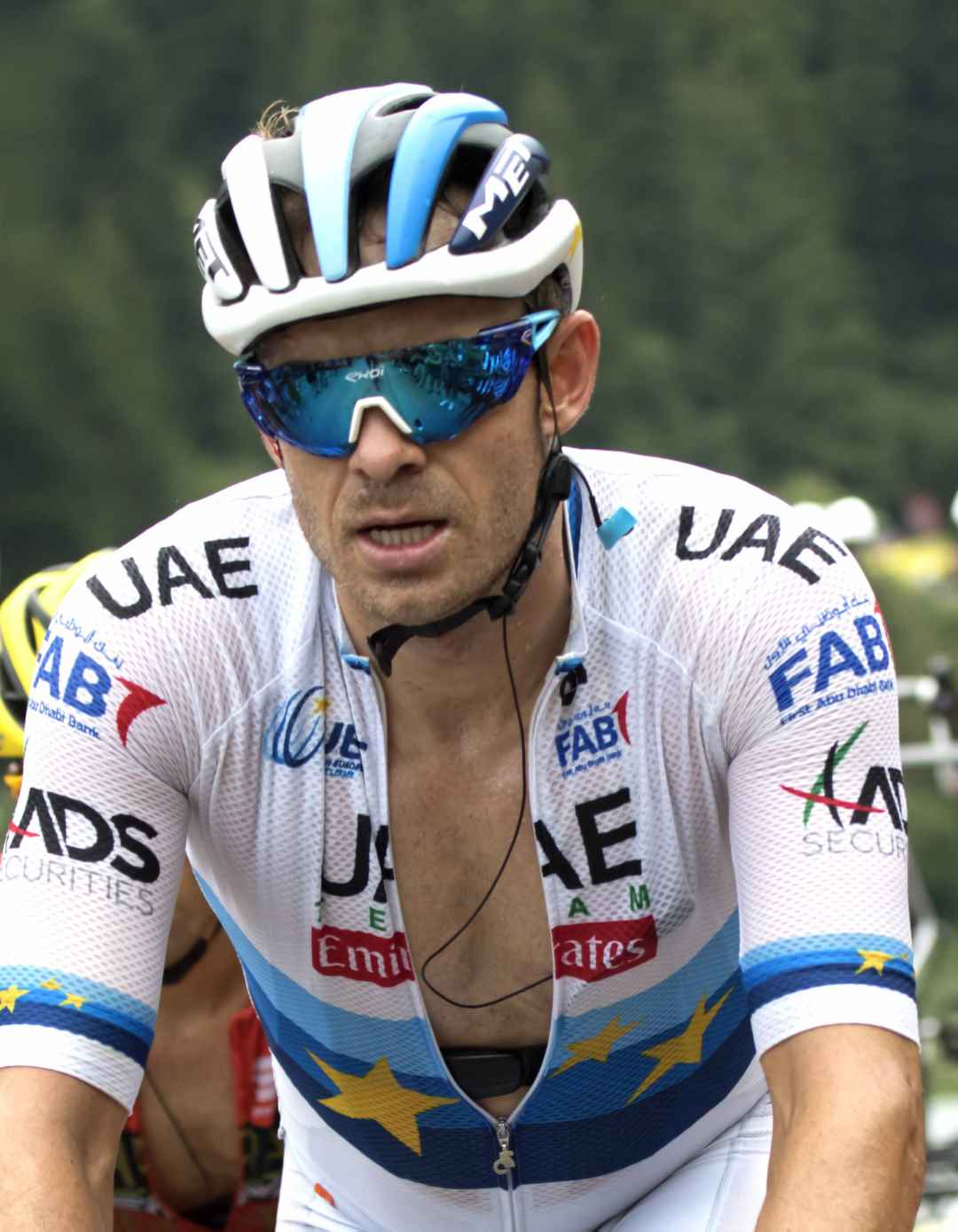
Alexander Kristoff (* 1987)

- Kristoff, Larry (* 1942), US-amerikanischer Ringer
- Kristoffersen, Bo (* 1967), dänischer Springreiter und Nationaltrainer
- Kristoffersen, Dorthe (1906–1976), grönländische Künstlerin
- Kristoffersen, Eirik Johan (* 1969), norwegischer Offizier des norwegischen Heeres und (seit 2020) Befehlshaber der norwegischen Streitkräfte im Dienstgrad eines Generals
- Kristoffersen, Emilie (* 1991), norwegische Skilangläuferin
- Kristoffersen, Frida Strand (* 1993), norwegische Biathletin
- Kristoffersen, Gerd Janne (* 1952), norwegische Politikerin
- Kristoffersen, Henrik (* 1994), norwegischer SkirennläuferHenrik Kristoffersen (* 1994)

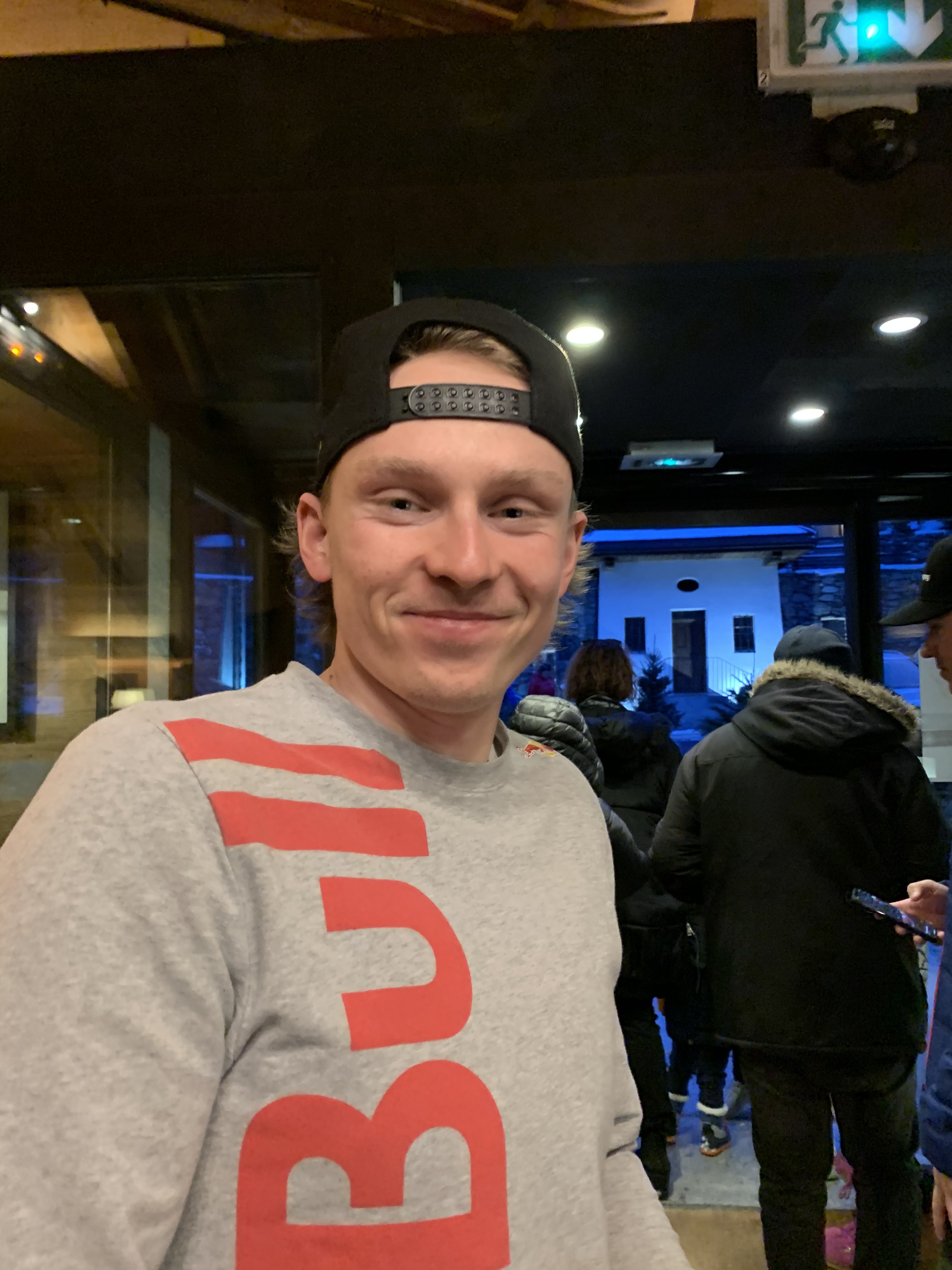
Henrik Kristoffersen (* 1994)

- Kristoffersen, Karl (* 1943), grönländischer Künstler
- Kristoffersen, Kasper (* 1976), dänischer Poolbillardspieler
- Kristoffersen, K'itura (* 1939), grönländische Künstlerin
- Kristoffersen, Kristian (* 1988), grönländischer Biathlet
- Kristoffersen, Kristoffer (1902–1970), grönländischer Künstler
- Kristoffersen, Lone (* 1961), dänische Curlerin
- Kristoffersen, Marthe (* 1989), norwegische Skilangläuferin
- Kristoffersen, Sara (1937–2008), grönländische Künstlerin
- Kristoffersen, Simon (1933–1990), grönländischer Künstler
- Kristoffersen, Thorleif (1900–1971), norwegischer Segler
- Kristoffersen, Trygve (1892–1986), norwegischer Turner
- Kristofferson, Henry (1905–1971), US-amerikanischer General
- Kristofferson, Kris (1936–2024), US-amerikanischer Country-Sänger, Songwriter und SchauspielerKris Kristofferson (1936–2024)

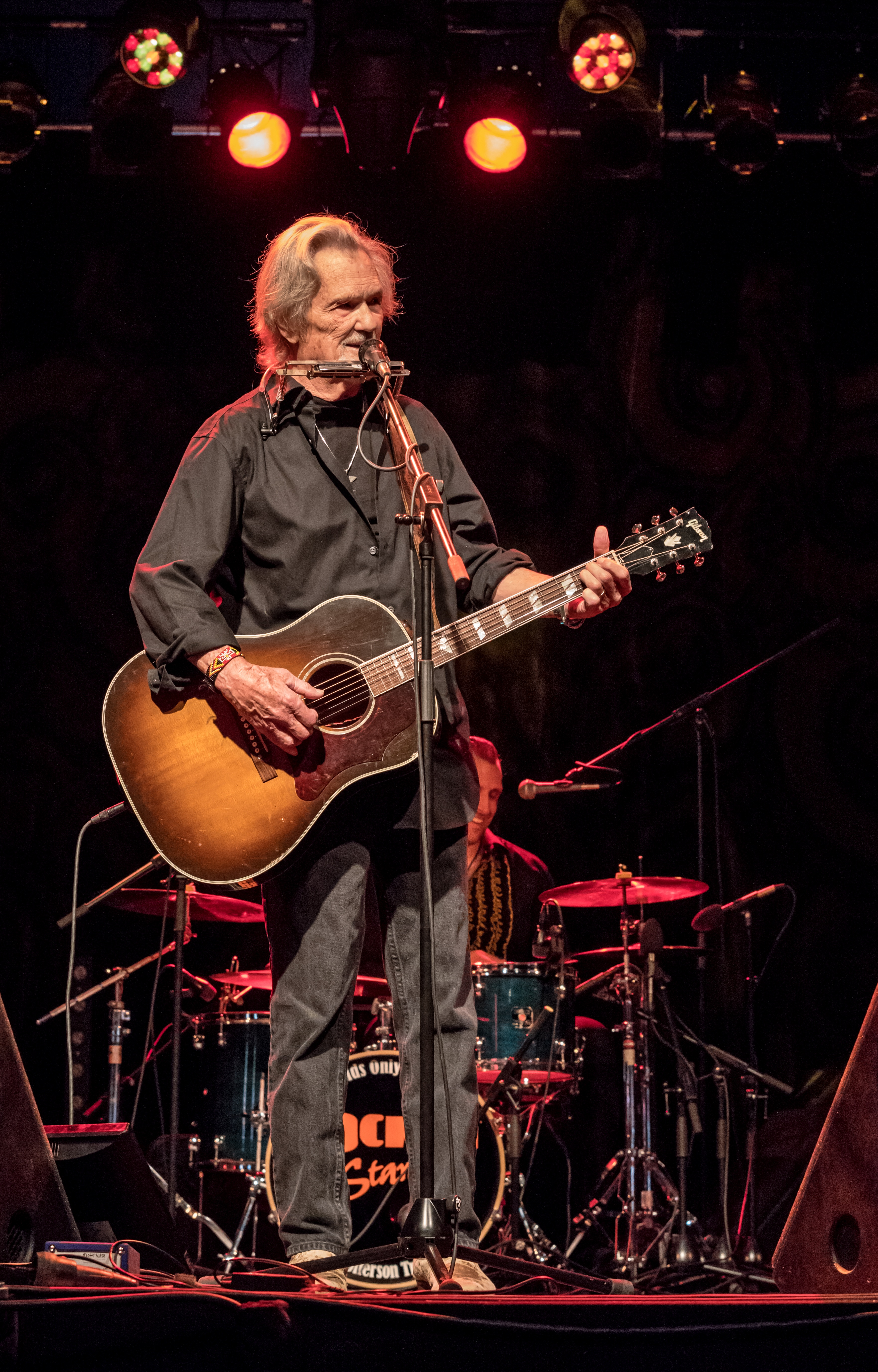
Kris Kristofferson (1936–2024)

- Kristoffersson, Johan (* 1988), schwedischer Autorennfahrer
- Kristóffy, József (1857–1928), ungarischer Politiker
- Kristofics-Binder, Claudia (* 1961), österreichische Eiskunstläuferin
- Kristofics-Binder, Rudolf (1896–1969), österreichischer Politiker (ÖVP), Abgeordneter zum Nationalrat
- Krištofík, Ondrej (* 1966), slowakischer Fußballspieler
- Kristoforidhi, Kostandin (1827–1895), albanischer Autor und Übersetzer
- Kristol, Andres (* 1948), Schweizer Romanist
- Kristol, Irving (1920–2009), US-amerikanischer politischer Autor und Sozialwissenschaftler
- Kristol, William (* 1952), US-amerikanischer politischer Kommentator und Kolumnist
- Kriston, Zsolt (* 1961), ungarischer Tischtennisspieler
- Krištopāns, Dainis (* 1990), lettischer Handballspieler
- Krištopans, Vilis (* 1954), lettischer Politiker, Mitglied der Saeima und Ministerpräsident
- Kristopher, J. (* 1976), US-amerikanischer Schauspieler
- Kristovskis, Ģirts Valdis (* 1962), lettischer Politiker, MdEP
- Kristrún Frostadóttir (* 1988), isländische Politikerin (Allianz)Kristrún Frostadóttir (* 1988)

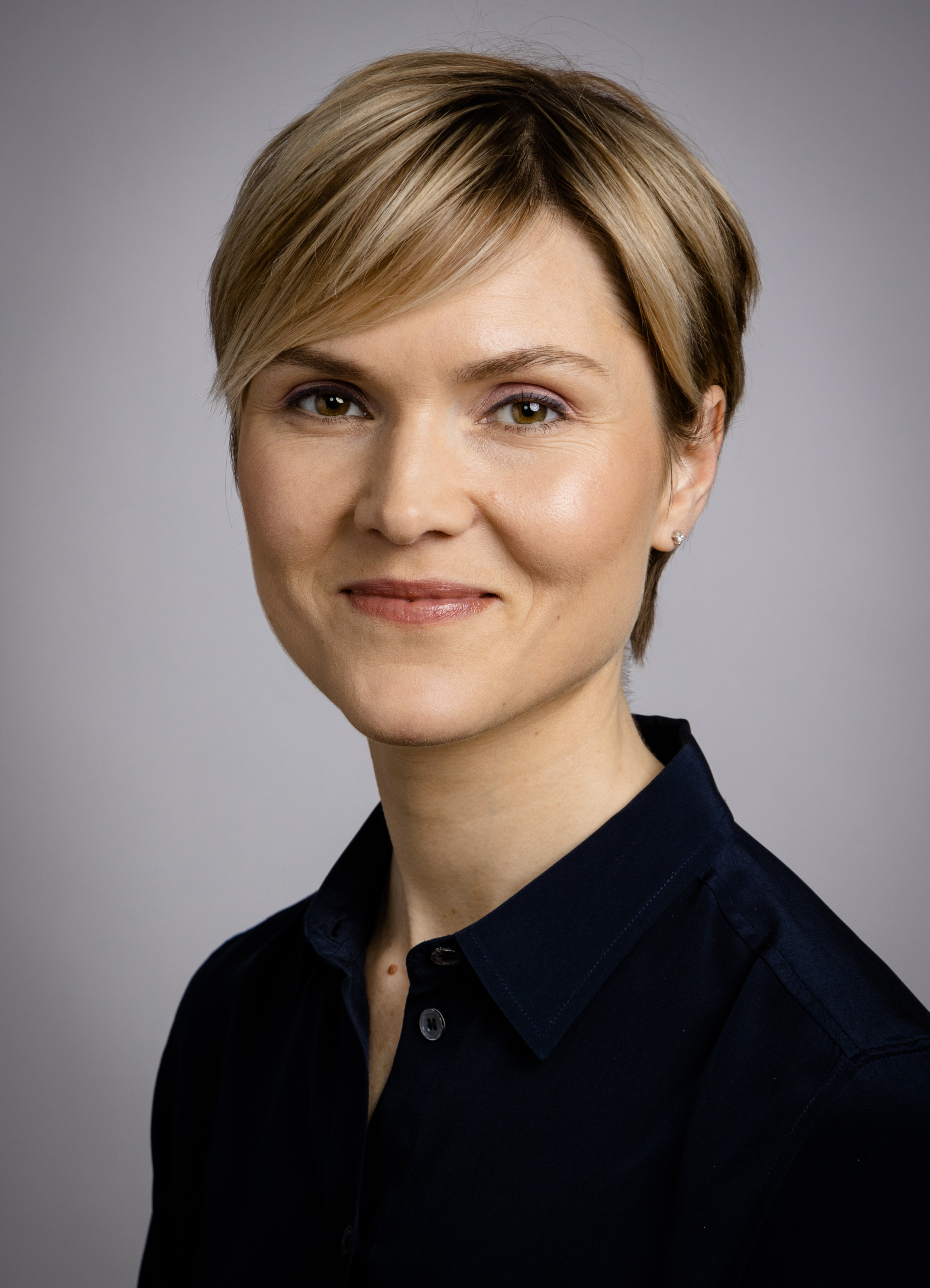
Kristrún Frostadóttir (* 1988)

#### Krisy
- Krisyan, Şavarş (1886–1915), armenischer Athlet, Schriftsteller, Verleger, Journalist, Lehrer und Herausgeber des ersten Sportmagazins des Osmanischen Reiches

#### Krisz
- Kriszeleit, Rudolf (* 1955), deutscher Jurist und hessischer Staatssekretär
- Kriszt, Sarolta (* 2006), ungarische Siebenkämpferin
- Kriszun, Lothar (* 1952), deutscher Manager

### Krit
- Krit Kukuan (* 2002), thailändischer Fußballspieler
- Krit Sivara (1914–1976), thailändischer Politiker und Offizier, Oberbefehlshabers des thailändischen Heeres (1973)
- Kritapat Vichaidit (* 2002), thailändischer Fußballspieler
- Kritasiros, Anführer des keltischen Stammes der Boier
- Kritchai Sangrung (* 1997), thailändischer Fußballspieler
- Kritchana Yod-Ard (* 1988), thailändischer Fußballspieler
- Křitek, Karl (1861–1928), Generaloberst der Österreich-Ungarischen Armee
- Kritenko, Andriy (1963–2019), ukrainischer Theaterregisseur, Schauspieler und Schauspiellehrer
- Krithawu Sodachan (* 2006), thailändischer Fußballspieler
- Kritias, Athener Archon
- Kritias, athenischer Sohn eines Archon
- Kritias, Athener Politiker
- Kritias († 403 v. Chr.), athenischer Politiker, Philosoph und Dichter
- Kritikos, Alexander (* 1965), deutscher Ökonom
- Kritikou, Sofia (1895–1995), griechische Frau, Gerechte unter den Völkern
- Kritios, griechischer Bildhauer
- Křítková, Jaroslava (1927–2010), tschechoslowakische Kugelstoßerin
- Kritnaphop Mekpatcharakul (* 1983), thailändischer Fußballspieler
- Kritobulos von Imbros, griechischer Geschichtsschreiber
- Kritodemos, hellenistischer Astrologe
- Kritolaos († 146 v. Chr.), achaiischer Feldherr
- Kritomenes, griechischer Töpfer
- Kriton (Bildhauer III), griechischer Bildhauer
- Kriton (Bildhauer II), griechischer Bildhauer
- Kriton (Bildhauer I), griechischer Bildhauer
- Kriton, griechischer Töpfer
- Kriton, griechischer Philosoph
- Kriton von Pieria, antiker griechischer Historiker
- Kritonianos, antiker griechischer Bildhauer in der Spätantike
- Kritsada Hemli (* 1997), thailändischer Fußballspieler
- Kritsada Kaman (* 1999), thailändischer Fußballspieler
- Kritsada Kemdem (* 1986), thailändischer Fußballspieler
- Kritsada Nonchai (* 1989), thailändischer Fußballspieler
- Kritsada Nontharat (* 2001), thailändischer Fußballspieler
- Kritsada Sriwanit (* 2000), thailändischer Fußballspieler
- Kritsakorn Kerdpol (* 1985), thailändischer Fußballspieler
- Kritsana Daokrajai (* 2001), thailändischer Fußballspieler
- Kritsana Klanklin (* 1984), thailändischer Fußballspieler
- Kritsana Taiwan (* 1982), thailändischer Fußballspieler
- Kritsananon Srisuwan (* 1995), thailändischer Fußballspieler
- Kritsanapol Booncharee (* 2001), thailändischer Fußballspieler
- Kritsanucha Mueansen (* 1997), thailändischer Fußballspieler
- Kritsanut Lertsattayathorn (* 1988), thailändischer Snookerspieler
- Kritsberg, Wayne (* 1942), US-amerikanischer Psychiater und Psychotherapeut
- Kritsch, Paul (1947–2009), österreichischer Offizier, zuletzt Generalmajor
- Kritschewer, Igor Moissejewitsch (1950–2022), sowjetischer und russischer Mathematiker
- Kritschewskaja, Wera Jefimowna (* 1974), russische TV-Journalistin, Fernsehregisseurin und Produzentin
- Kritschewski, Dawid Lwowitsch (1894–1942), ukrainisch-russischer Architekt, Vertreter des Konstruktivismus und Grafiker
- Kritschinski, Stepan Samoilowitsch (1874–1923), russisch-sowjetischer Architekt und Hochschullehrer
- Kritter, Adolf von (1819–1892), preußischer Generalleutnant
- Krittian, Ernst (1941–2018), deutscher Eisenbahningenieur und Hochschullehrer
- Krittian, Julia (* 1980), deutsche Hörfunk- und FernsehjournalistinJulia Krittian (* 1980)

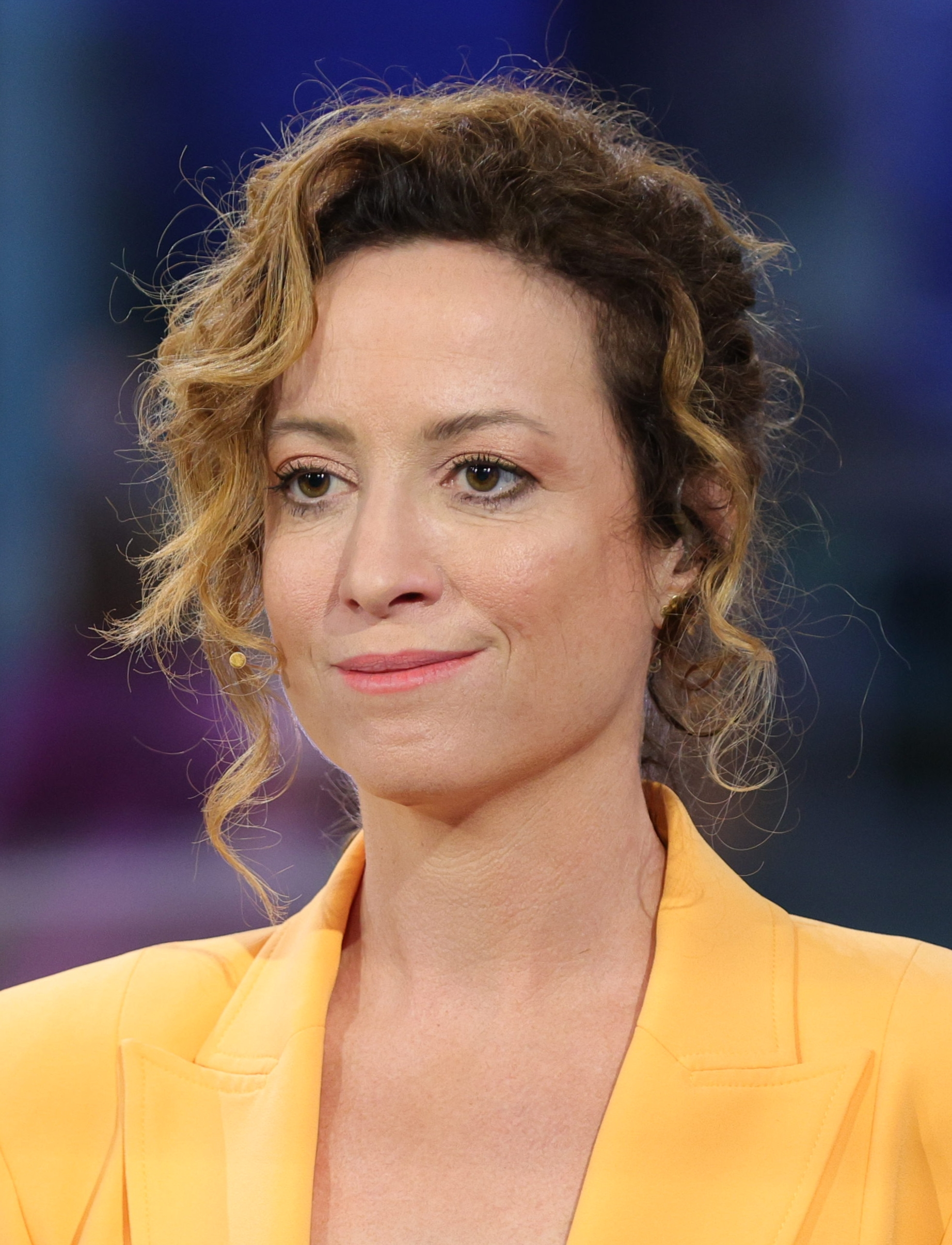
Julia Krittian (* 1980)

- Krittin Suwannasri (* 2003), thailändischer Fußballspieler
- Kritz, Friedrich (1798–1869), deutscher Altphilologe
- Kritz, Harald (* 1950), österreichischer Internist und Endokrinologe
- Kritz, Hugo Maria (1905–1988), österreichisch-deutscher Schriftsteller und Drehbuchautor
- Kritz, Karl (1906–1969), austroamerikanischer Dirigent
- Kritz, Leonid (* 1984), deutscher Schachgroßmeister
- Kritz, Reuven (1928–2020), israelischer Literaturwissenschaftler und Schriftsteller
- Kritzelmann, Andreas (1606–1633), deutscher Kirchenlieddichter
- Kritzer, Christian (* 1977), deutscher Fußballspieler
- Kritzer, Stefan (* 1965), deutscher Journalist und Heimatforscher des Landkreises Rhön-Grabfeld
- Kritzinger, Friedrich Adolph (1726–1793), deutscher Autor, Buchhändler, Verleger und Übersetzer
- Kritzinger, Friedrich Wilhelm (1816–1890), deutscher Theologe, Pädagoge, Kirchenlieddichter
- Kritzinger, Friedrich Wilhelm (1890–1947), deutscher Ministerialdirektor in der Reichskanzlei zur NS-ZeitFriedrich Wilhelm Kritzinger (1890–1947)

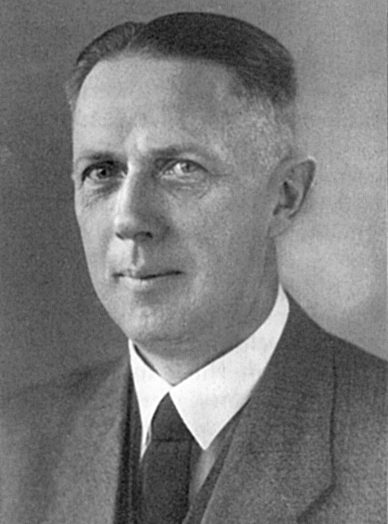
Friedrich Wilhelm Kritzinger (1890–1947)

- Kritzinger, Helmut (1928–2023), österreichischer Politiker (ÖVP), Mitglied des Bundesrates
- Kritzinger, Helmut (* 1967), italienischer Extrembergsteiger und Berg- und Skiführer
- Kritzinger, Sylvia (* 1974), italienische Politikwissenschaftlerin
- Kritzler, Friedrich (1802–1877), Kreisrat und Politiker in Hessen
- Kritzler, Gerhard (1934–2013), deutscher Unternehmer
- Kritzler, Gottfried (1859–1913), deutscher Verwaltungs- und Konsularbeamter
- Kritzmann, Andreas († 1551), deutscher Büchsenmeister und Volksheld in Magdeburg
- Kritzokat, Elina (* 1971), deutsch-finnische Übersetzerin

### Kriv
- Křiváček, Ladislav (1940–1989), tschechoslowakischer Schauspieler
- Krivanec, Eva (* 1976), österreichische Theaterwissenschaftlerin
- Krivanek, Ondrej (* 1950), tschechisch-britischer Physiker
- Křivánek, Petr (* 1970), tschechischer Fußballspieler
- Křivánková, Simona (* 1983), tschechische Triathletin
- Krivas, Andrius (* 1971), litauischer Diplomat und Politiker
- Krivec, Günter (* 1942), deutscher Dreispringer und Sportfunktionär
- Krivec, Jana (* 1980), slowenische Schachspielerin
- Krivec, Simon (* 1987), deutscher Sportler, Sportfunktionär, Apotheker und Dopingexperte
- Krivic, Anes (* 1989), bosnisch-herzegowinischer Fußballspieler
- Krivickas, Domas (1905–1999), litauischer Jurist und Diplomat
- Krivin, Felix (1928–2016), russischer, ukrainischer und israelischer Schriftsteller, Dichter und Kinderbuchautor
- Krivine, Alain (1941–2022), französischer Politiker, MdEP
- Krivine, Emmanuel (* 1947), französischer Dirigent und Violinist
- Krivine, Jean-Louis (* 1939), französischer mathematischer Logiker und Mathematiker
- Krivitz, Tamas (* 1946), ungarischer Fußballspieler und -trainer
- Křivka, Josef (1932–1971), tschechoslowakischer Radrennfahrer
- Krivobokova, Tatyana, kasachische Mathematikerin und Hochschullehrerin
- Krivoborodov, Valeri (* 1947), russischer Violoncellist und Chorleiter
- Krivokapič, Igor (* 1965), slowenischer Komponist, Tubist und Instrumentenerfinder
- Krivokapić, Luka (* 2002), serbischer Handballspieler
- Krivokapić, Marko (* 1976), serbisch-ungarischer Handballspieler und -trainer
- Krivokapić, Milorad (* 1956), jugoslawischer Wasserballspieler
- Krivokapić, Milorad (* 1980), ungarischer Handballspieler
- Krivokapić, Radivoje (* 1953), jugoslawischer Handballspieler
- Krivokapić, Zdravko (* 1958), montenegrinischer Hochschullehrer, Politiker und Ministerpräsident von Montenegro
- Krivotsyuk, Anton (* 1998), aserbaidschanischer Fußballspieler

### Kriw
- Kriwak, René (* 1999), österreichischer Fußballspieler
- Kriwanek, Wolle (1949–2003), deutscher Sänger
- Kriwat, Adalbert (1882–1961), deutscher Bühnen- und Filmschauspieler und Bühnenregisseur
- Kriweljowa, Swetlana Wladimirowna (* 1969), russische Kugelstoßerin und Olympiasiegerin
- Kriwentschewa, Swetlana (* 1973), bulgarische Tennisspielerin
- Kriwet, Carla (* 1971), deutsche Managerin
- Kriwet, Ferdinand (1942–2018), deutscher Hörspielautor und Künstler
- Kriwet, Heinz (1931–2017), deutscher Manager der Stahlindustrie
- Kriwiraltschew, Filip (1932–2019), bulgarischer Nationaltrainer im Ringkampf
- Kriwitz, Jürgen, deutscher Filmproduzent
- Kriwitzki, Walter Germanowitsch (1899–1941), sowjetischer Offizier und Überläufer des Militärnachrichtendienstes (GRU)Walter Germanowitsch Kriwitzki (1899–1941)

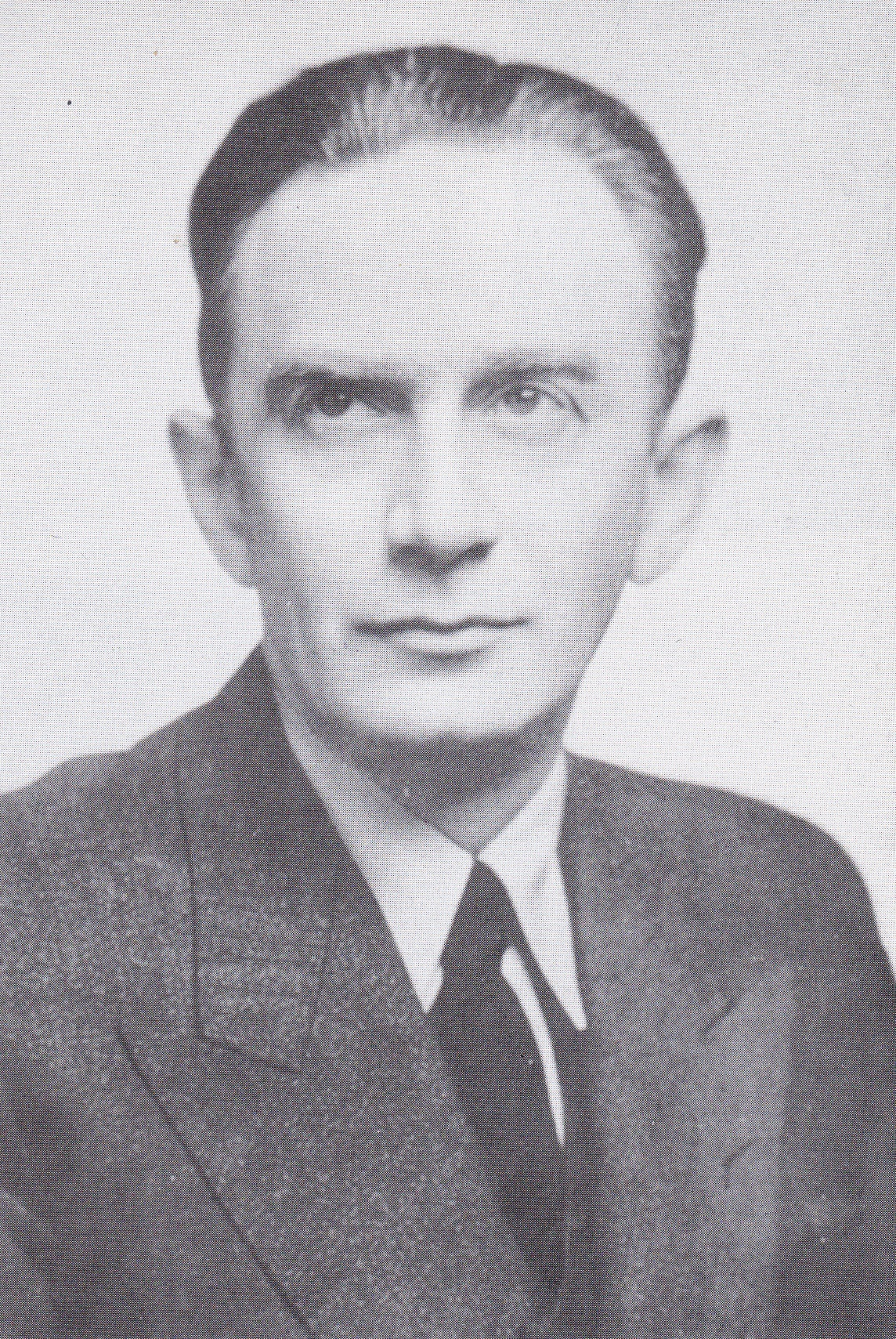
Walter Germanowitsch Kriwitzki (1899–1941)

- Kriwoglas, Michail Alexandrowitsch (1929–1988), sowjetischer Theoretischer Physiker und Festkörperphysiker
- Kriwokrassow, Sergei Wladimirowitsch (* 1974), russischer Eishockeyspieler
- Kriwolapow, Wiktor Alexandrowitsch (* 1951), russischer Eishockeytorwart
- Kriwoluzkaja, Nadeschda Alexandrowna (* 1954), sowjetische bzw. russische Geologin
- Kriwonoschkin, Maxim Alexandrowitsch (* 1984), russischer Eishockeyspieler
- Kriwopolenowa, Marija Dmitrijewna (1843–1924), russische bzw. sowjetische Erzählerin und Sängerin
- Kriwoschapka, Antonina Wladimirowna (* 1987), russische Leichtathletin
- Kriwoschapkin, Michail Fomitsch (1825–1900), russischer Arzt und Ethnograph
- Kriwoschei, Jelena Anatoljewna (* 1977), russische Rhythmische Sportgymnastin
- Kriwoschein, Alexander Wassiljewitsch (1857–1921), russischer Jurist und Politiker
- Kriwoschein, Grigori Grigorjewitsch (1868–1945), russisch-sowjetischer Brückenbau-Ingenieur und Hochschullehrer
- Kriwoschein, Semjon Moissejewitsch (1899–1978), sowjetischer General
- Kriwoschejew, Grigori Fedotowitsch (1929–2019), russischer Militärhistoriker und Generaloberst
- Kriwoschejewa, Jefimija Petrowna (1867–1936), russische bzw. sowjetische Liedermacherin und Geschichtenerzählerin ersjanischer Herkunft
- Kriwoschejewa, Olga Jurjewna (* 1961), sowjetische Volleyballnationalspielerin
- Kriwoschljapowa, Dascha (1950–2003), russische siamesische Zwillinge
- Kriwoschljapowa, Mascha (1950–2003), russische siamesische Zwillinge
- Kriwoschlykow, Denis Iwanowitsch (* 1971), russischer Handballspieler
- Kriwoschlykow, Michail Wassiljewitsch (1894–1918), russischer Revolutionär
- Kriwoschtschokow, Stepan Stepanowitsch (* 1942), sowjetisch-russischer Bildhauer
- Kriwow, Stepan Germanowitsch (* 1990), russischer Eishockeyspieler
- Kriwtschenkow, Alexei Wassiljewitsch (* 1974), russischer Eishockeyspieler und -trainer
- Kriwuschkin, Denis (* 1978), kasachischer Skilangläufer
- Kriwzow, Jurij (* 1979), ukrainischer Radrennfahrer
- Kriwzow, Nikita Sergejewitsch (* 2002), russischer Fußballspieler

### Krix
- Krix, Christoph (* 1959), deutscher Schauspieler und Rundfunksprecher
- Krix, Kunibert (1867–1931), deutscher Geistlicher und Politiker (Zentrum), MdR

### Kriy
- Kriyananda (1926–2013), US-amerikanischer Schüler des Yogi Paramhansa YoganandaKriyananda (1926–2013)

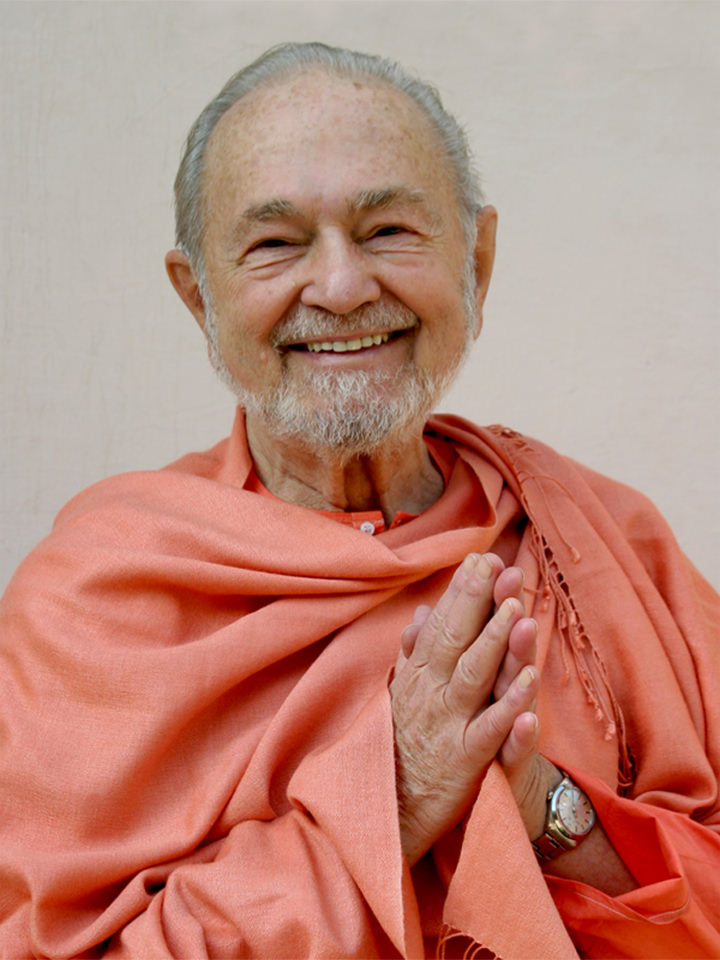
Kriyananda (1926–2013)

### Kriz
- Kříž, Alois (1911–1947), tschechoslowakischer Journalist
- Kříž, Antonín (* 1943), tschechoslowakischer Radrennfahrer
- Kriz, Erwin (1935–2009), österreichischer Radrennfahrer
- Kriz, Frank (1894–1970), US-amerikanischer Geräteturner und Olympiasieger
- Kriz, Georg (1921–2019), österreichischer Politiker (SPÖ), Abgeordneter zum Nationalrat
- Kriz, Günther (* 1940), österreichischer Radrennfahrer
- Kriz, Jürgen (* 1944), deutscher Psychologe und Psychotherapeut
- Kříž, Ladislav (* 1944), tschechoslowakischer Sprinter
- Kříž, Miloslav (1924–2013), tschechischer Basketballtrainer und FIBA-Basketballfunktionär
- Kriz, Nicole (* 1983), australische Tennisspielerin
- Kříž, Pavel (* 1961), tschechischer Schauspieler und Psychotherapeut
- Kriz, Silvan (* 2000), österreichischer Fußballspieler
- Kříž, Tomáš (* 1959), tschechischer Fußballspieler
- Kriz, Wilhelm (* 1936), deutscher Anatom
- Kriz, Willy Christian (* 1968), deutscher Psychologe und Hochschullehrer
- Kriz-Zwittkovits, Margarete (* 1959), österreichische Politikerin (ÖVP), Landtagsabgeordnete
- Križaj, Andrej (* 1986), slowenischer Skirennläufer
- Križaj, Bojan (* 1957), jugoslawischer SkirennläuferBojan Križaj (* 1957)

Bojan Križaj (* 1957)

- Križaj, Domen (* 1989), slowenischer Opernsänger in der Stimmlage Bariton
- Křižan, Jiří (1941–2010), tschechischer Drehbuchautor und Politiker
- Križan, Karol (* 1980), slowakischer Eishockeytorwart
- Krizan, Kim (* 1961), US-amerikanische Schauspielerin und Drehbuchautorin
- Križan, Tina (* 1974), slowenische Tennisspielerin
- Križanac, Ivica (* 1979), kroatischer Fußballspieler
- Križanić, Juraj (1618–1683), kroatischer Theologe und Schriftsteller; einer der ersten Befürworter des Panslawismus unter russischer Führung
- Krizanovic, Igor (* 1973), kroatischer Basketballtrainer
- Križanović, Jozo (1944–2009), bosnischer Politiker kroatischer Volkszugehörigkeit
- Krizek, Matthias (* 1988), österreichischer Radrennfahrer
- Křížek, Milan (1926–2018), tschechischer Komponist, Musiklehrer und Bratschist
- Krizek, Raymond J. (* 1932), US-amerikanischer Bauingenieur
- Krizia (1925–2015), italienische Modedesignerin
- Krizic, Martin (* 2003), österreichischer Fußballspieler
- Križić, Zdenko (* 1953), kroatisch-bosnischer Ordensgeistlicher, römisch-katholischer Erzbischof von Split-Makarska
- Křižík, František (1847–1941), tschechischer Techniker, Industrieller und Erfinder
- Križinauskas, Algimantas (* 1958), litauischer Finanzer und Politiker
- Krizjuk, Stanislaw Wassiljewitsch (* 1990), russischer Fußballspieler
- Krizki, Timofei Wiktorowitsch (* 1987), russischer Radrennfahrer
- Križko, Ľuboš (* 1979), slowakischer Schwimmer
- Křížková, Anna (* 1994), tschechische Leichtathletin
- Křížková, Šárka (* 1990), tschechische Badmintonspielerin
- Křížkovský, Pavel (1820–1885), tschechischer Komponist
- Krizman, Bogdan (1913–1994), jugoslawischer Historiker
- Krizman, Lew Natanowitsch (1890–1938), marxistischer Wirtschafts- und Sozialwissenschaftler
- Križman, Lučka (1952–2020), slowenische Badmintonspielerin
- Križman, Sandi (* 1989), kroatischer Fußballspieler
- Krizmanich, János (1889–1944), ungarischer Turner
- Križnar, Tomo (* 1954), slowenischer Schriftsteller und Friedensaktivist
- Križnar, Urša (* 1995), slowenische Skispringerin
- Křížová, Klára (* 1989), tschechische Skirennläuferin
- Krizsan, Julius H. (1937–2025), deutscher Politiker (Die Grünen), MdB
- Krizsán, Xénia (* 1993), ungarische Siebenkämpferin